# 軍服 (ベトナム)

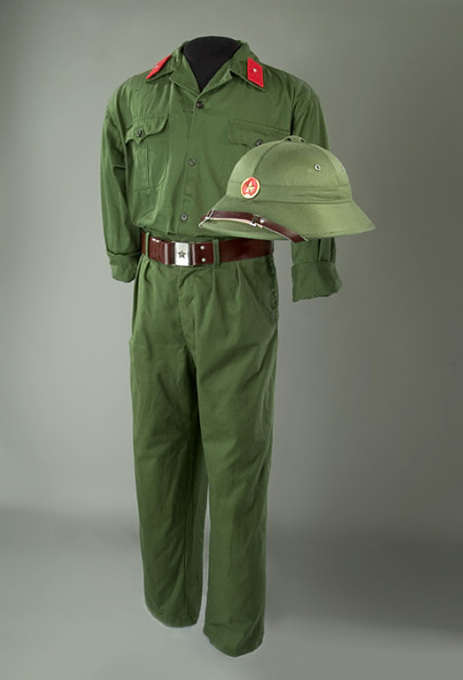
ベトナム人民軍の軍服とピスヘルメット

ベトナムの軍服（ベトナムのぐんぷく）は、1945年以降現在に至る、ベトナム民主共和国、ベトナム社会主義共和国、ベトナム国、ベトナム共和国、南ベトナム解放民族戦線、南ベトナム共和国における軍服の変遷について述べる。

## 概観
フランスに対する独立戦争（第一次インドシナ戦争）から米ソ冷戦を反映した分断国家の成立、そしてベトナム戦争へという流れを反映して、軍服においても、ベトナム民主共和国（北ベトナム）は社会主義諸国（特に中華人民共和国）の、他方ベトナム国（南ベトナム）においては宗主国フランス、ついでベトナム共和国においてはアメリカ合衆国の影響を強く受けた形で出発し、発展した。

## 前史

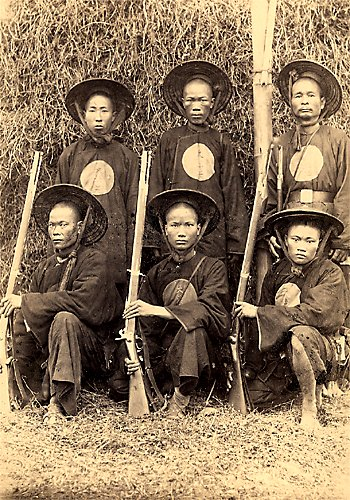
黒旗軍、1884年
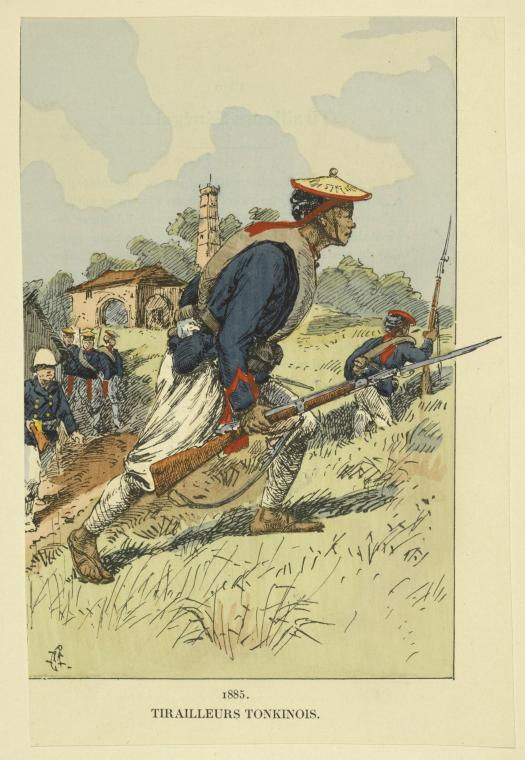
清仏戦争に参加した、フランス軍に帰順したベトナム兵。「トンキン人ティライユール」と形容されている
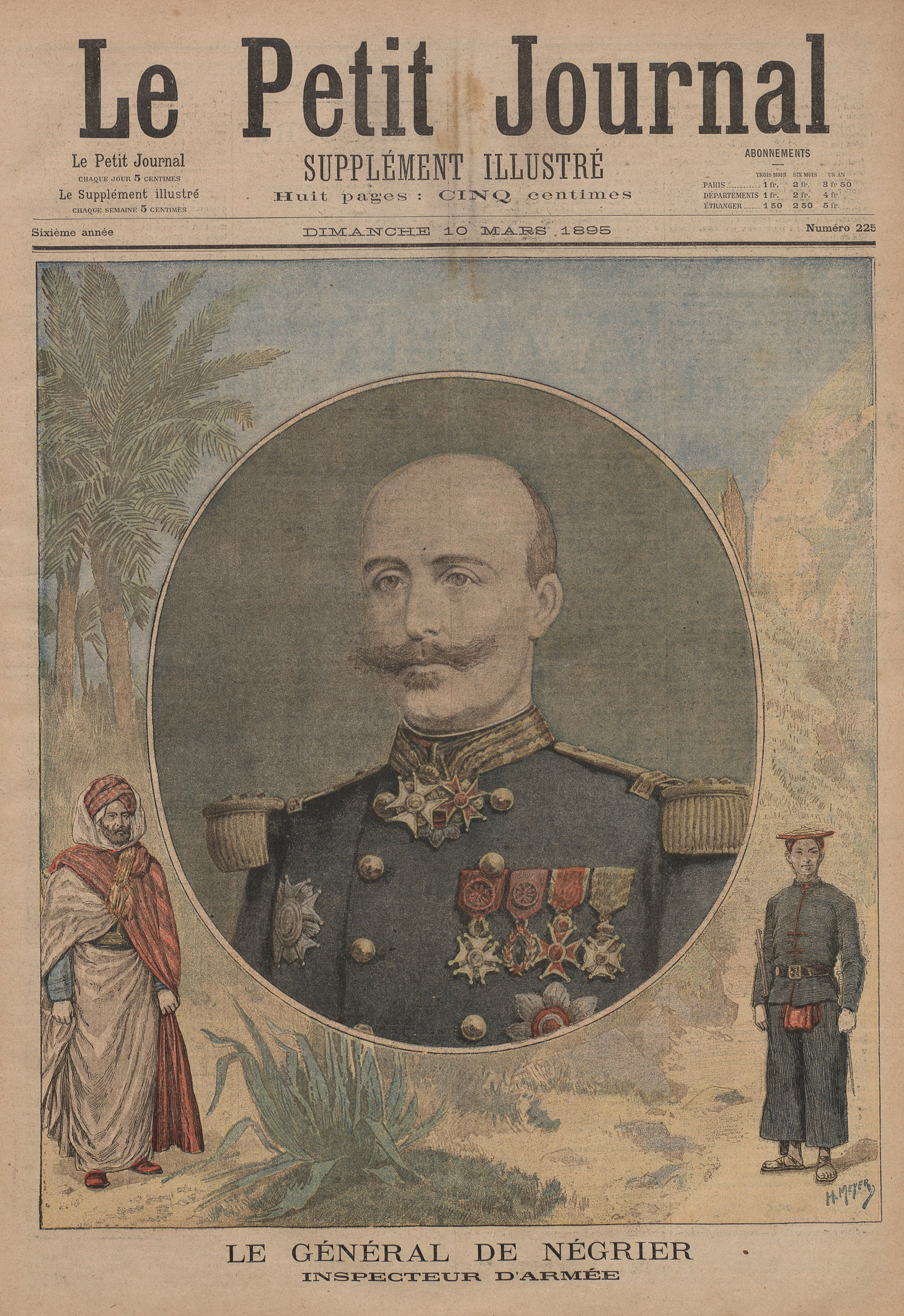
仏領ベトナム人兵士（右下、1895年）
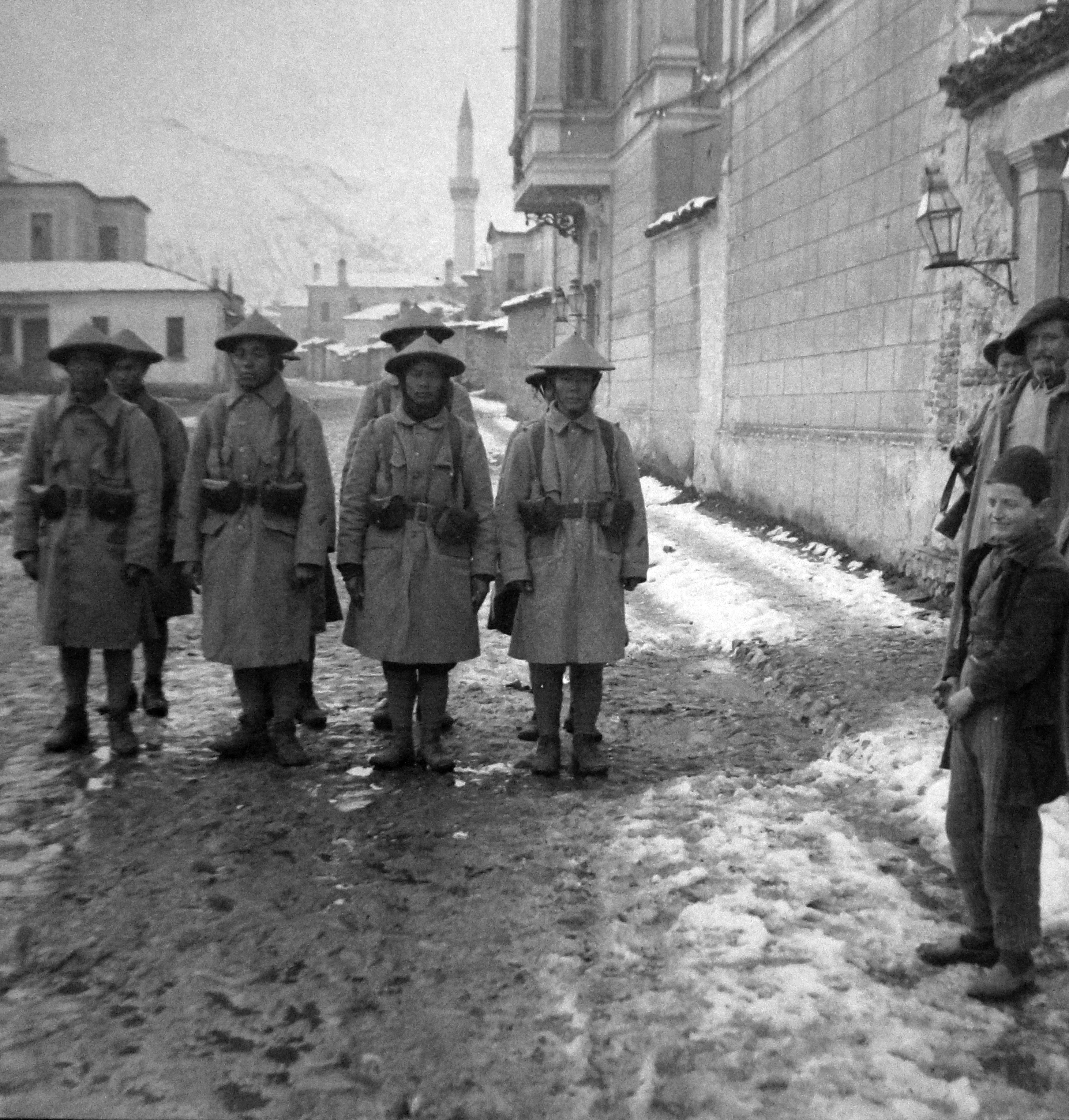
第一次世界大戦に参加したベトナム人兵士（1917年、コルチャにて撮影）

## 北ベトナム及び現在のベトナム
ベトナム民主共和国（北ベトナム）におけるベトナム人民軍（北ベトナム軍）の軍服は共産主義国の軍服のデザインを基本的に踏襲しながら、その祖形を作り上げたソビエト連邦とは気候風土が著しく異なる地において長く実戦をおこなってきた事情から、サファリヘルメット、ブッシュハット、サンダルの導入等、気候風土や実用性にあわせてこれを柔軟に改変してきた。また、野戦用の階級章や戦闘帽、略衣、旧折襟式制服、ヘルメットには旧日本軍の影響もみられる。
統一後のベトナム社会主義共和国では、中越戦争にいたる中国との対立関係を反映し、勤務服等にソ連・東欧の軍服の影響をより強めた。また近年ではアメリカや欧州各国との関係が深まりつつあることから、戦闘装備では西側の要素を取り入れつつある。

### 制服
ベトナム軍は軍服よりも先に階級章が制定された軍隊である。ベトミン時代は、1946年3月22日のベトナム民主共和国国家主席令により制定した階級章を鹵獲した旧日本軍(フランス軍のものも少数)の制服にはめ込んでおり、1953年頃には人民解放軍の50式や旧日本軍のものに酷似した人民服型の軍服を採用していた。
統一的な制服が採用されることとなったのは1958年11月9日の国防省議定による。やはり人民解放軍の五五式に酷似した折襟に肩章というスタイルである。また現在まで続く「稲穂と車輪に金星紅旗」の帽章もこの時制定された。
1982年4月9日、国防省は陸・海・空の全軍の軍装着用統一を目的とした第463号省令を発令し、折襟から開襟のブレザーへと変更、階級別、種類別男女別の軍服とそれに用いられる素材を指定した。また軍種、兵科ごとの徽章のモデルもこの時に明確に規定された。しかし当時経済的に低迷していたこともあり、材質は各個人まちまちという極めて貧相な外観であった。こうした風潮を払拭すべく、1993年11月、近代化に伴い軍の規律の向上を図る「正規化運動」の一環として政府第94号議定が公布され、翌年3月26日の国防省第167号決定により公布。各種徽章類や礼服に関する改正がなされた。主に常服・礼服の項目では士官用制帽に赤い鉢巻（空軍は水色）を取り入れることとなったが、この改正の本質は生地と規格の統一であり、鉢巻以外の意匠は82式と大きな変更はない。2005年3月から右胸に名札の着用が義務付けられた。
2009年12月22日の軍創立記念日に向けて実施された2008年4月の改正で、ベトナム軍の軍服は極めて大きな変換点を迎える。中国の07式軍服がそうであるように、この変更では西側の要素をふんだんに取り入れるものとなった。陸軍の布地はカーキ色から濃い緑色、空軍は陸軍と同一のカーキ色から青へと変更され、女性は男性と同一の官帽からハイバック型の制帽へと変更された。一方でクラウンを高くするなどロシアの要素も取り入れている。
2009年8月頃、士官用制帽に変更点が加えられた。まず顎紐の材質が金色からオレンジ色の太い編み込み式モールに変更され、二分されていた鍔の羽飾りが一続きになった。一方将官は、鍔の表生地にコーデュロイが張られ、羽根型装飾金具も大き目のものとなり、顎紐は金色となった。鉢巻には波状の模様が入り、耳章には国章（将官以外は星章）が刻印されることとなった。またクラウンの高さも佐官や尉官より高めとなり、区別が明確となった。
初期

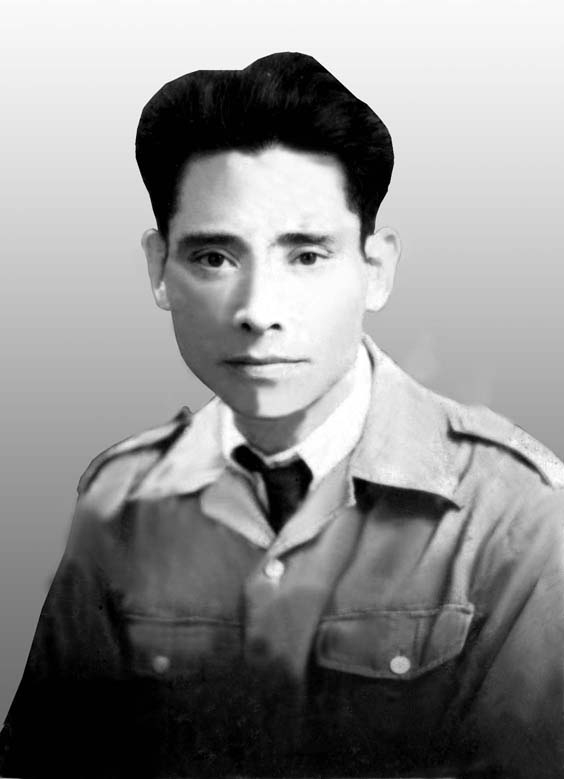
グエン・ソン
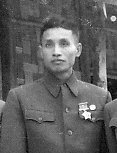
（レ・チョン・タン、1954年）
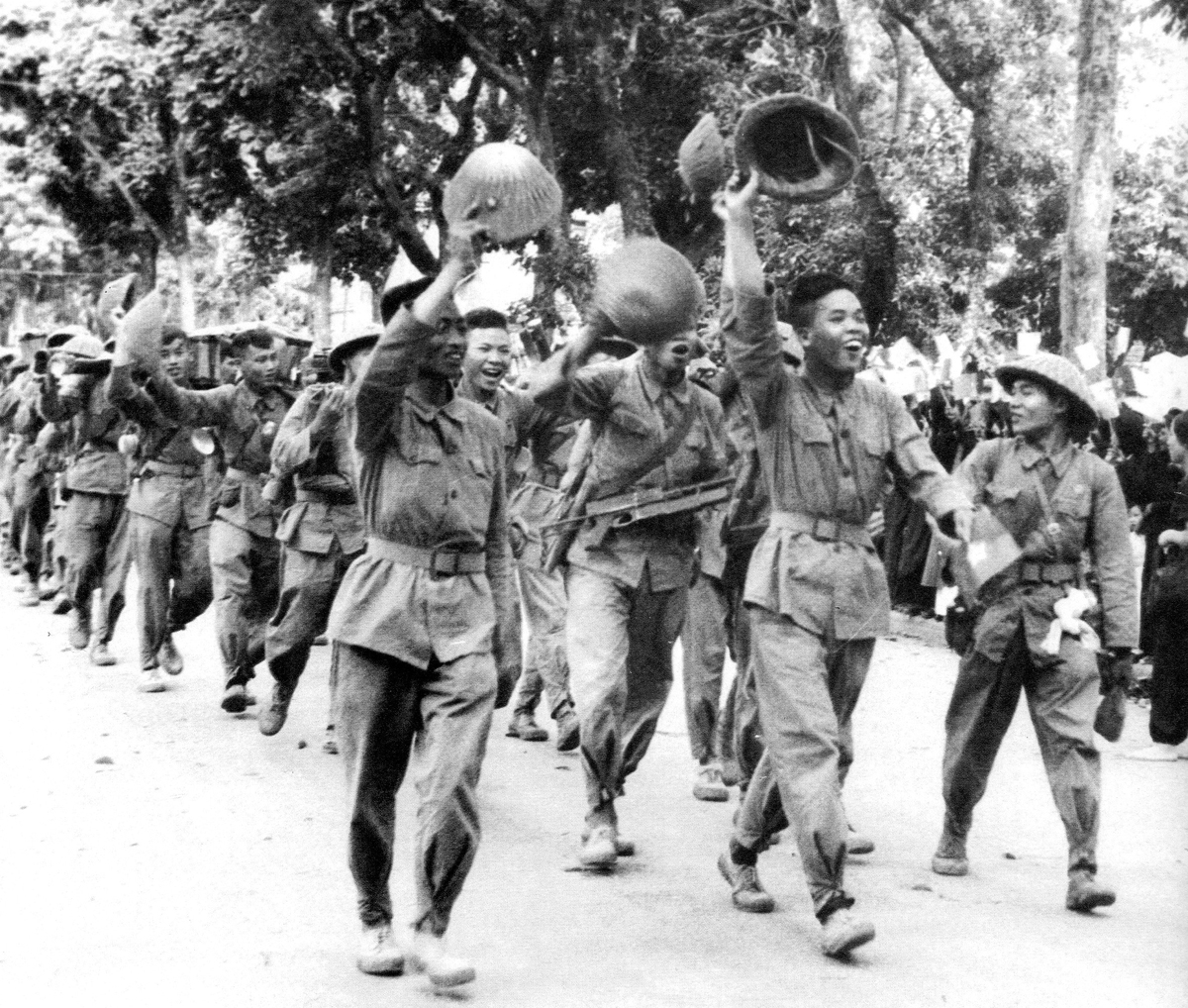
ハノイを凱旋するベトミンの兵士。(1954年10月9日)

58式

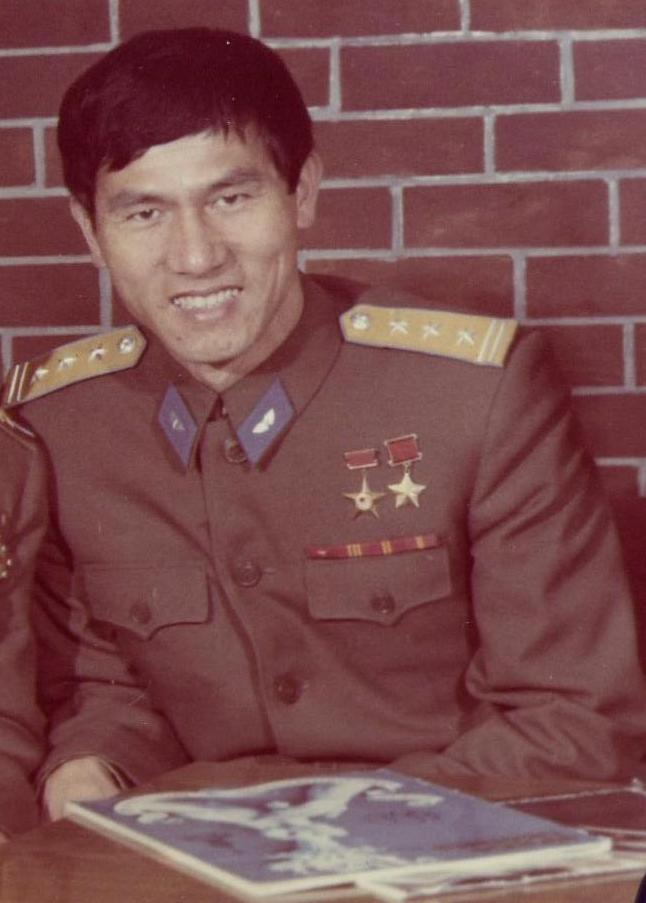
58式冬季勤務服を着用した空軍上佐。ファム・トゥアン。(1981年)
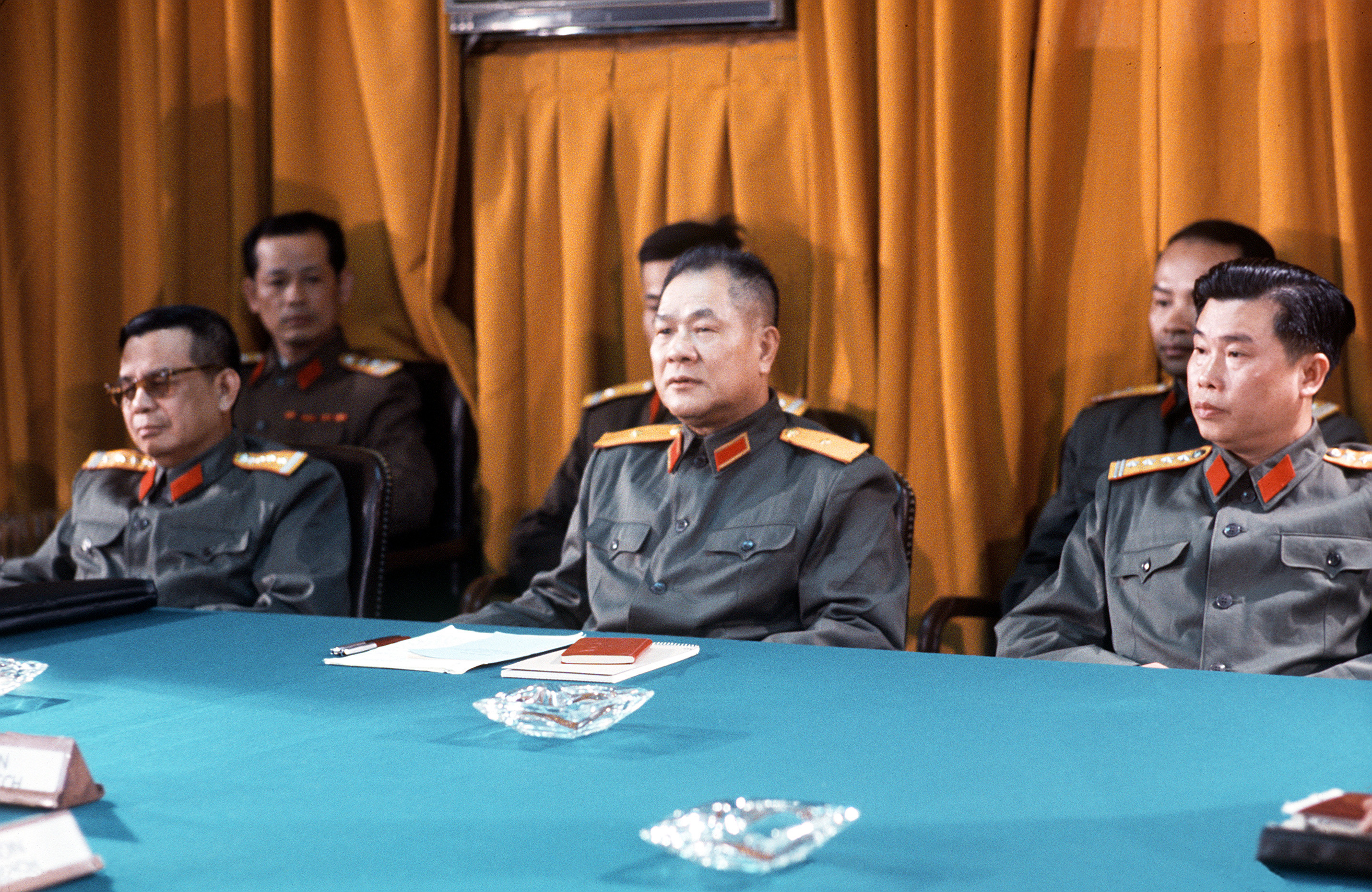
パリ和平会議に参加した北ベトナム軍高官。58式冬服を着用している。佐官と将官の襟章の違いに注目(中央：少将、両端：大佐)。(1973年2月2日)

82式

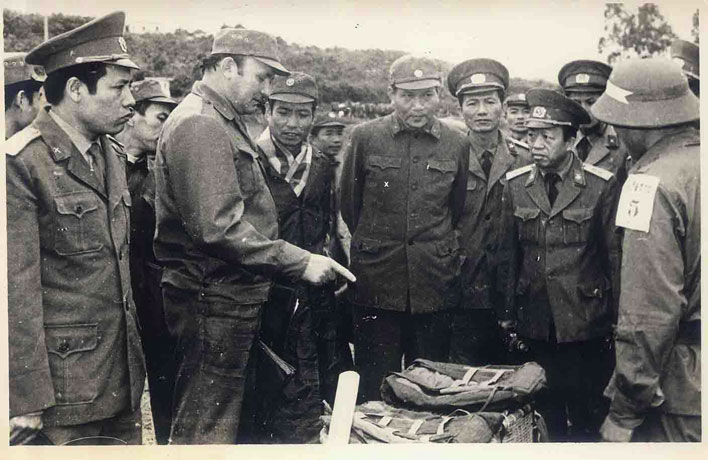
82式冬季勤務服を着用した軍高官ら。「ムゥ・メーム」を被っている者も多い
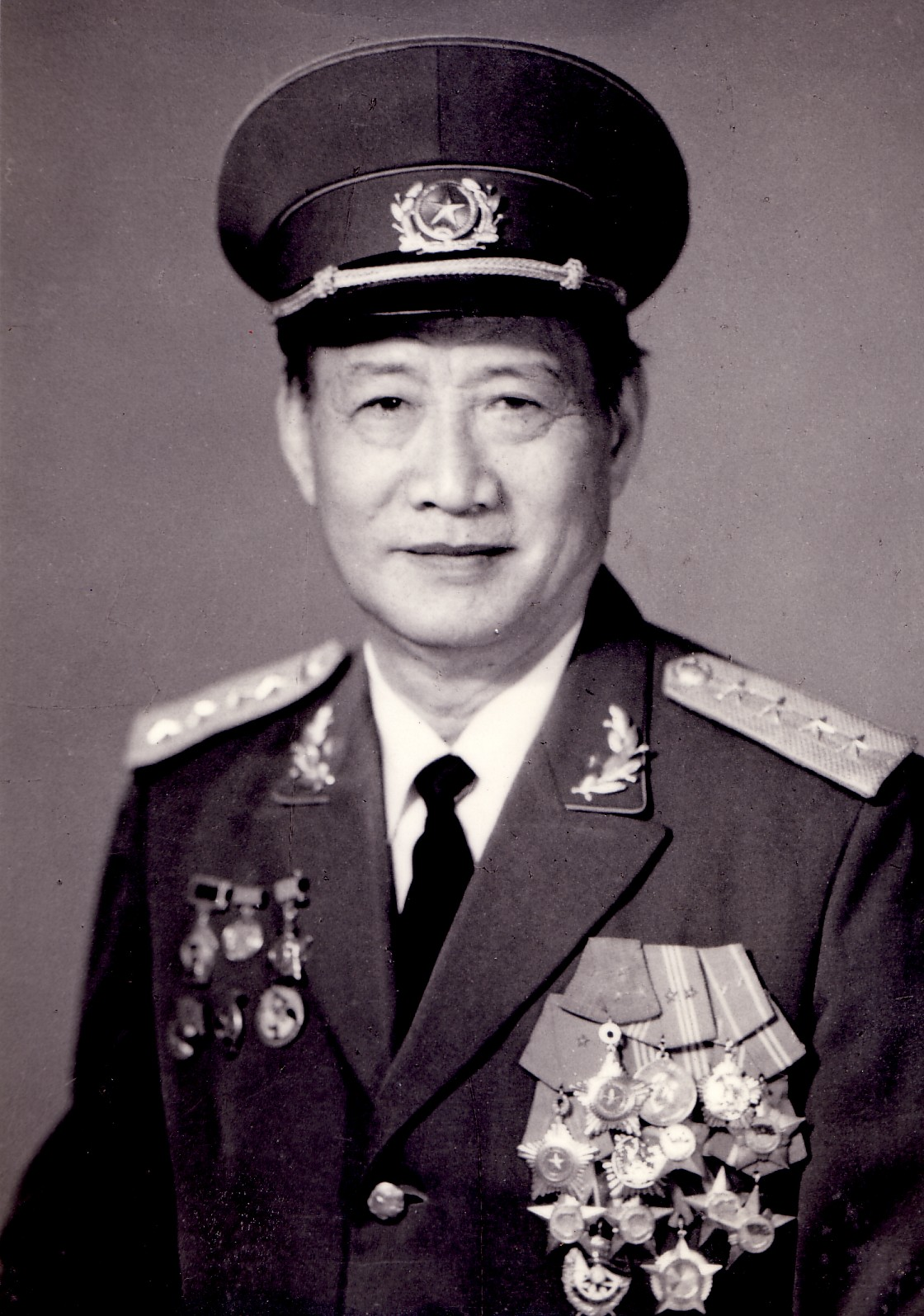
82式冬季勤務服の将官。ホアン・ヴァン・タイ大将。(1986年1月頃)

94式

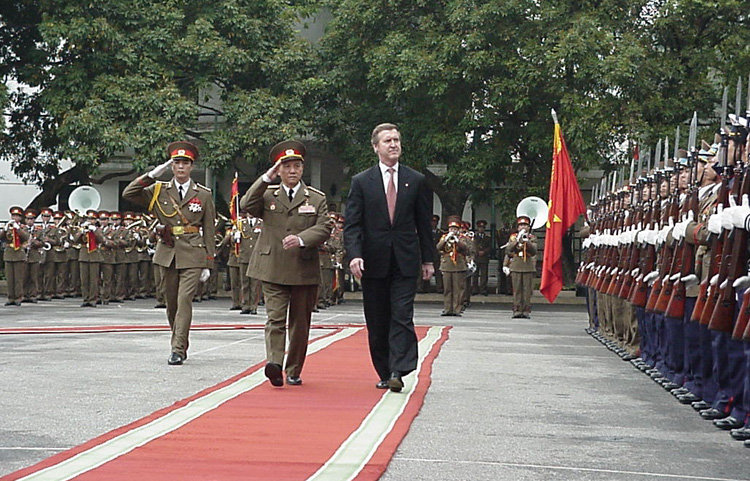
ウィリアム・コーエン米国防長官を迎える儀仗兵。(2000年3月13日)
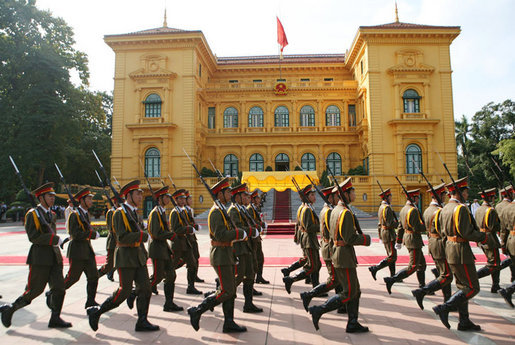
ハノイの国家主席公邸前を行進する兵士。着用している礼服は旧ソ連・ロシアの影響を強く受けている。(2006年11月17日)
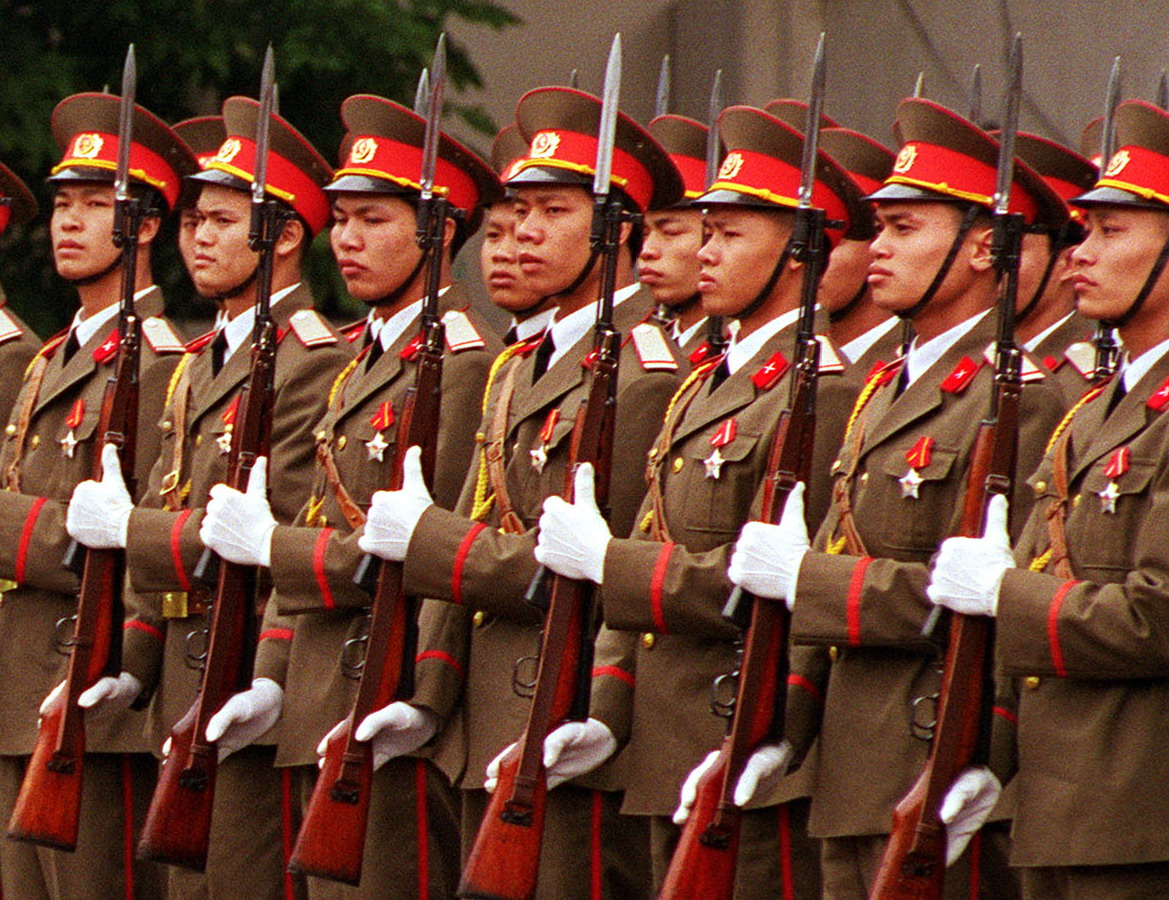
94式冬季勤務服の儀仗兵。階級はいずれも下士（伍長に相当）(2000年3月13日)
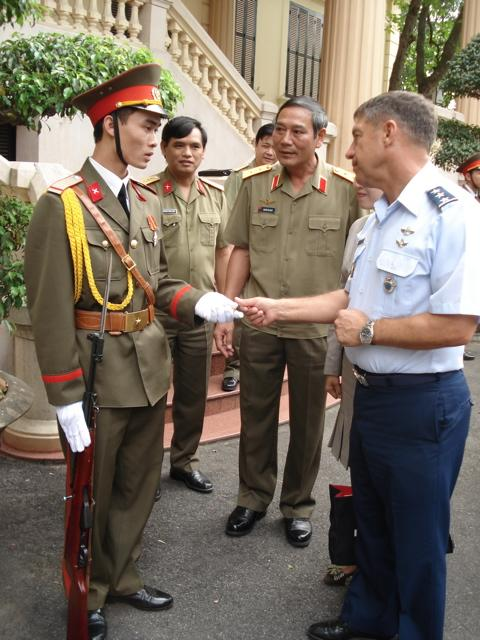
米空軍ダニエル・リーフ（英語版）将軍と会話する儀仗兵。(2007年5月3日)
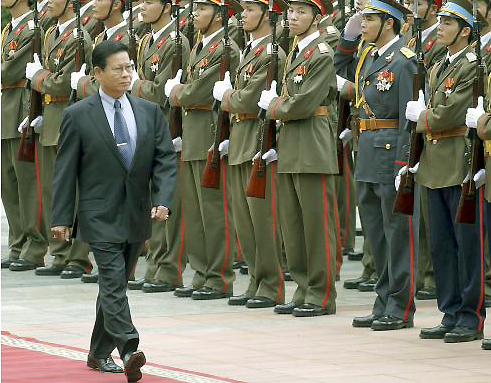
94式冬季勤務服を着用した陸軍および空軍の儀仗兵。官帽の鉢巻やスラックスなど、布地の色の違いに注目（2004年8月9日）
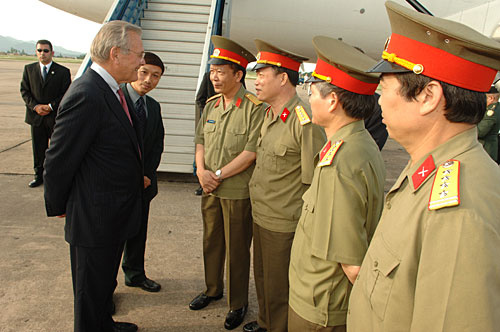
94式夏季勤務服の陸軍高官(いずれも大佐)。2006年。
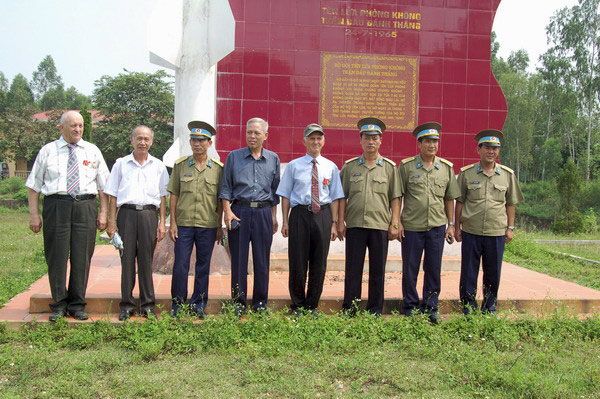
94式夏季勤務服の空軍士官ら（2007年10月9日）
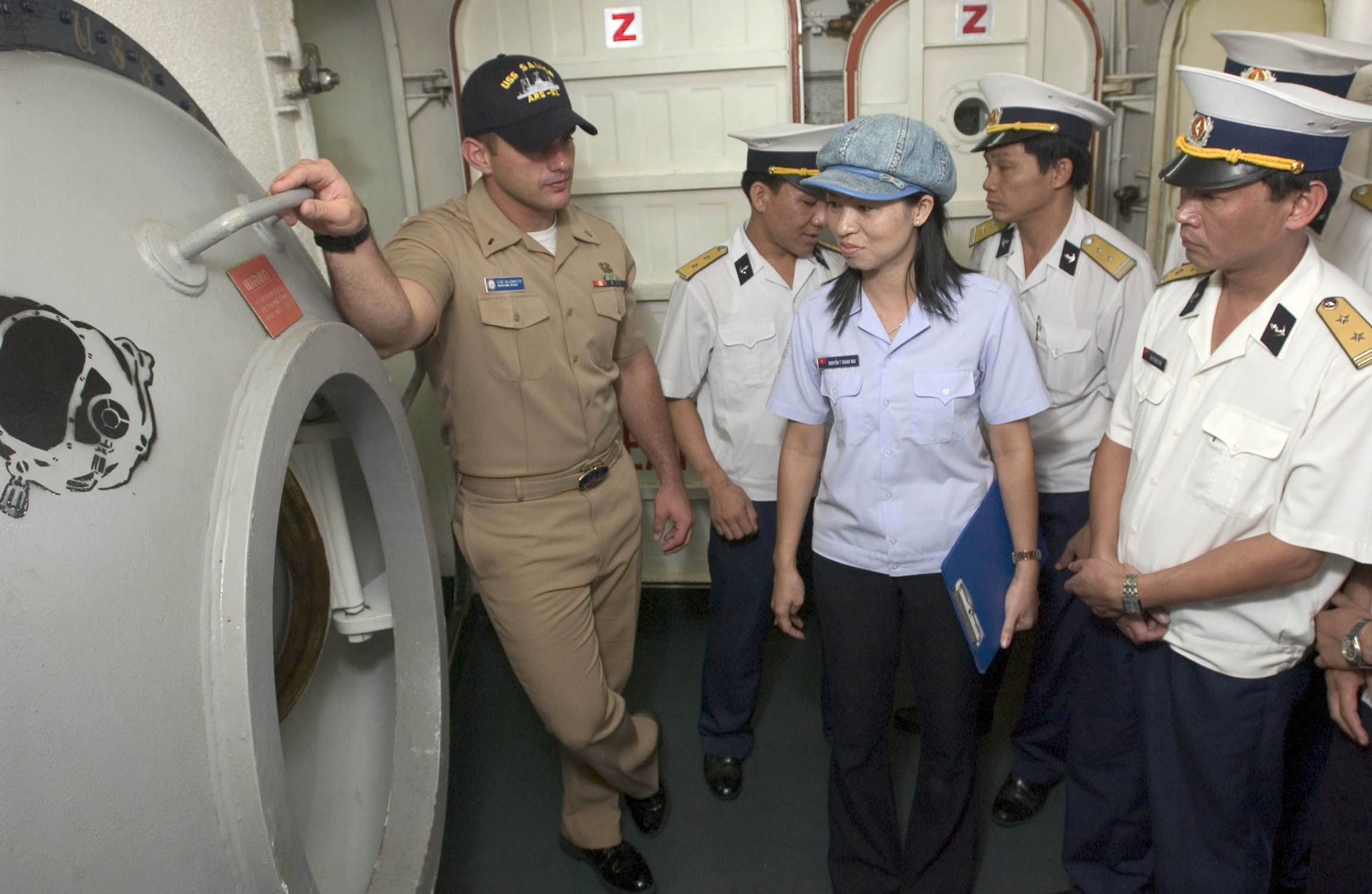
米海軍の潜水艦用救難機器の説明を受ける海軍士官ら(2006年7月2日)
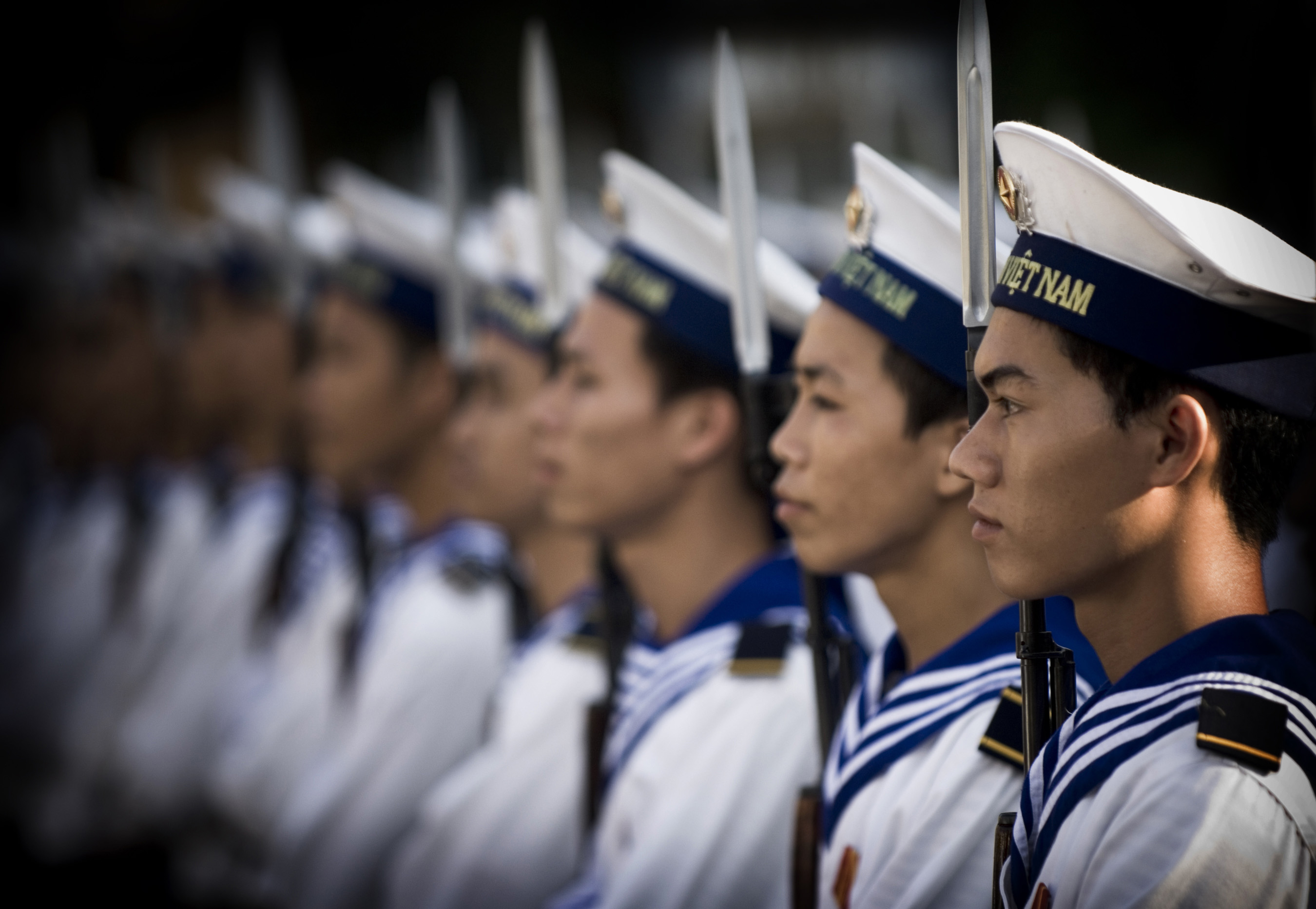
海軍水兵。(2007年6月20日)
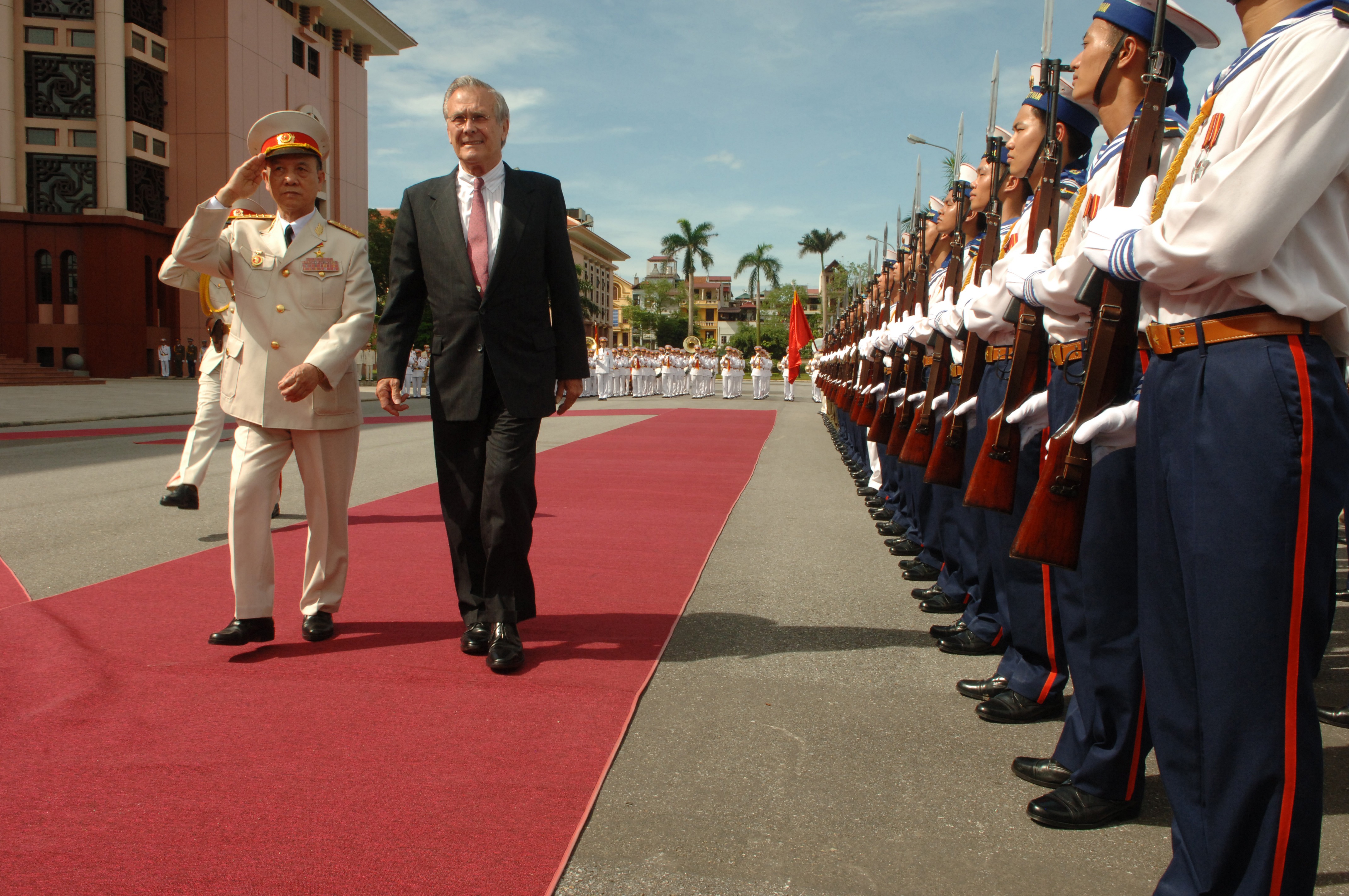
海軍水兵(2006年7月5日)

08式

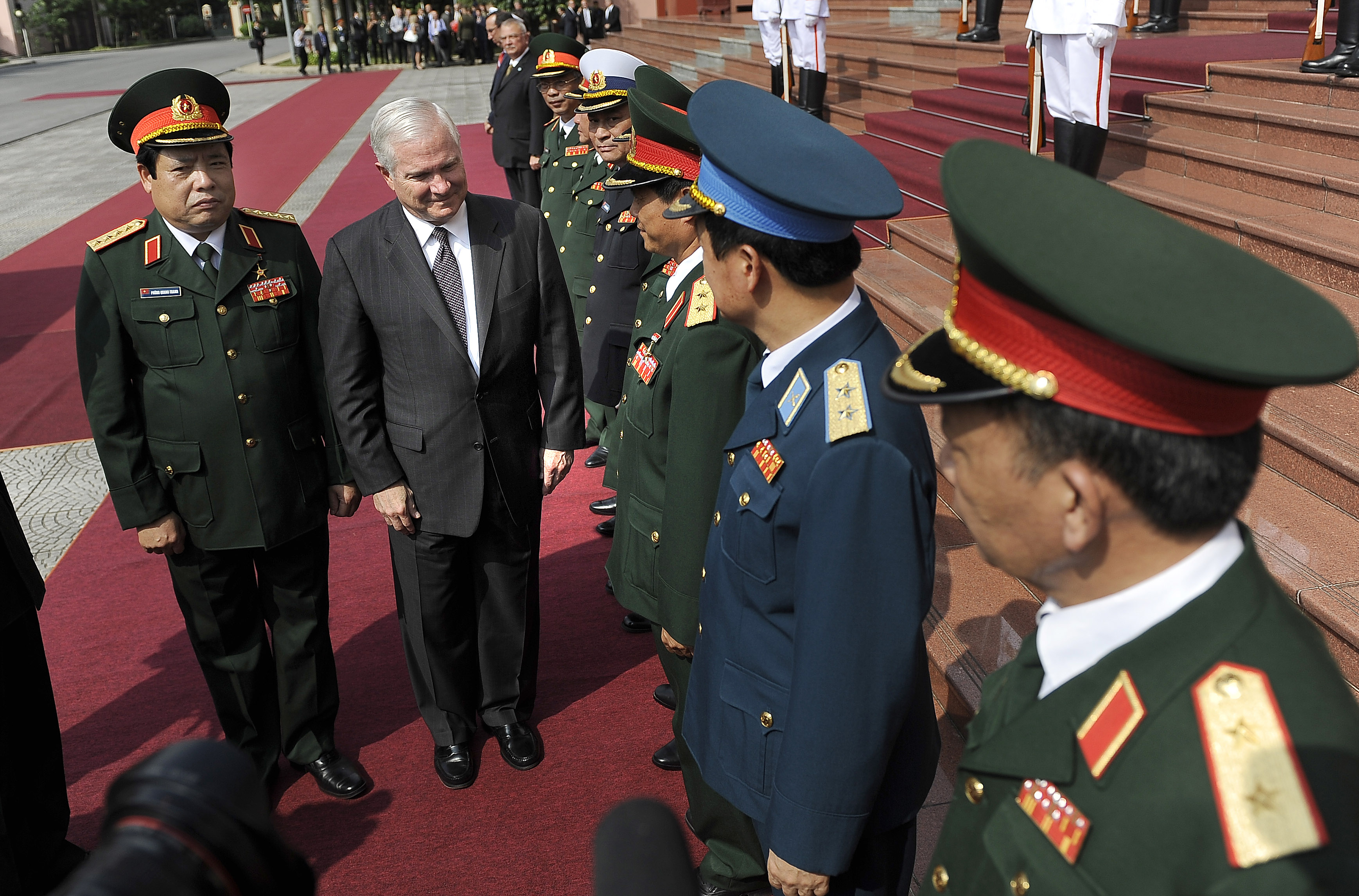
08式冬季勤務服の将官ら。右から2人目は空軍、5人目は海軍。
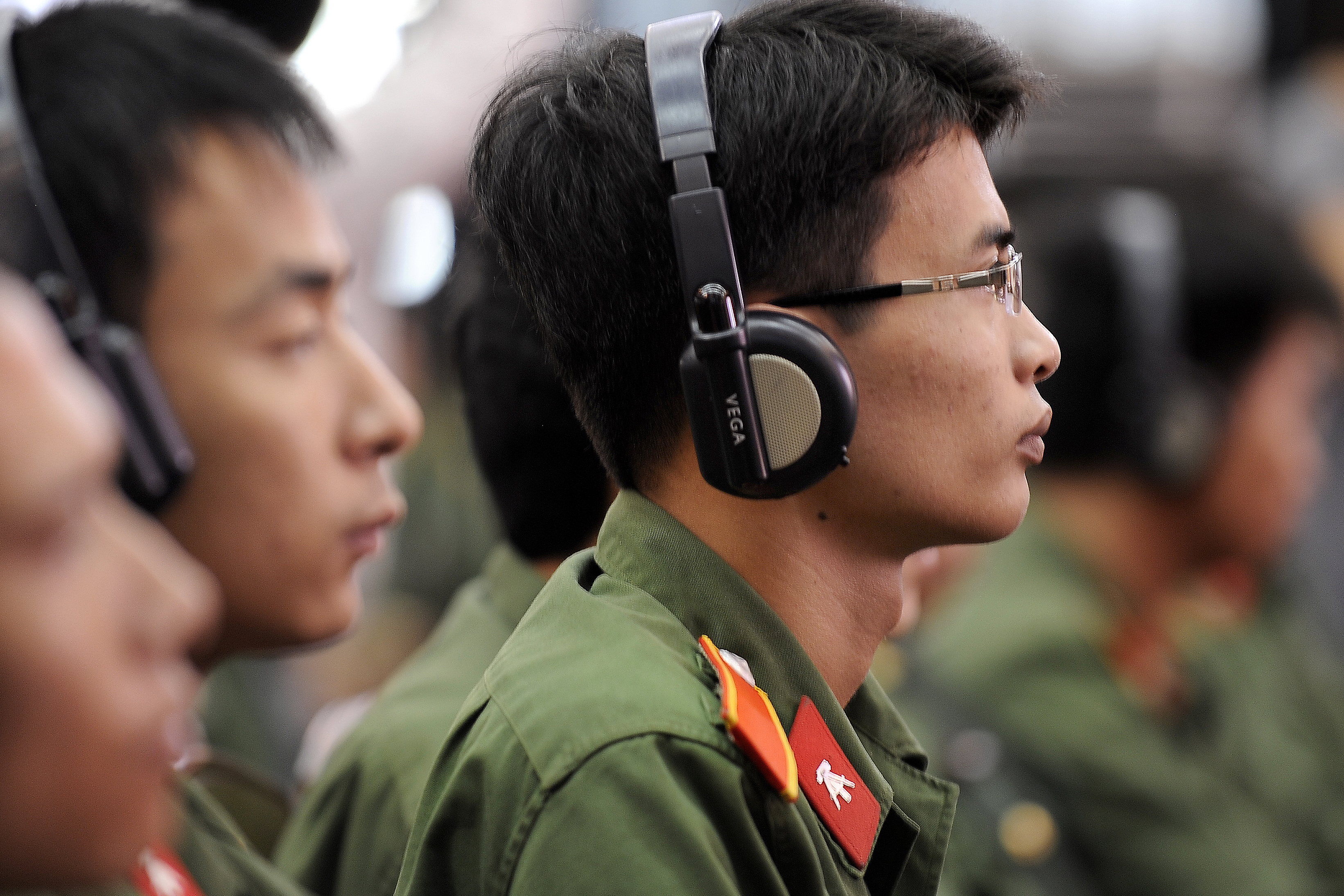
08式夏季勤務服を着用した士官候補生（2010年10月11日）
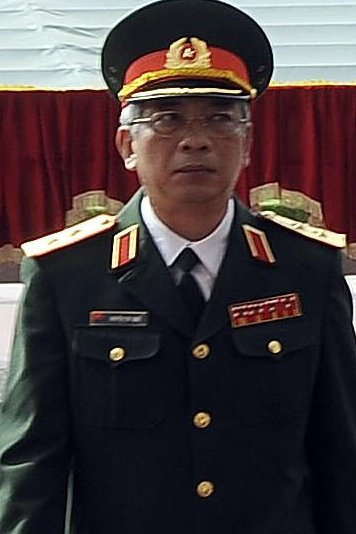
08式冬季勤務服の中将（2010年10月11日）
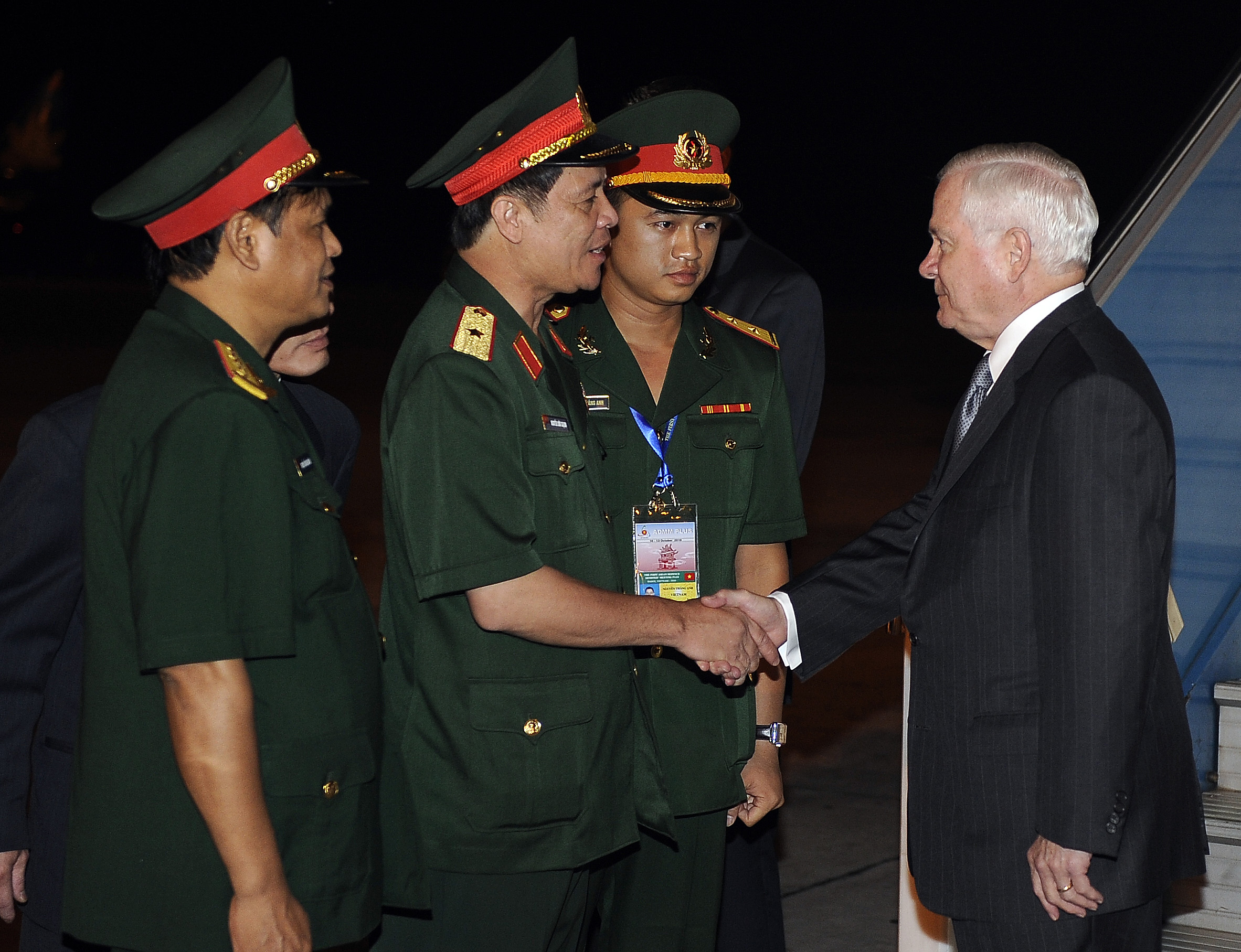
08式夏季勤務服の軍高官ら（左より中将、少将、中佐）（2010年10月10日）
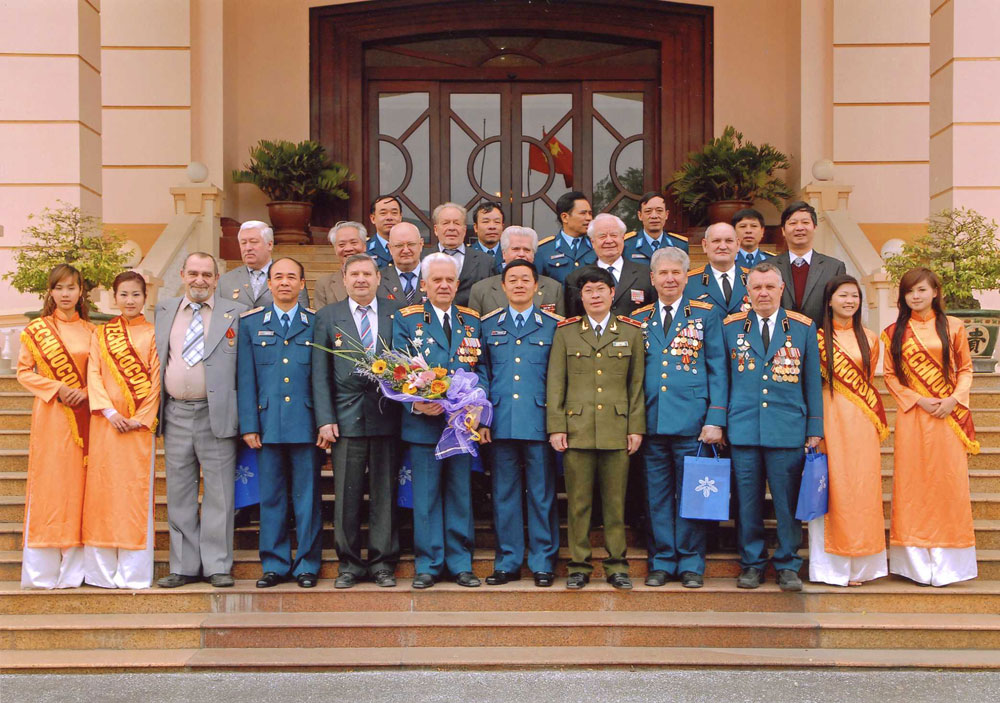
空軍士官ら（2009年1月）
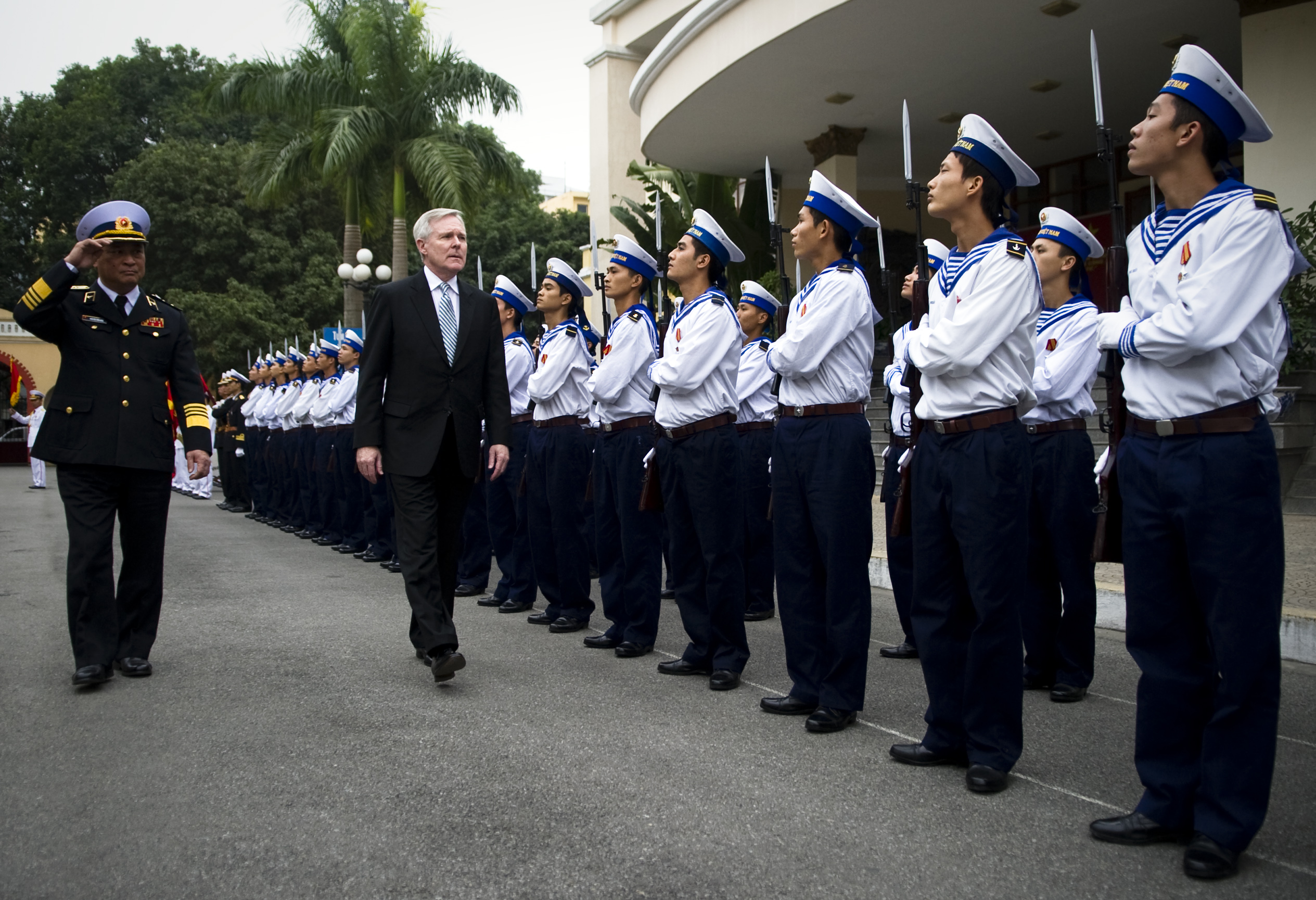
海軍水兵(2010年11月26日)
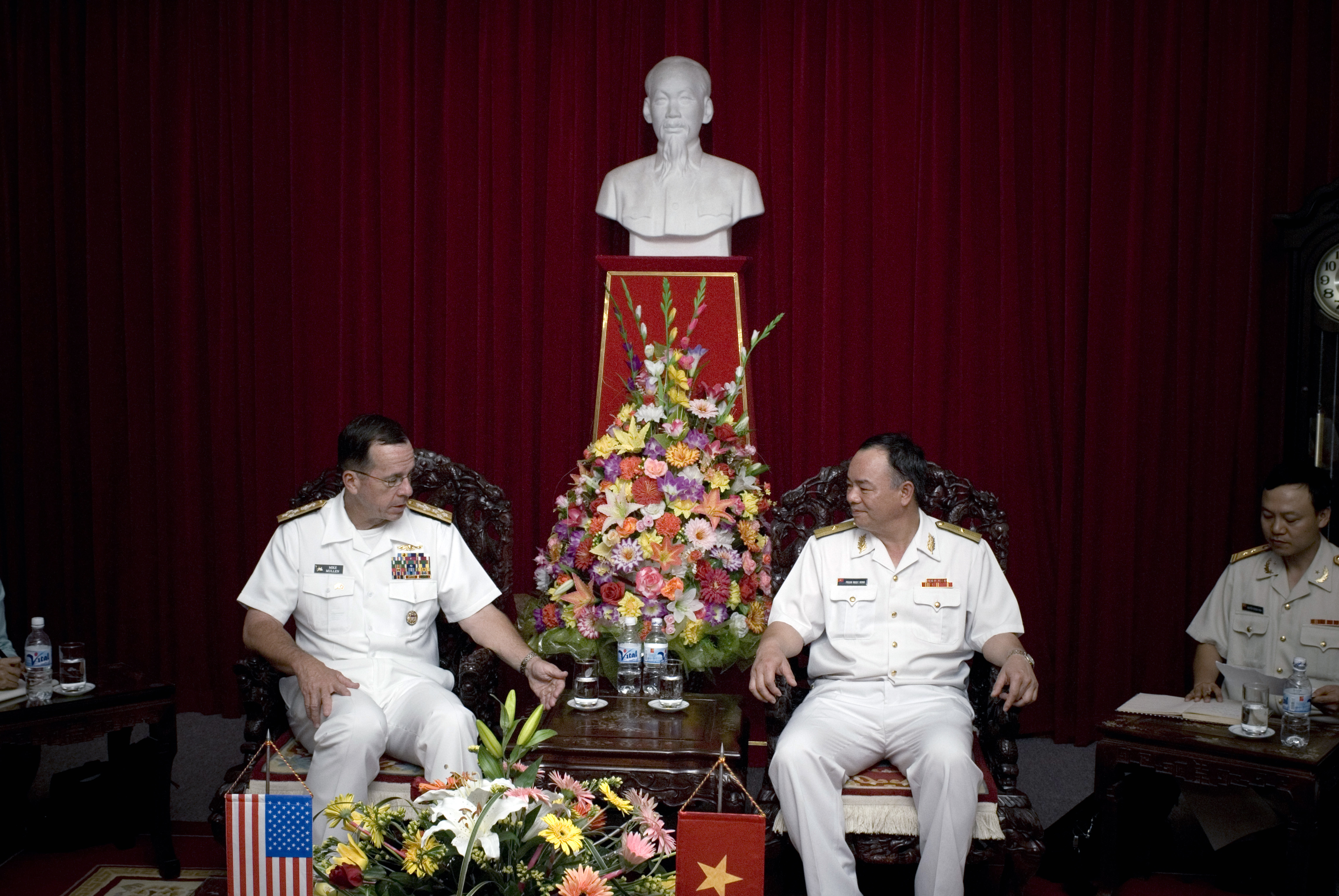
海軍准都督（少将に相当、左）。白いズボンを穿いている（2007年6月20日）
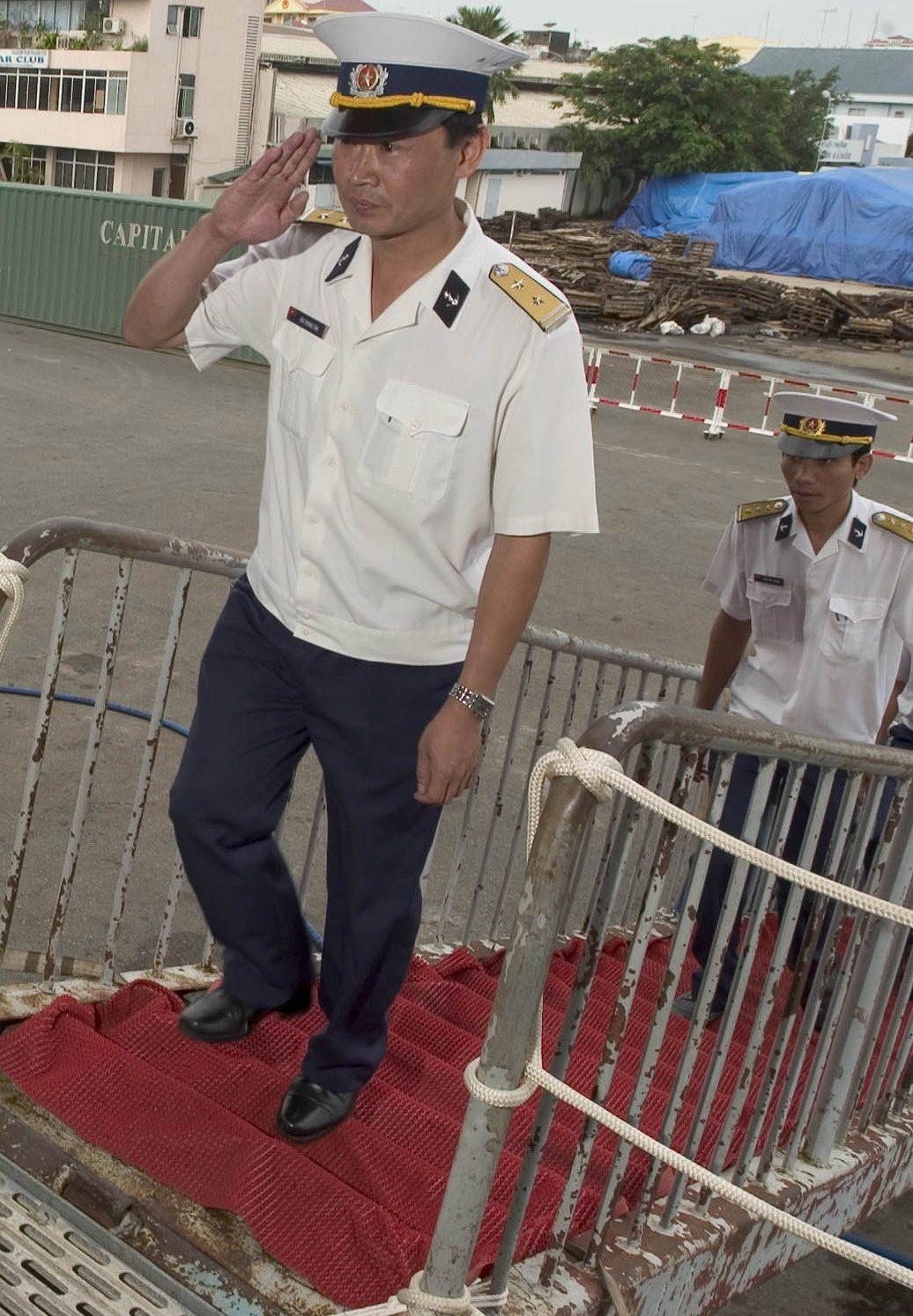
08式夏季小礼服を着用した海軍中佐。(2009年ごろ)
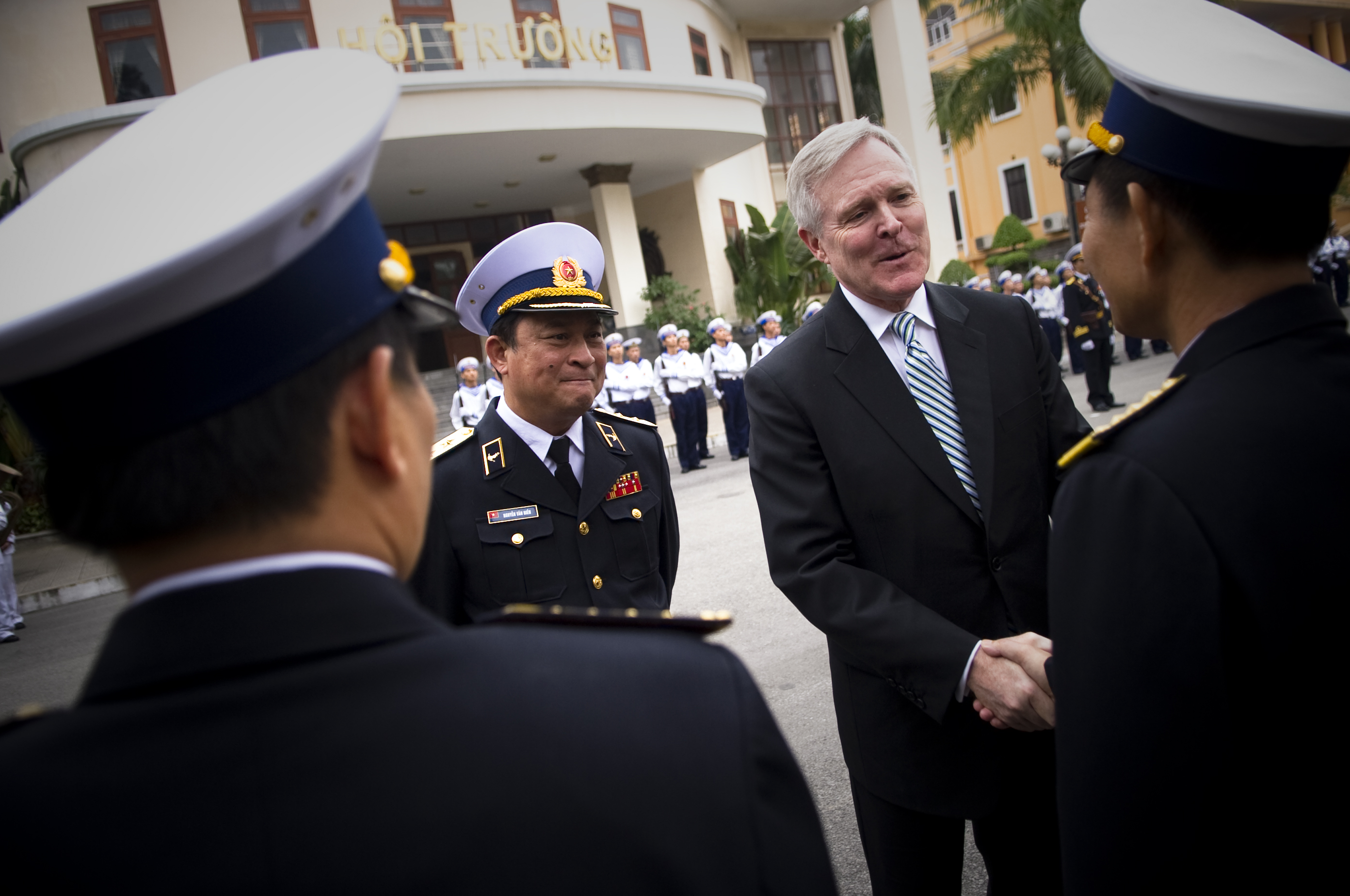
08式冬季勤務服を着用した士官ら（2010年11月26日）
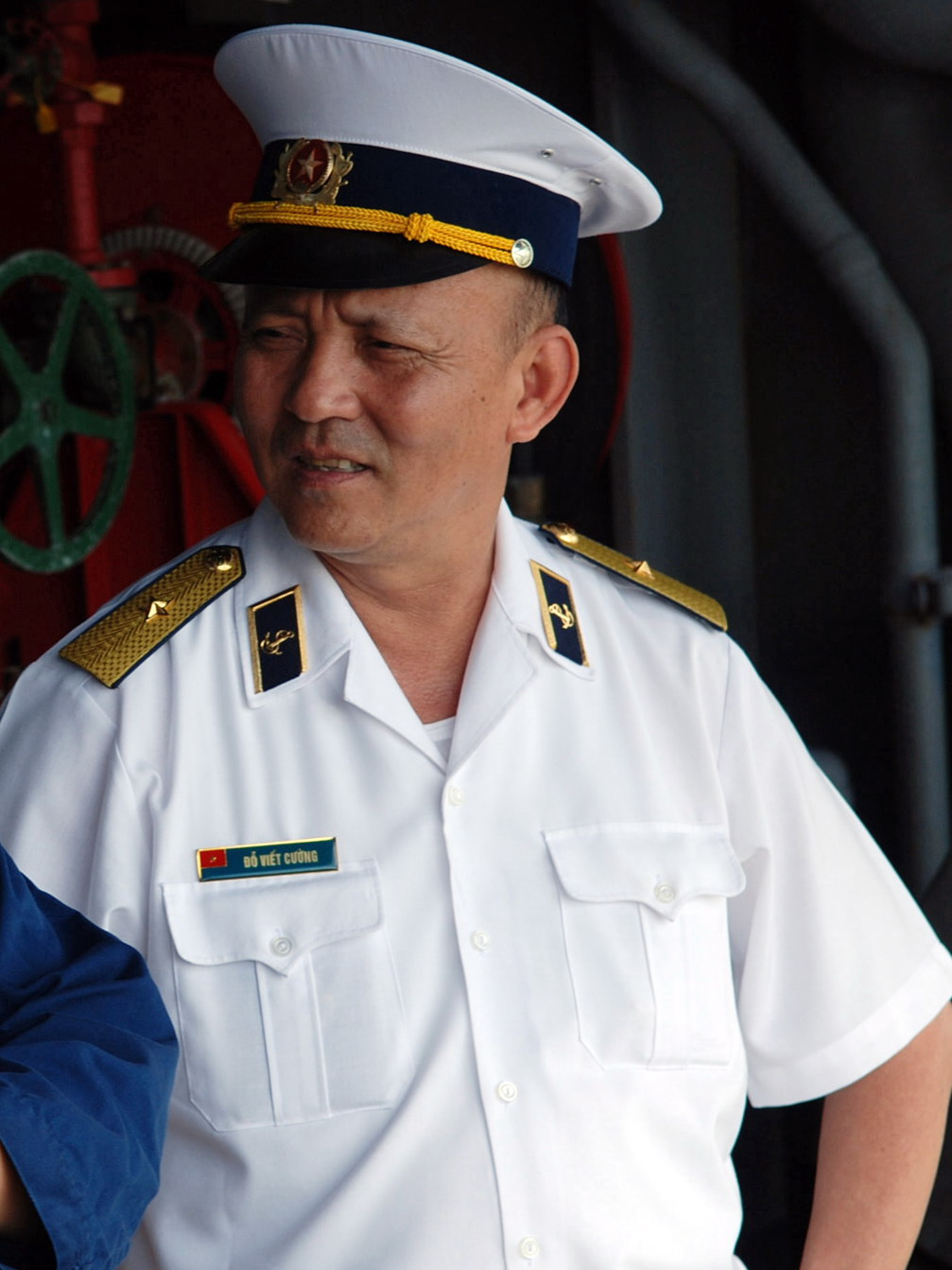
海軍准都督。ドー・ベト・クオン。(2009年6月11日)
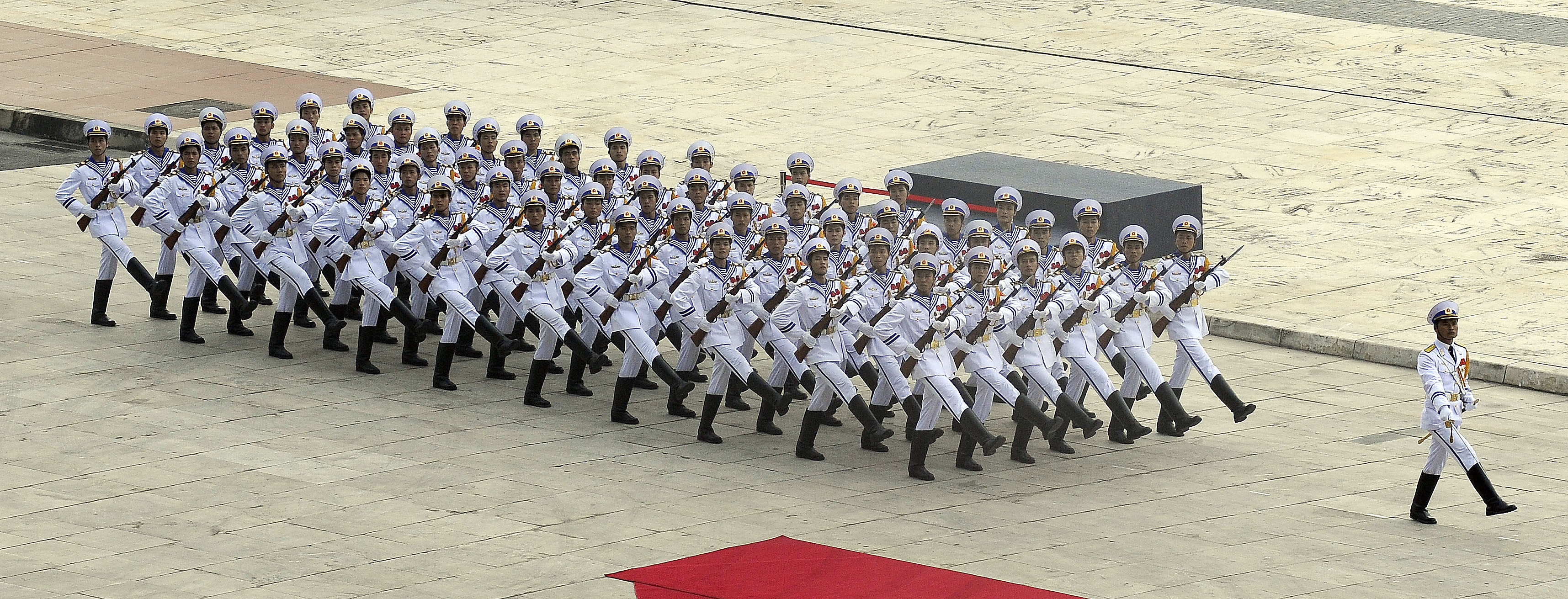
行進する海軍兵士ら(2010年10月12日)
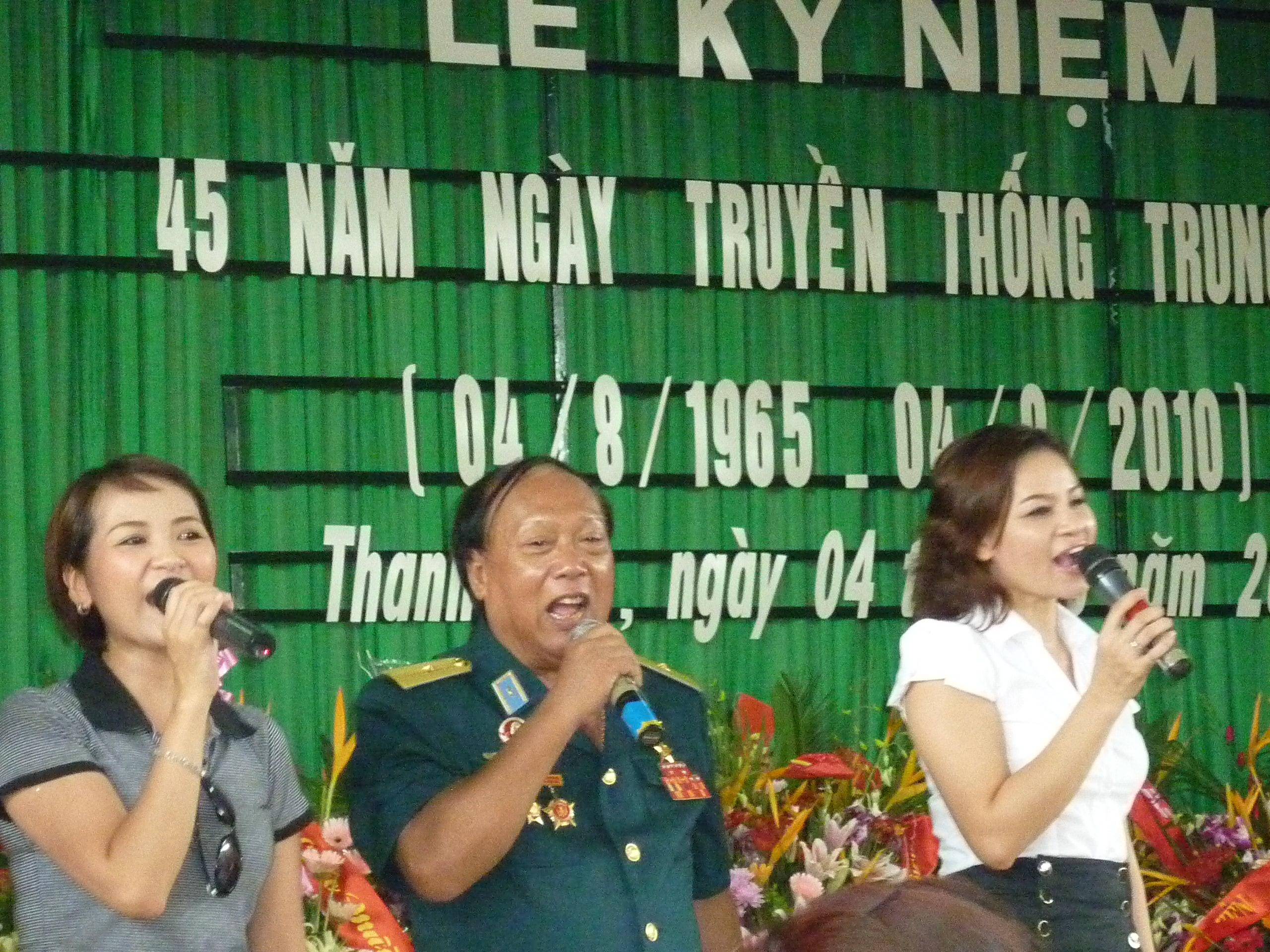
08式夏季勤務服を着用した空軍少将。ファム・ゴク・ラン。(2010年10月12日)
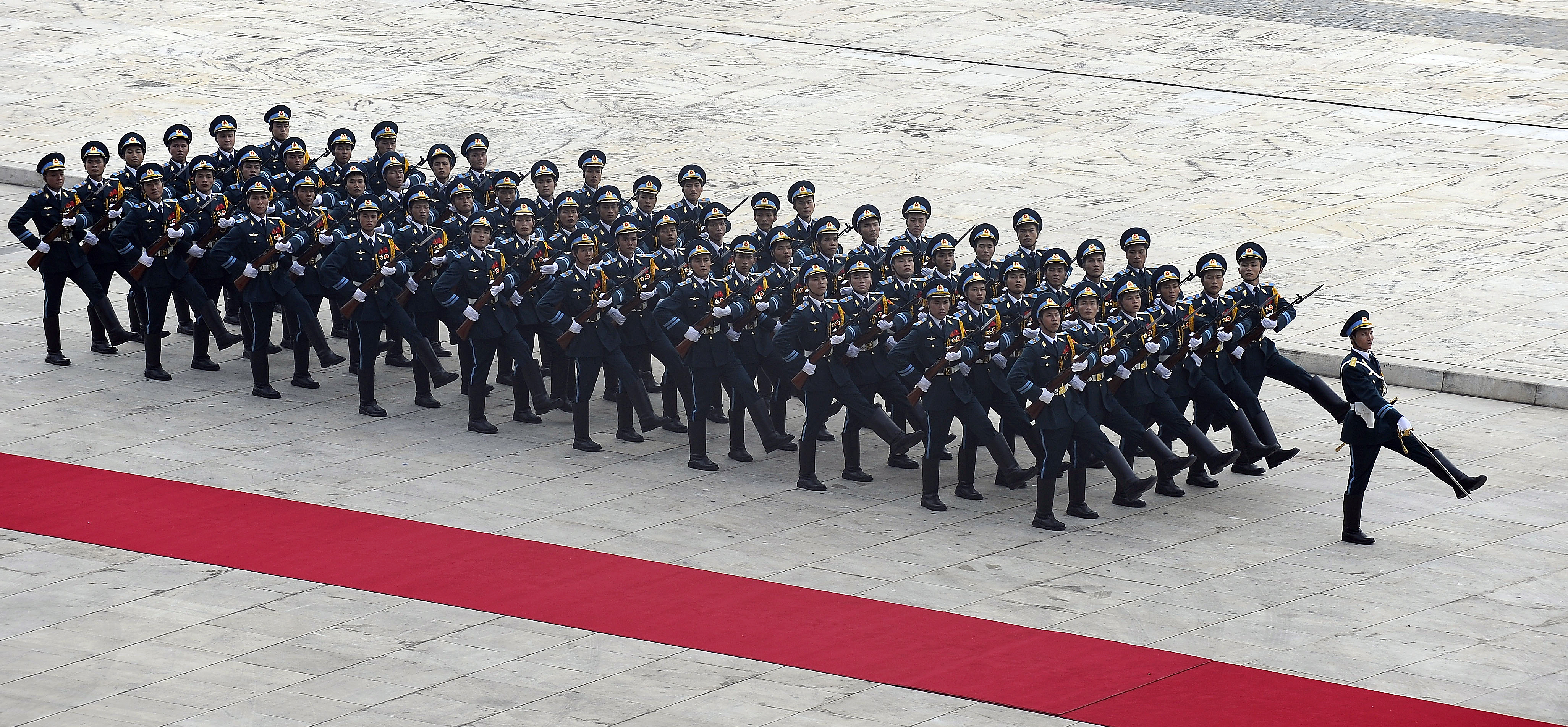
行進する空軍兵士ら。着用しているのは08式冬季勤務服。(2010年10月12日）
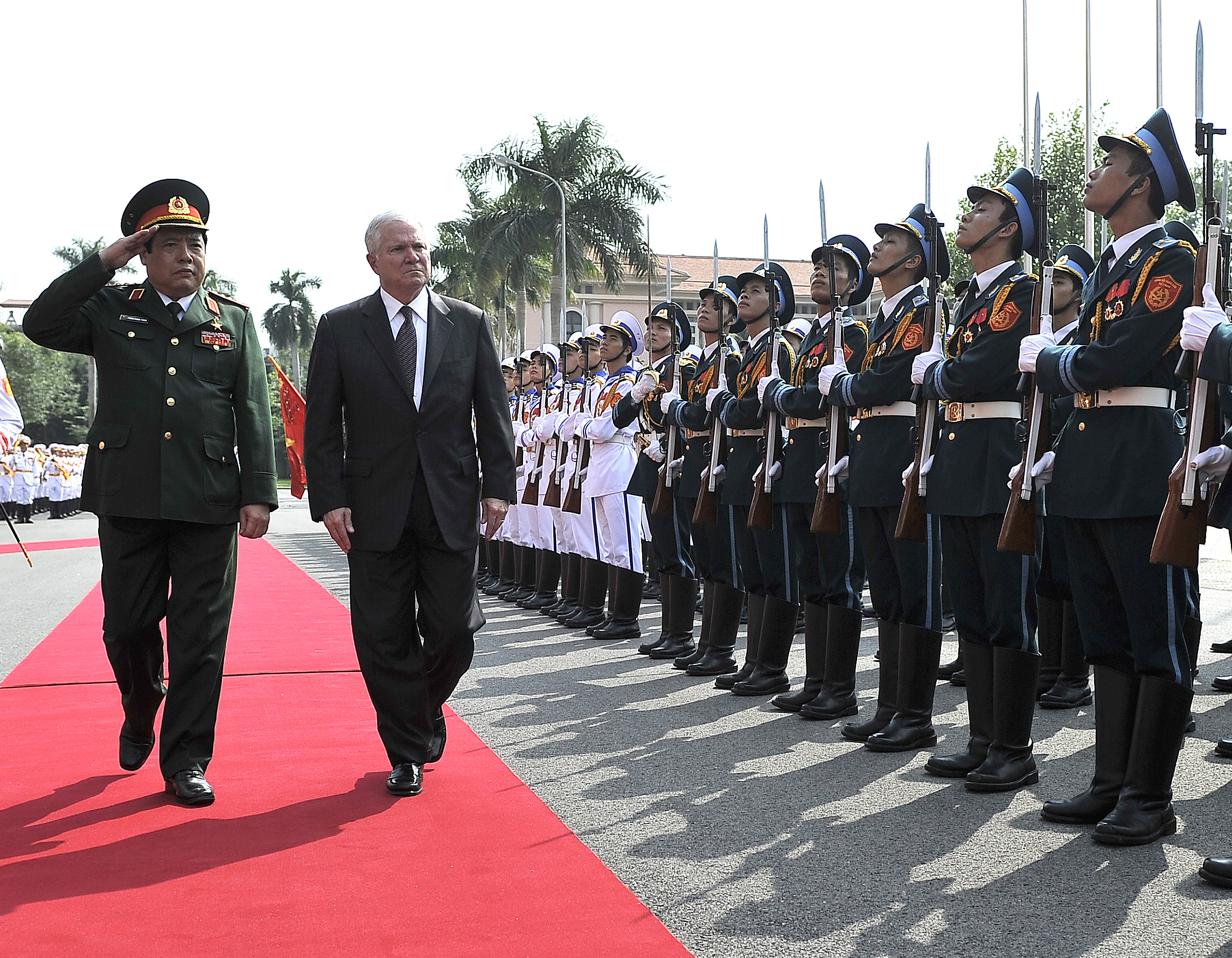
空軍（手前）および海軍（奥）儀仗兵（2010年10月11日）
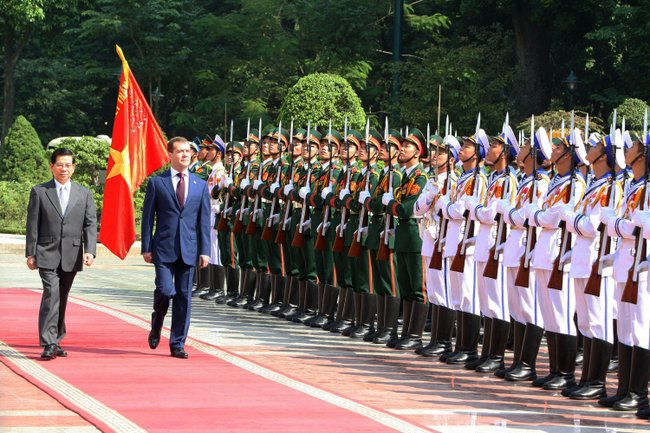
海軍（手前）および陸軍（奥）儀仗兵（2010年10月31日）

### 礼服

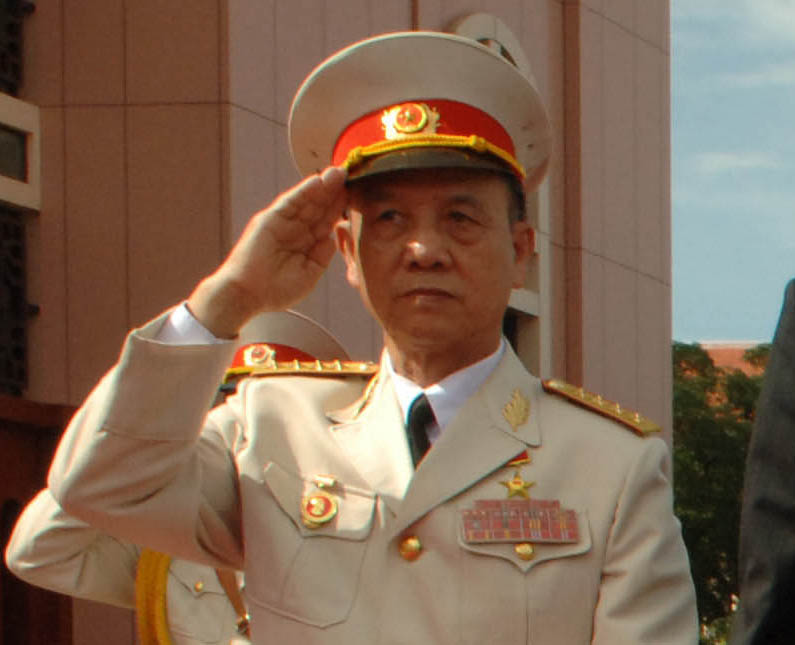
94式冬季礼服の将官。ファム·バン·トラ大将。(2006年6月5日)
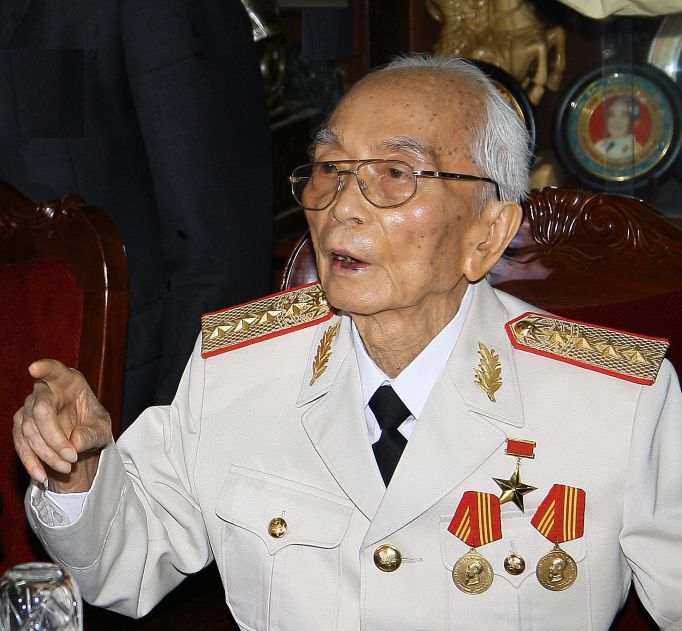
94式冬季礼服の将官。ヴォー・グエン・ザップ大将。(2008年7月10日)
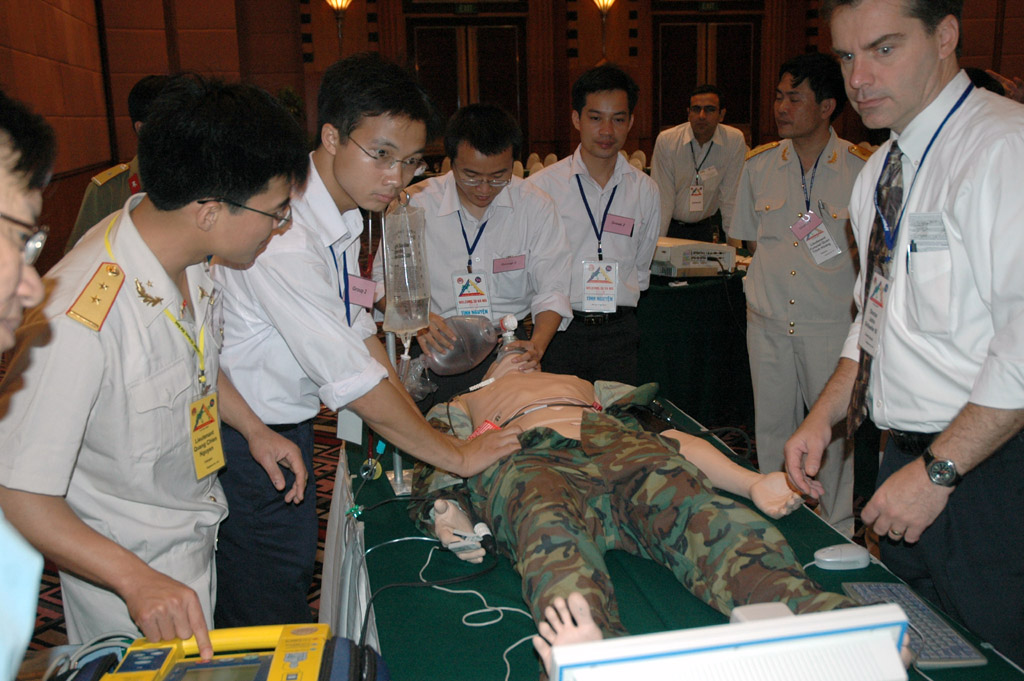
94式夏季礼服の中尉(左端)。2005年。
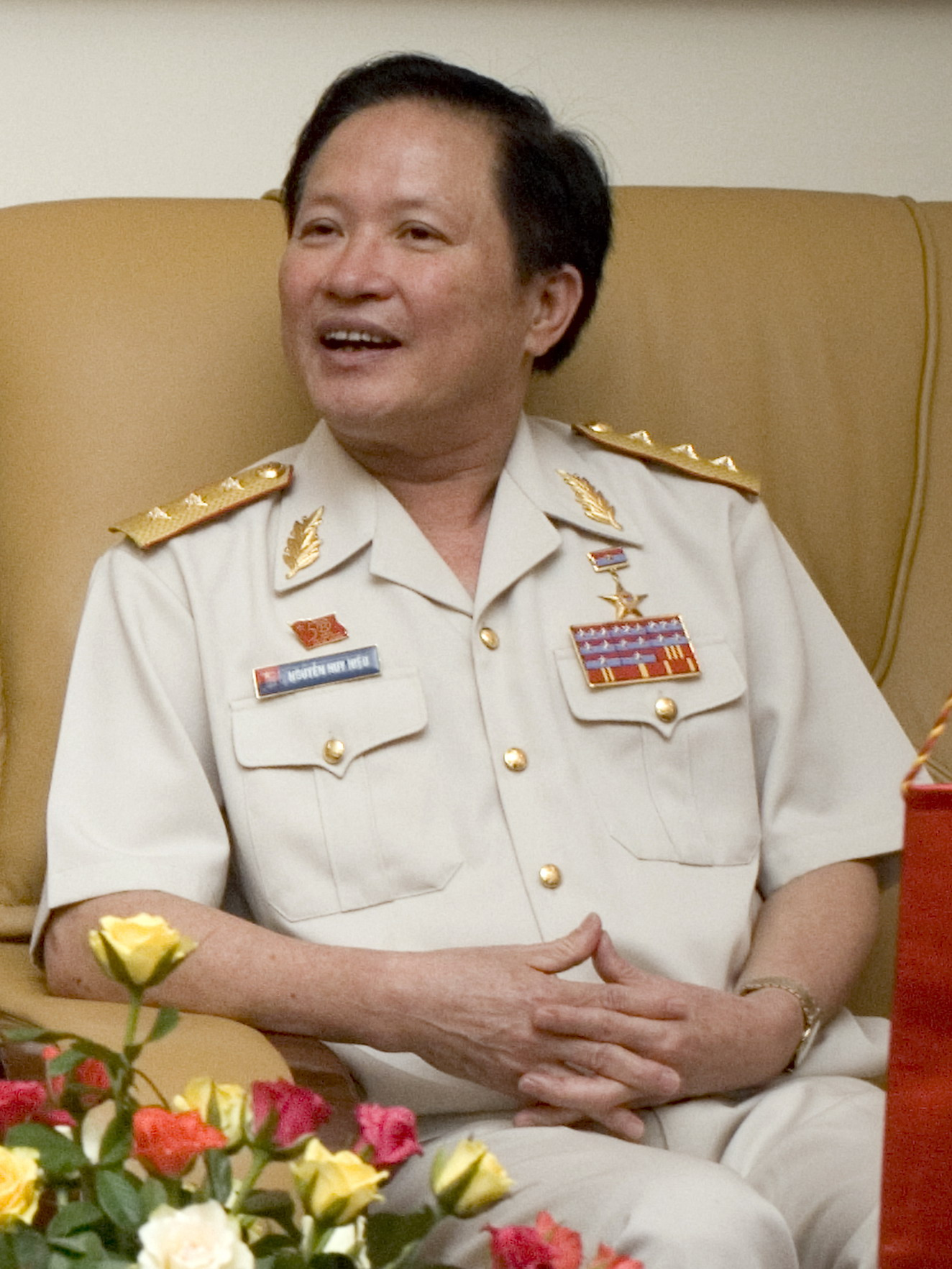
94式夏季礼服の上将（2007年6月20日）
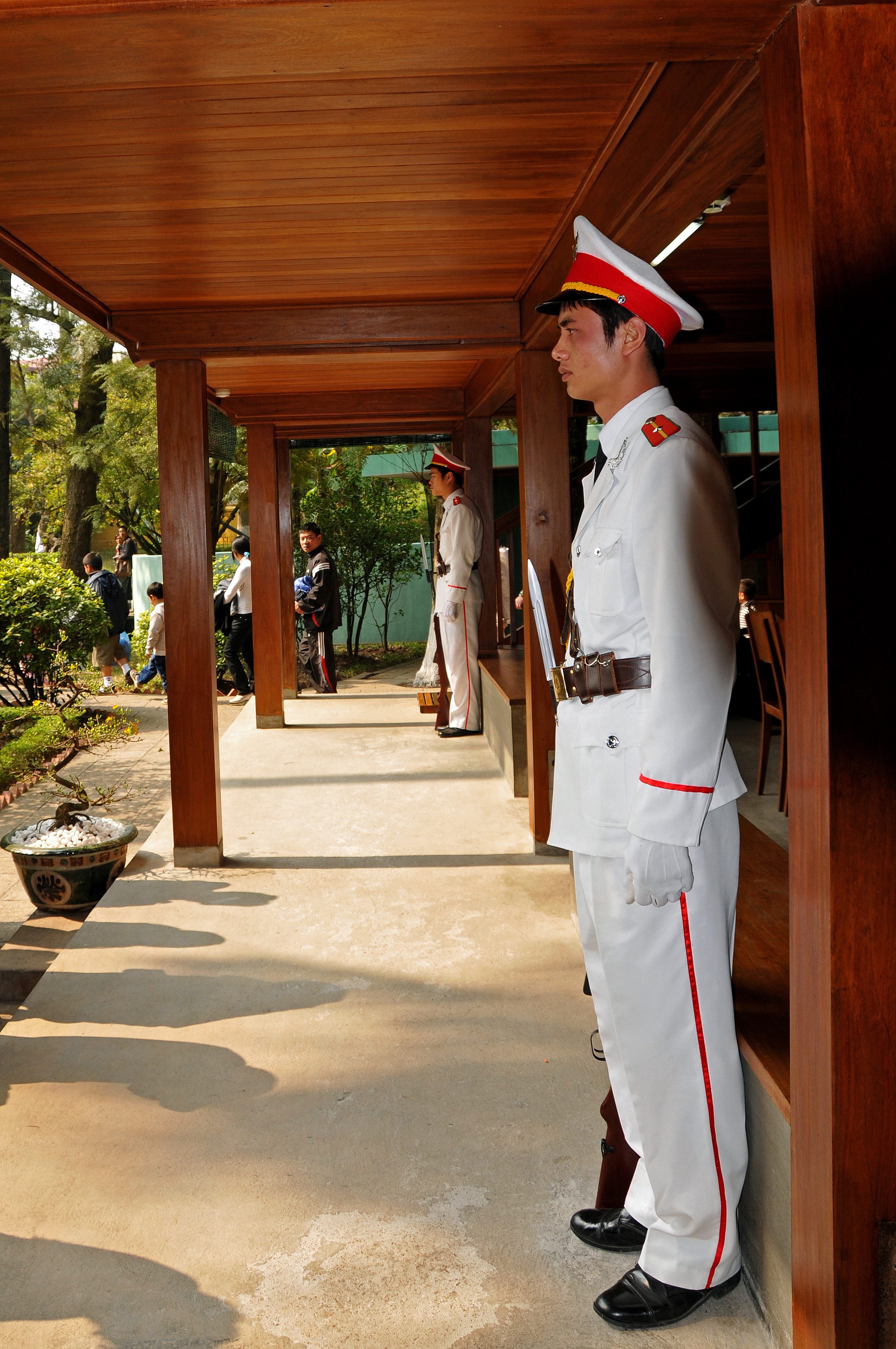
08式冬季礼服の伍長（2009年1月31日）
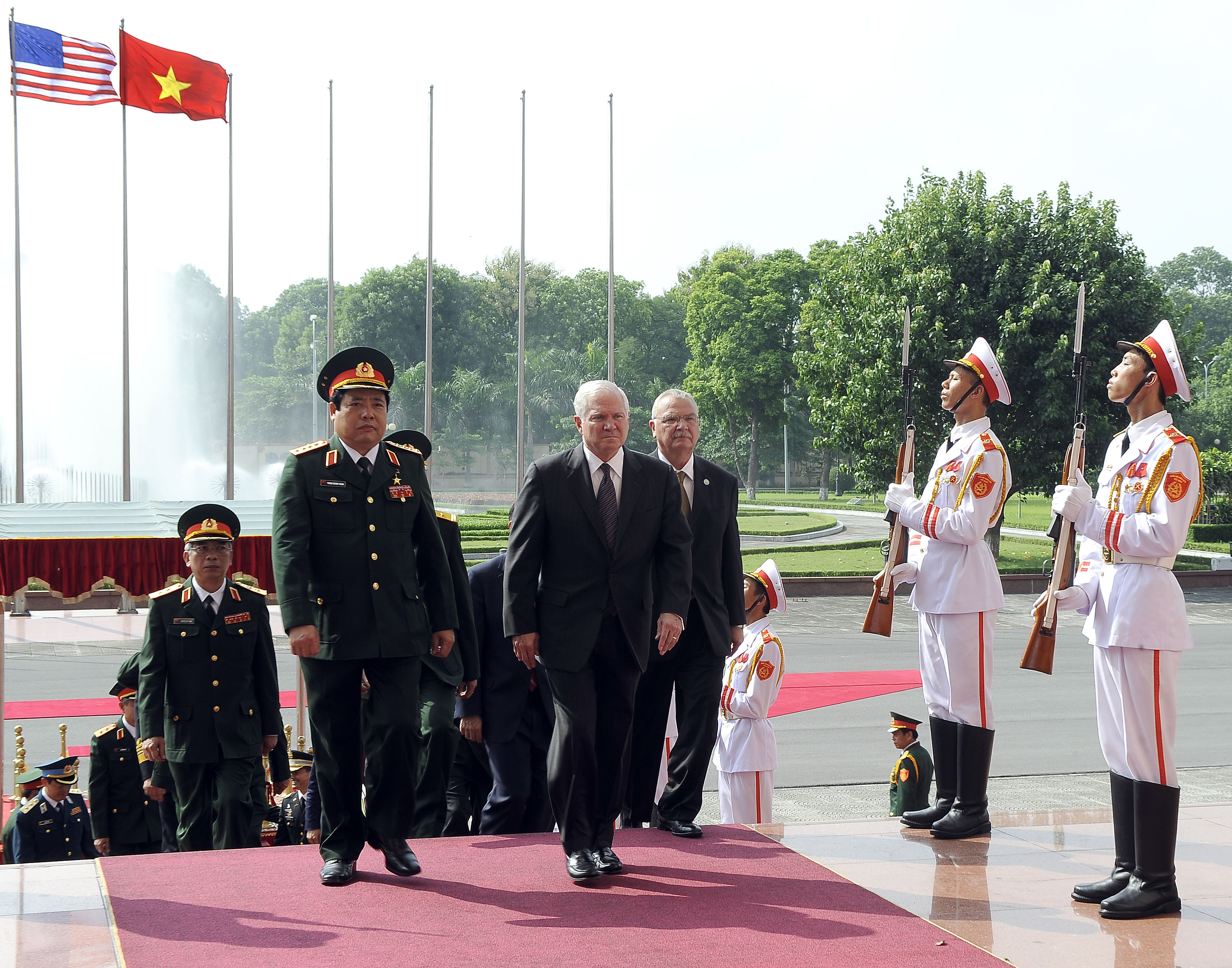
08式冬季礼服の儀仗兵。ブーツを履いている（2010年10月11日）
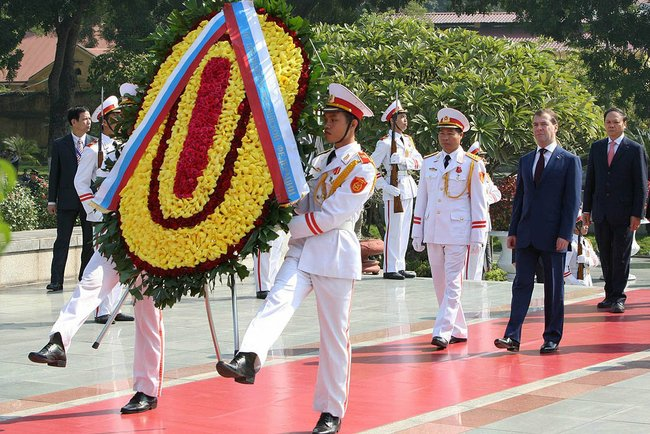
08式冬季礼服を着用したホーチミン廟警護隊の兵士。

### 野戦服
58式制定の際、より機能性を重視した野戦服も採用された。折襟で一見制服と似ているが肩章はなく、59年5月に政府議定第199号として階級と兵科を襟に集中させた結合襟章が使用された。その姿は後述の「ムゥ・メーム」とも相まって、旧日本陸軍の九八式ないし三式軍衣を彷彿とさせるものとなった。
またアメリカの影響を受けてか、袖と腰にボタンがついているものも確認できる。現在、迷彩服の登場により作業服へと用途変更されたが、現在に至るまで材質や色合いなど細部を除いて制定以来デザインに大きな変化はない。
一方、迷彩服は1990年代から採用されたもので、作業服と同様の折襟タイプである。迷彩柄はグリーンリーフだが、特工兵科では主にダックハンター、海軍陸戦旅団や海上警察では海洋迷彩が使用されている。近年ではプロテクトギアも採用されつつある。

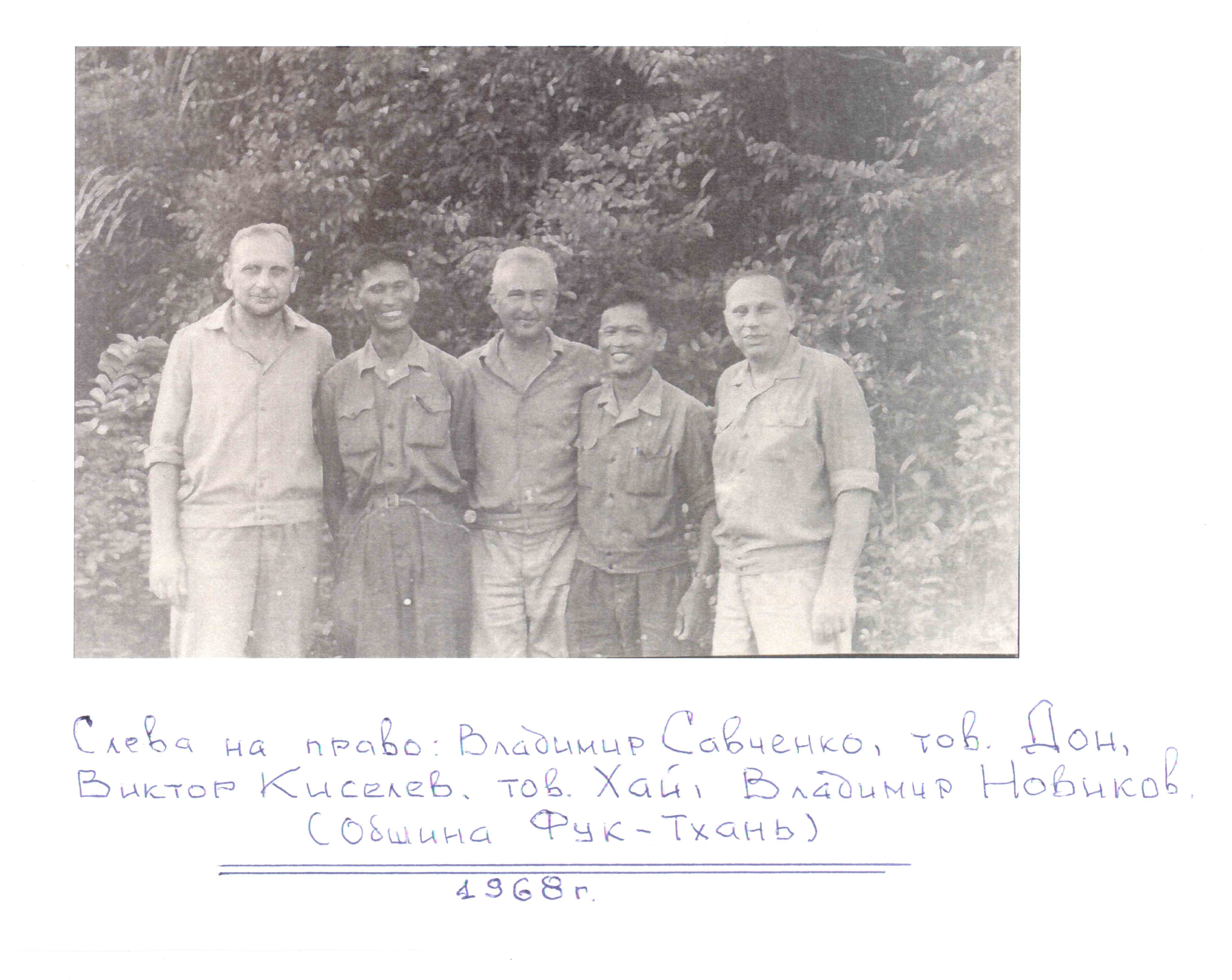
1968年頃
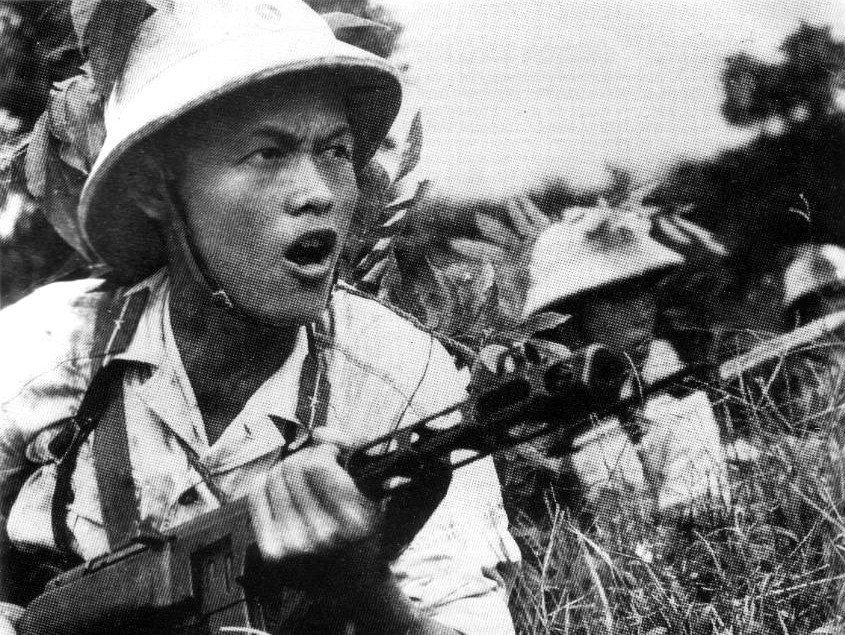
訓練を行う北ベトナム軍の伍長。「ムー・コーイ」を被っている(1966年ごろ)
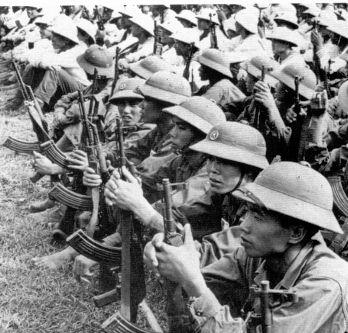
北ベトナム軍の兵士。手前から2人目、5人目以外は「ムー・コーイ」の帽章を外し、また全員階級章を外している(1966年ごろ)
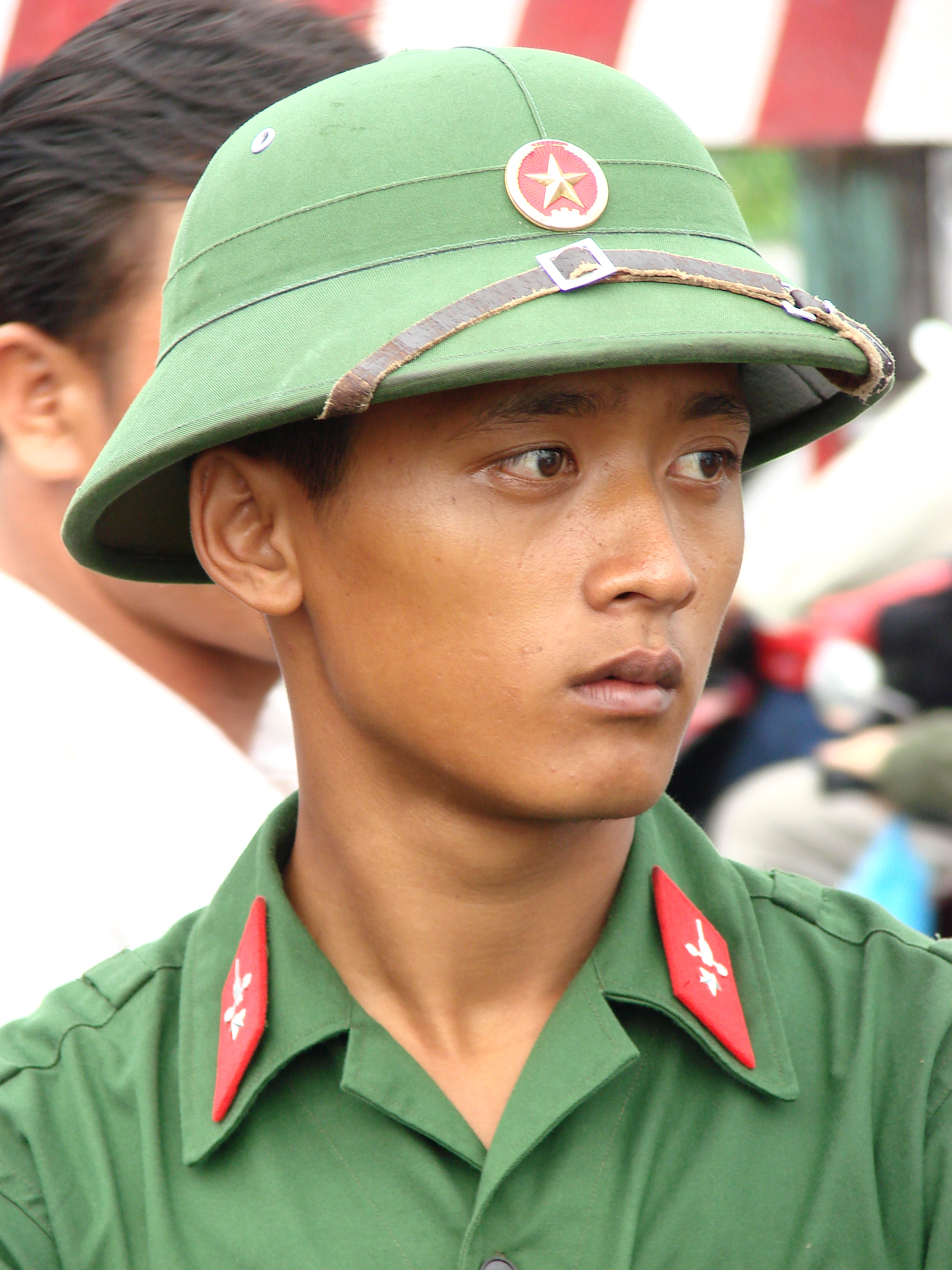
08式作業服を着用した二等兵。（2009年7月14日）
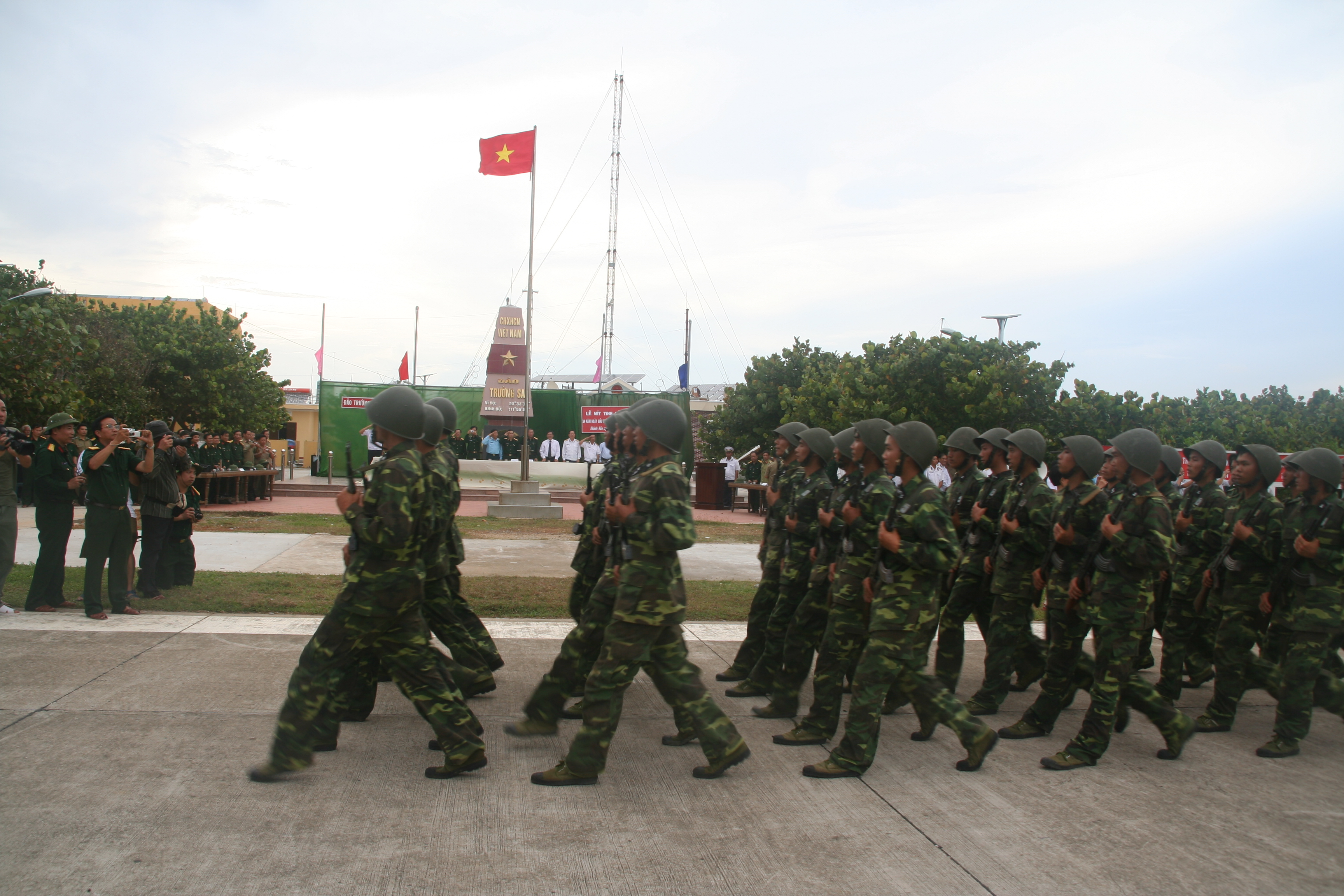
迷彩服で行進を行う陸軍の兵士たち。(2009年3月31日)

### 軍帽
官帽

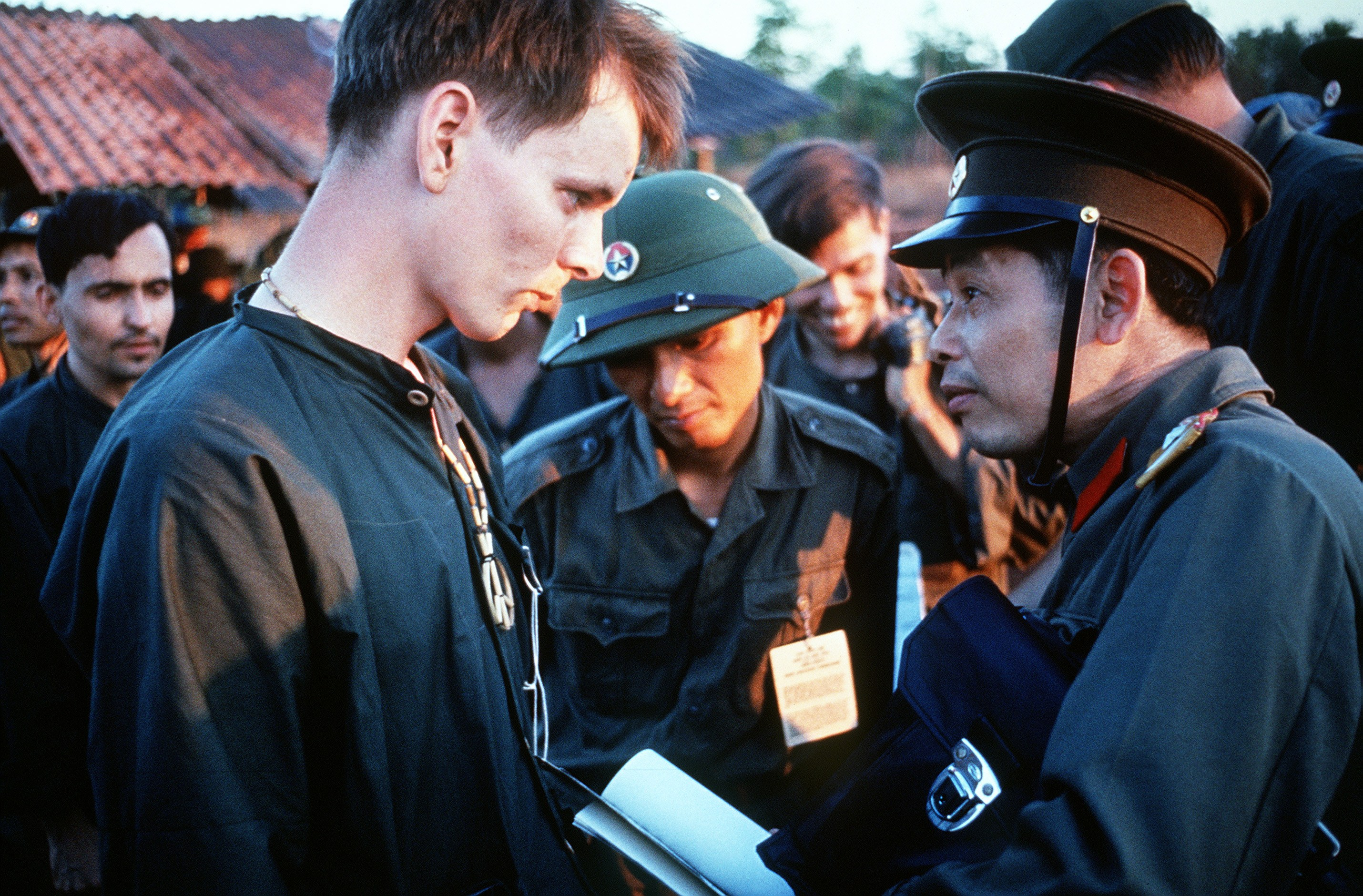
米軍捕虜を尋問する陸軍士官（1973年）
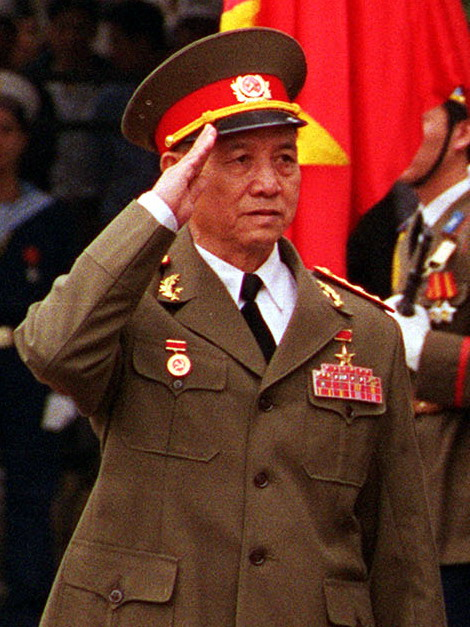
94式冬季勤務服の将官。ファム·バン·トラ大将（2000年3月13日）
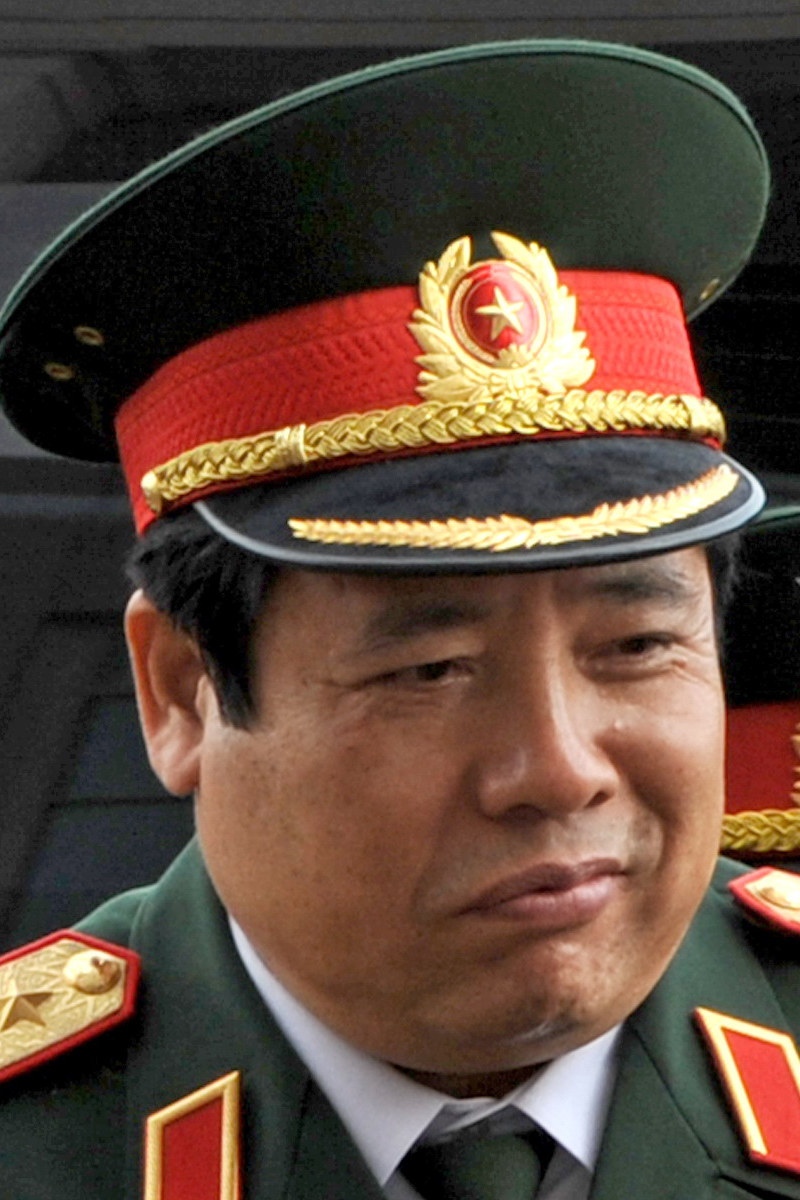
08式冬季勤務服の大将。フン・クアン・タイン（2011年4月10日）

略帽

ヘルメット
ベトナム軍のヘルメットとして広く知られているのが「ムー・コーイ」（ピスヘルメット）であろう。制定以来現在に至るまで長らく使用されており、ベトナム軍の象徴的存在となっている。しかし現在では近代化の波を受け、フリッツヘルメットへと徐々に換装されつつある。
一方、｢ムゥ・ナーン｣は物資不足を埋め合わせるため「ムー・コーイ」を模した籐製のヘルメットで、47年2月に軍で制式に採用された。抗仏戦争が終わる54年頃まで存在していたが、ベトコンでは引き続き使用する者も多かった。

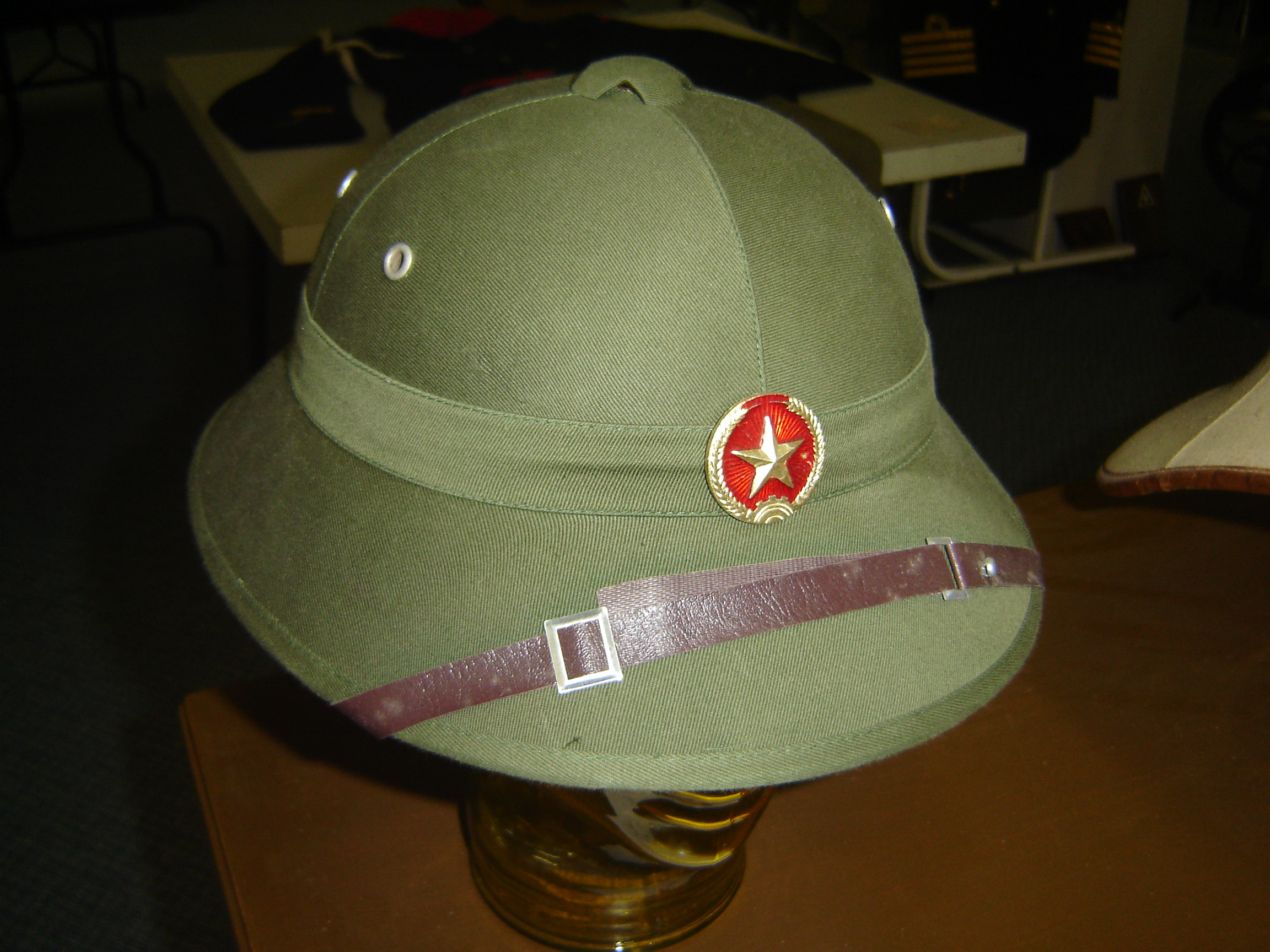
北ベトナム軍及び統一ベトナム軍の「ムー・コーイ」（ピスヘルメット）。
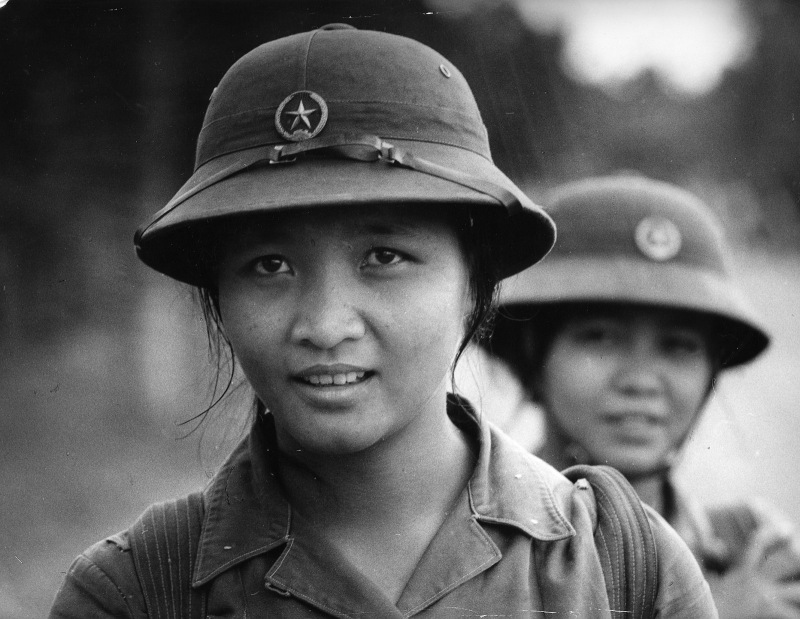
1978年
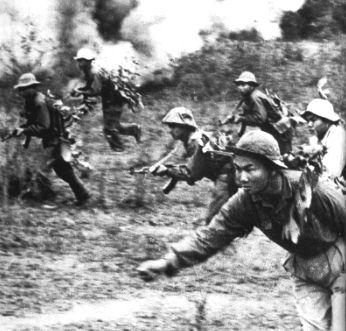
戦闘中の北ベトナム軍正規兵。ブッシュハットや｢ムゥ・ナーン｣を被っている者も多い

### その他

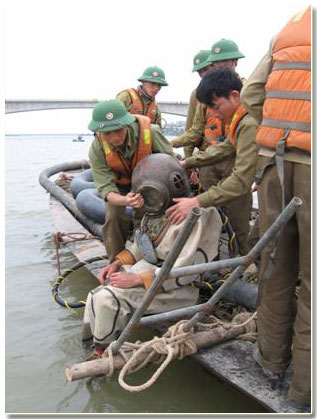
ベトナム戦争中に設置された機雷の除去に当る潜水士。周囲の兵士は94式作業服を着用(2007年1月8日)
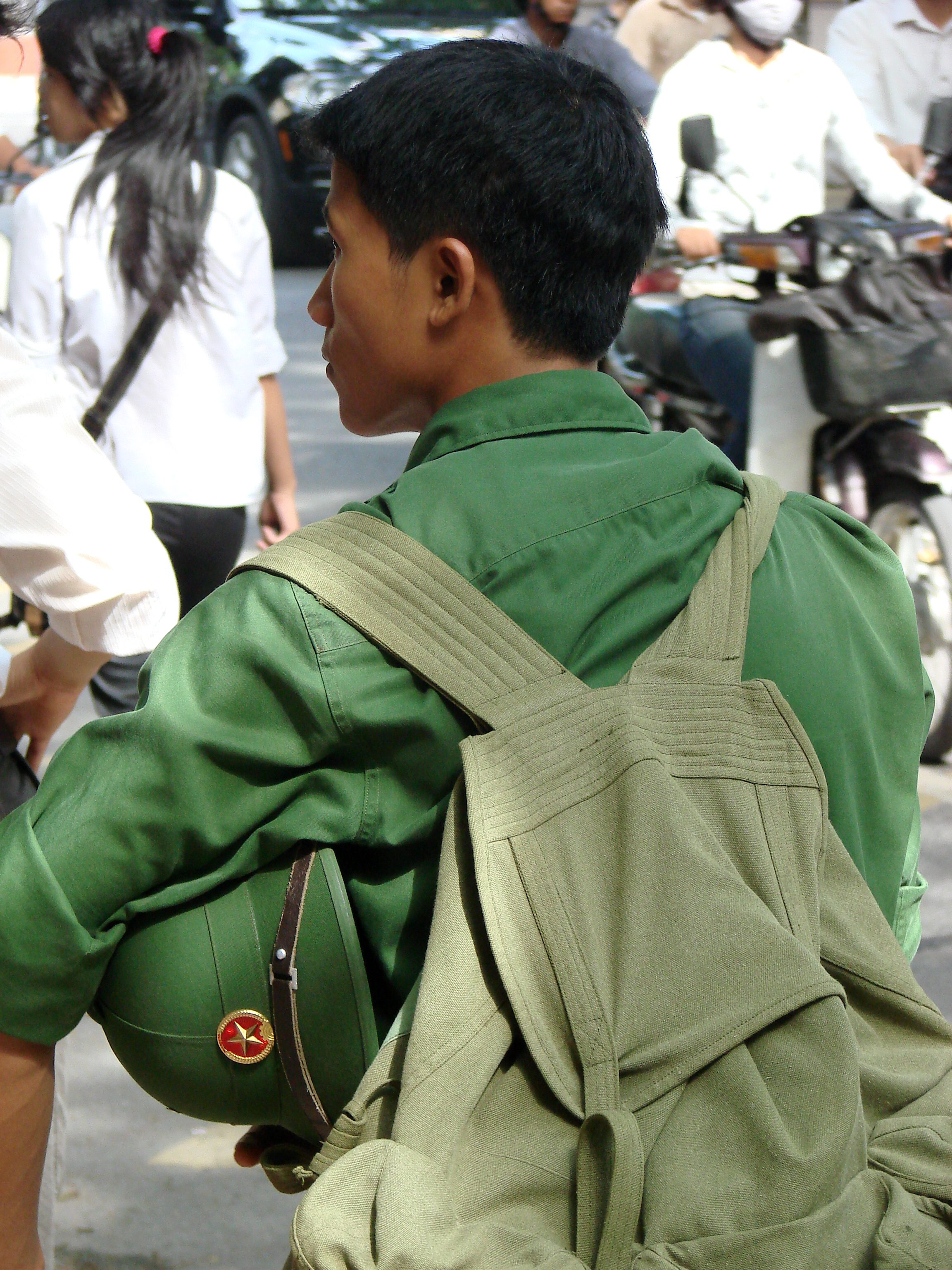
背嚢を背負った兵士（2009年7月14日）
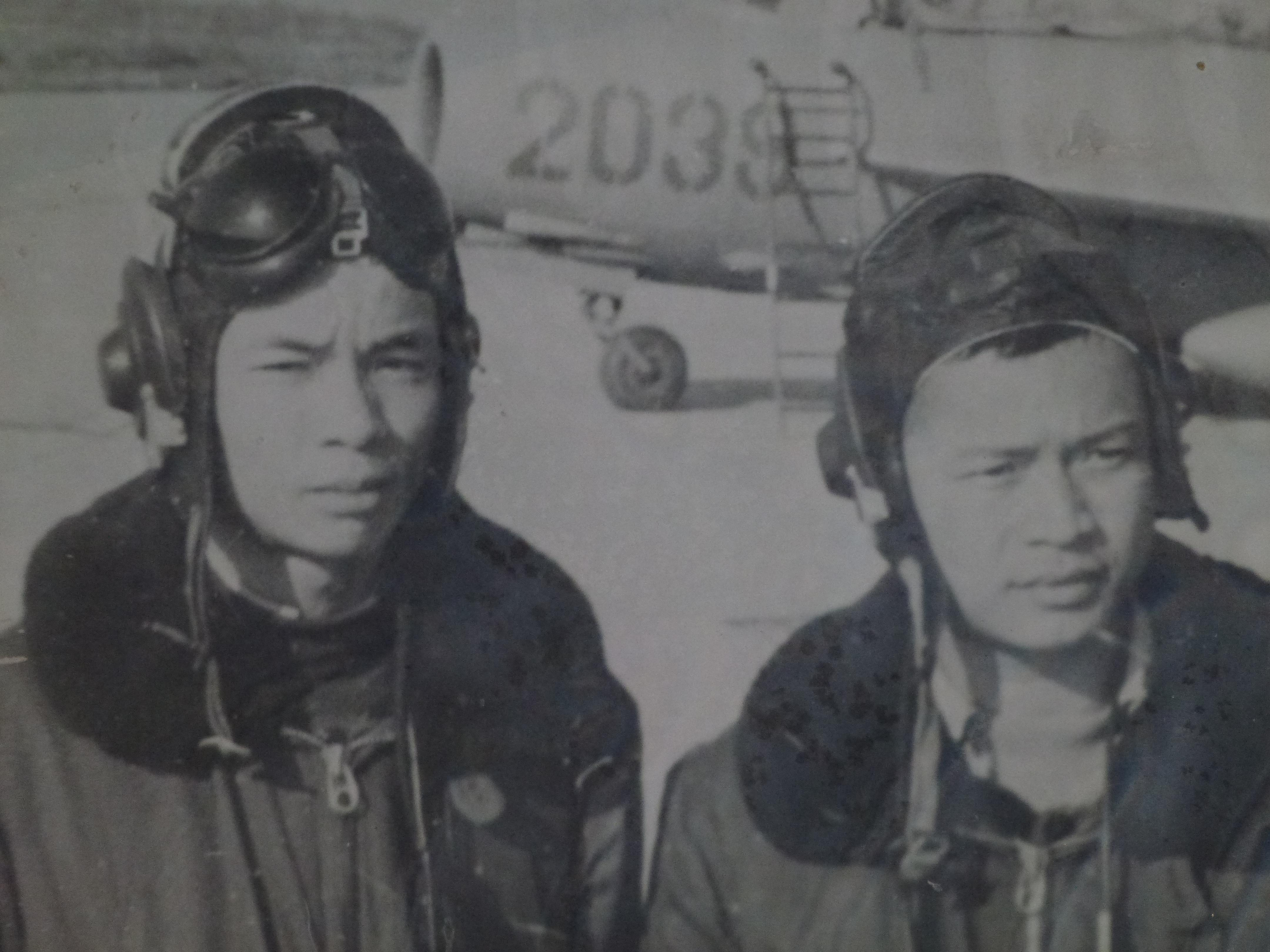
フライトジャケットを着用した空軍パイロット。

## 南ベトナム解放民族戦線
南ベトナム解放民族戦線（ベトコン）においては大きなエポレットの付いた制服が制定されていたが、使われていたのは宣伝部隊等に留まり、多くの兵士は当時のベトナムの農村部で一般的だった黒い木綿の野良着（ブラックパジャマ）や人民軍と同一の野戦服を着用していた。また、帽章には下半分が青の円形章が用いられた。

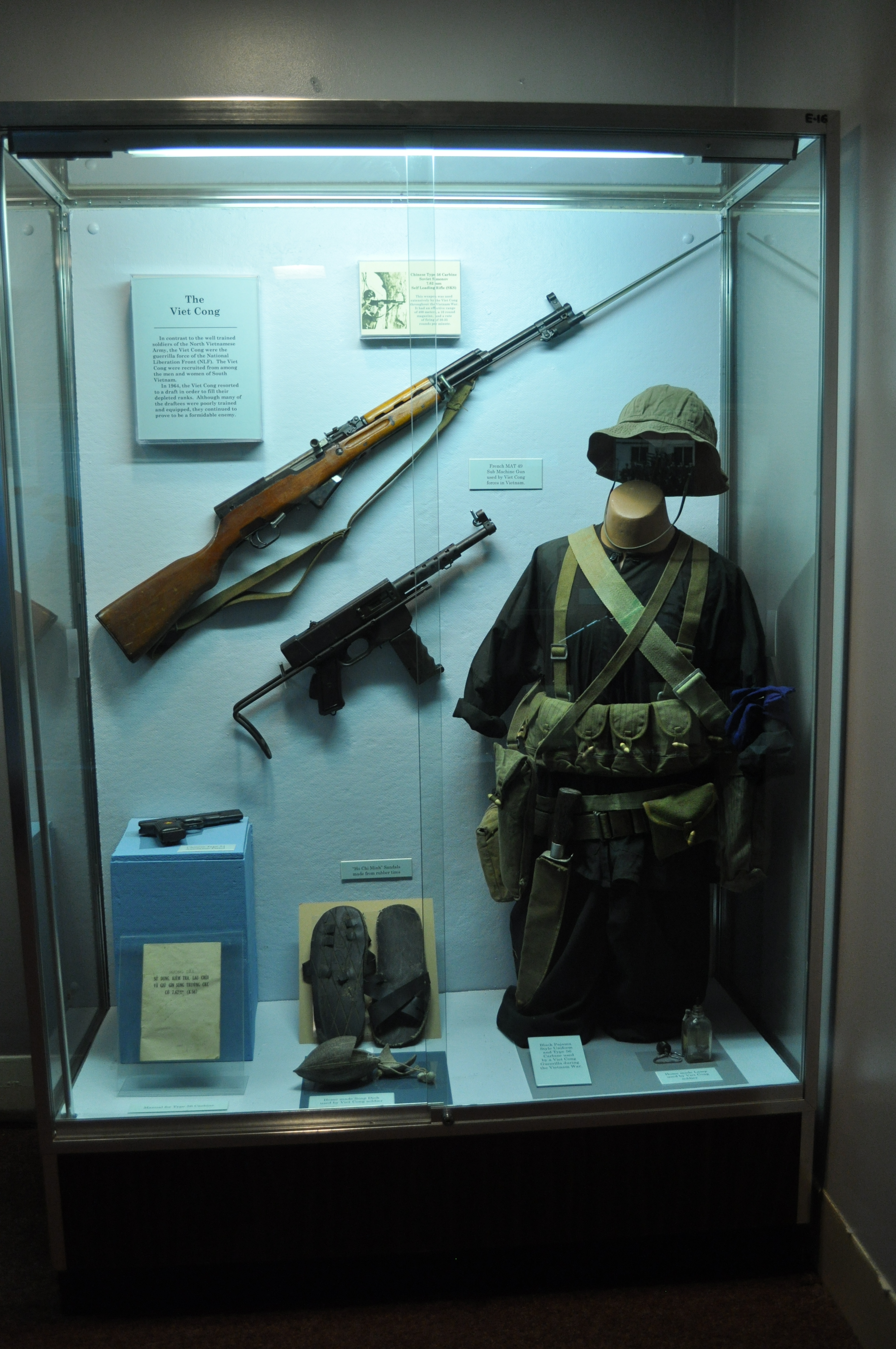
ベトコンの装備。
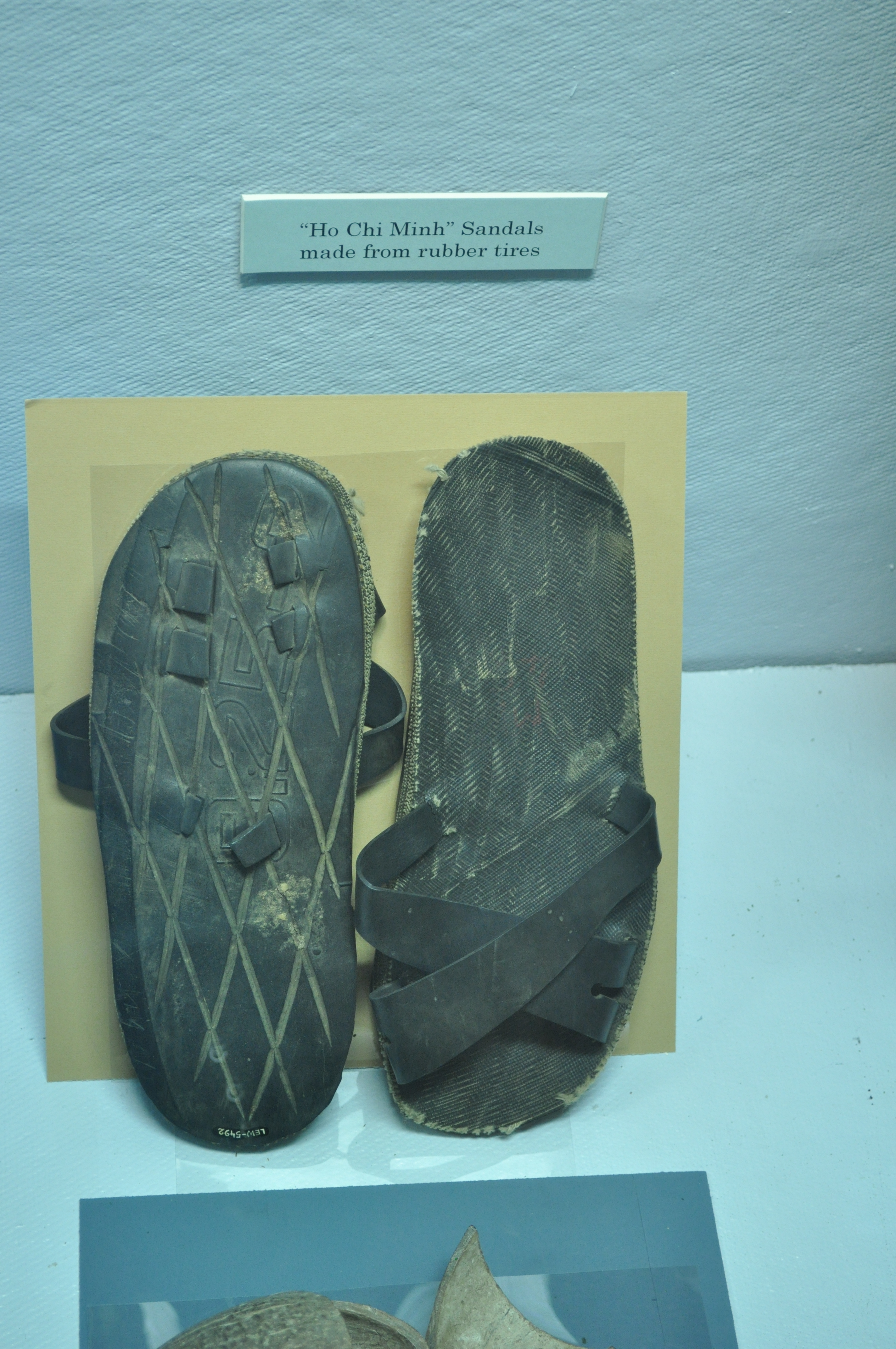
古タイヤを加工したサンダル。ベトコンによって広く用いられ、「ホーチミンサンダル」と通称された。
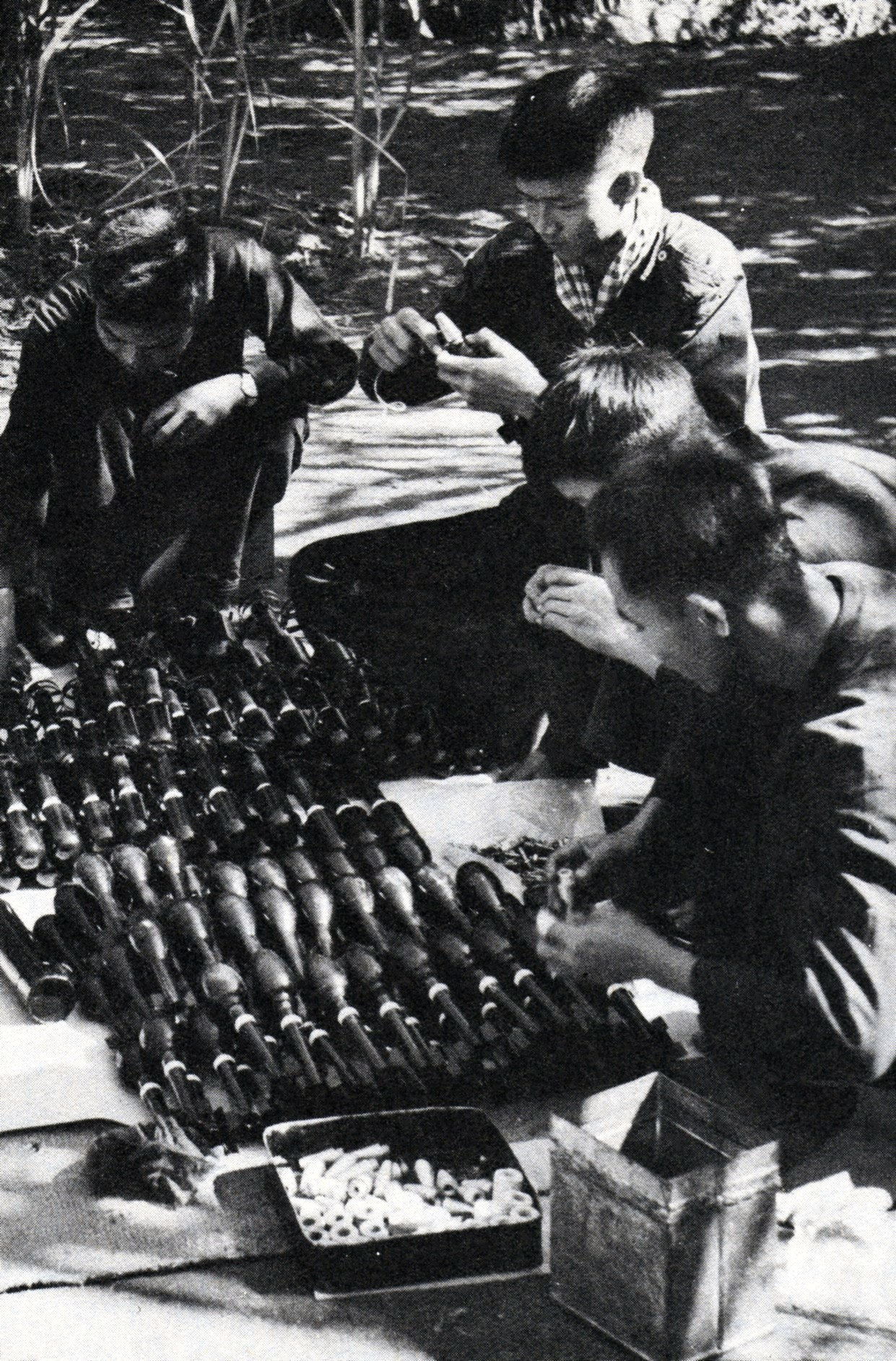
迫撃砲弾を組み立てるベトコン。(1965年ごろ)
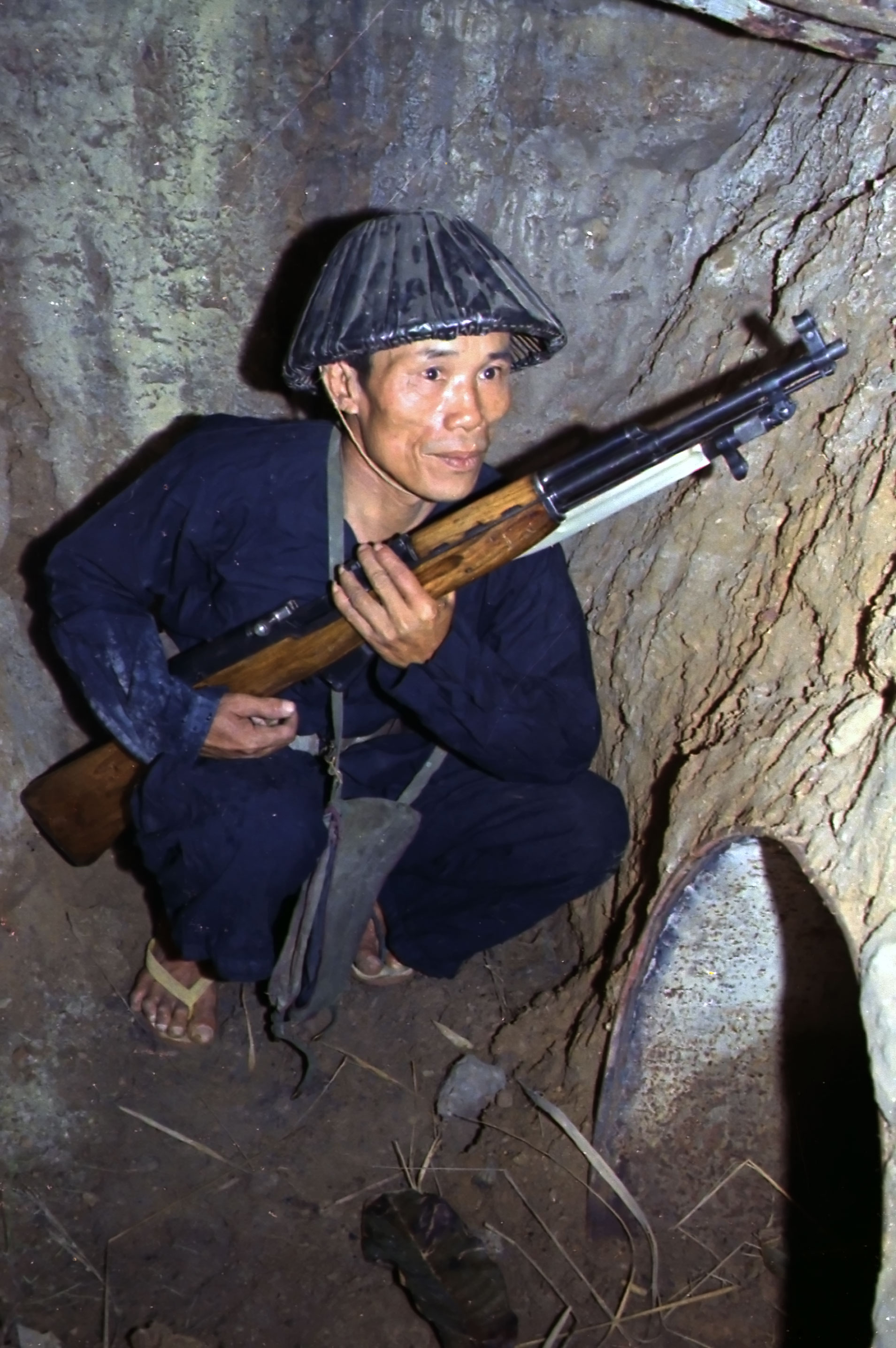
｢ムゥ・ナーン｣を被り、ブラックパジャマを身に着けたベトコン。(1968年)
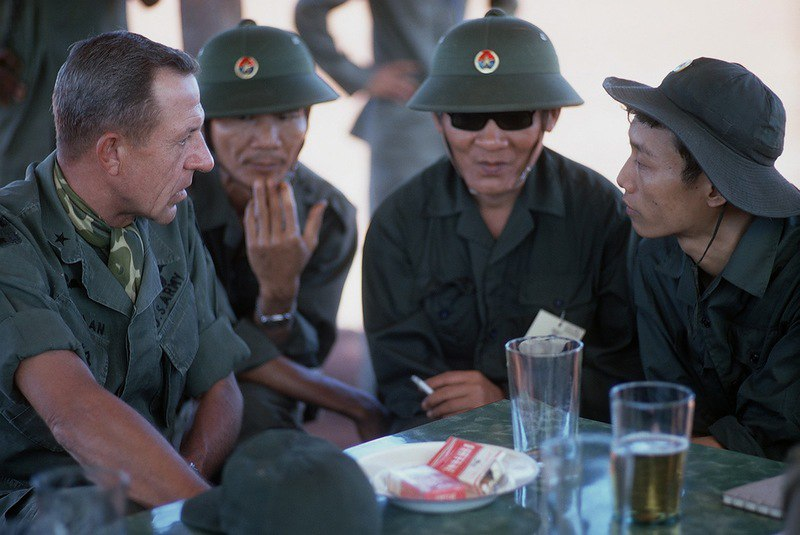
人民軍と同一の野戦服を着用しているベトコンら。「ムー・コーイ」に帽章がついている。左の米陸軍准将と捕虜の処遇について協議中の一葉(1973年2月12日)
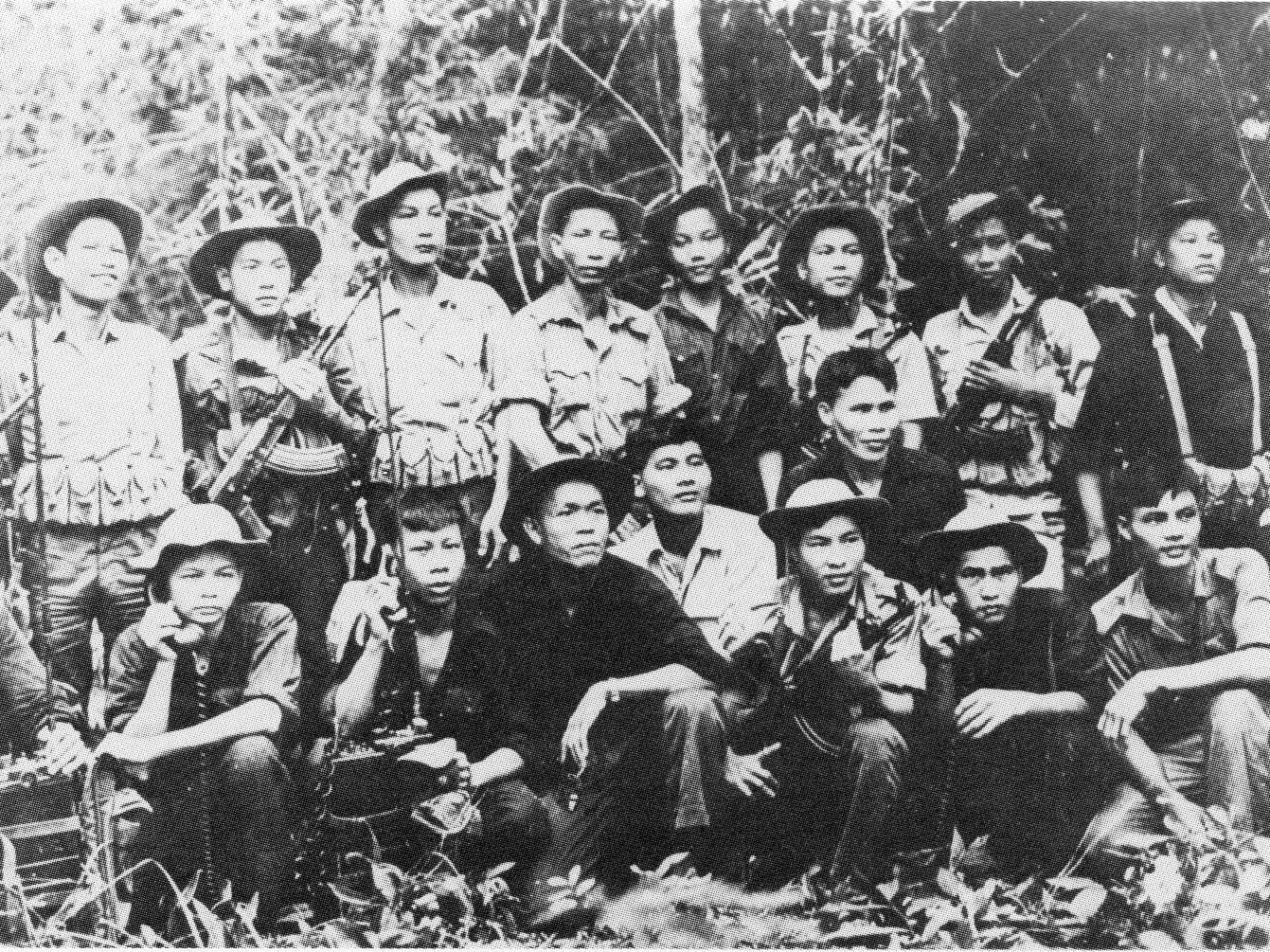
ベトコンの部隊。ブラックパジャマなど複数の戦闘服が混在している。(1968年)
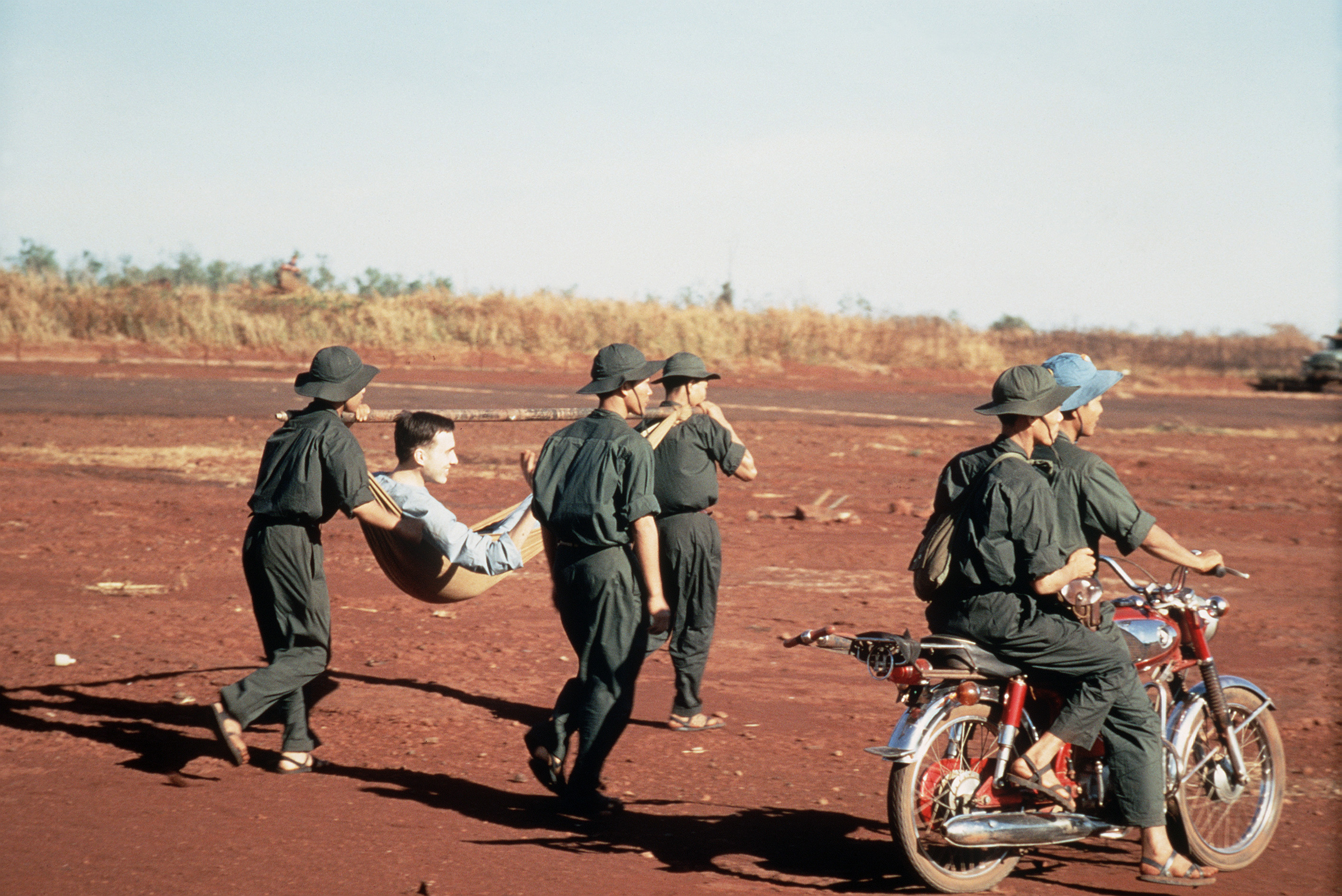
アメリカ軍墜落機のパイロットを護送するベトコン。人民軍と同一の野戦服を着用している。(1973年2月12日)
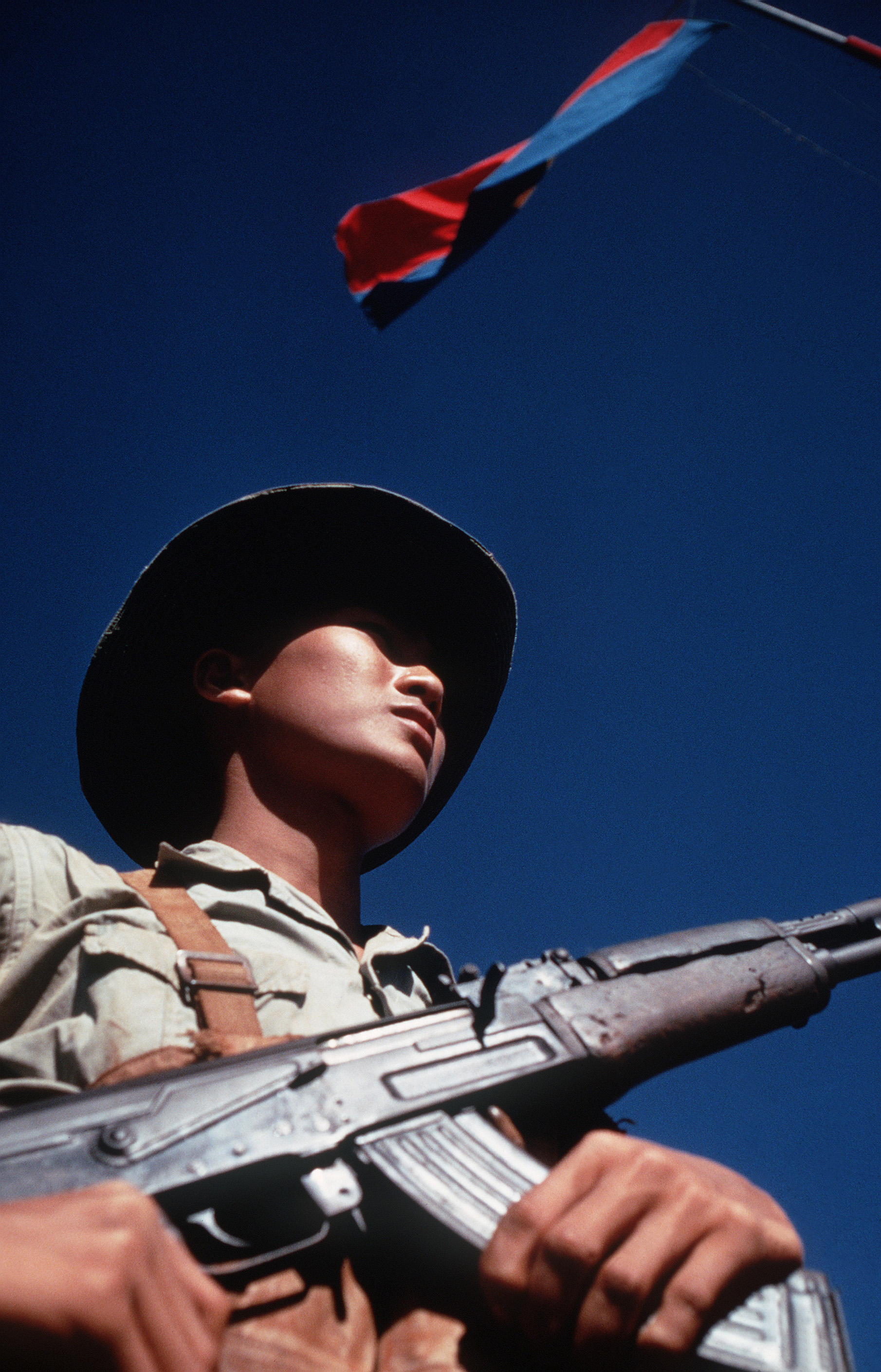
パリ協定締結後、捕虜交換を警備するベトコン。(1973年)

## 南ベトナム

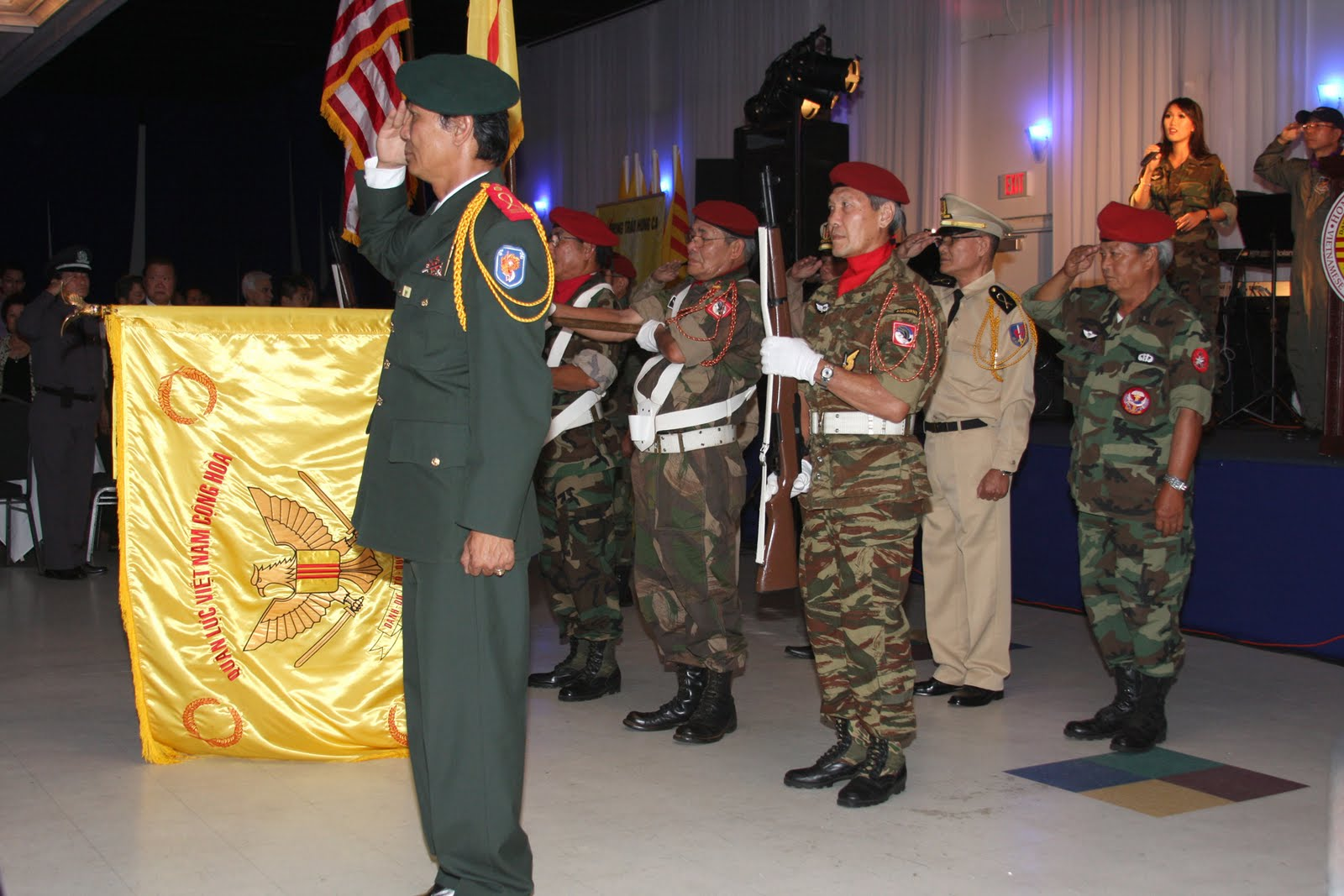
軍服を着用した亡命元ベトナム陸軍将兵ら（2013年3月7日）
ベレー帽は、「徽章を右側に寄せ、帽子本体を左側に垂らす」フランス式の被り方をしている

ベトナム国におけるベトナム国軍はフランス植民地軍の補助部隊を母体としていた為、軍服にもフランス軍の影響が色濃く反映されていた。その後、アメリカの支援を受けたゴ・ディン・ジエムらがベトナム共和国を成立させると国民軍はベトナム共和国軍に再編され、米軍からの装備を供与されると軍服はフランス式を維持しつつ徽章や階級章に米軍の様式を取り入れるようになった。
ベトナム国民軍の軍服

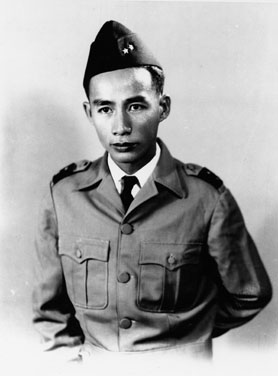
フランス式の軍服を着用するベトナム国軍のチン・ミン・チー（英語版）将軍。(1955年ごろ)
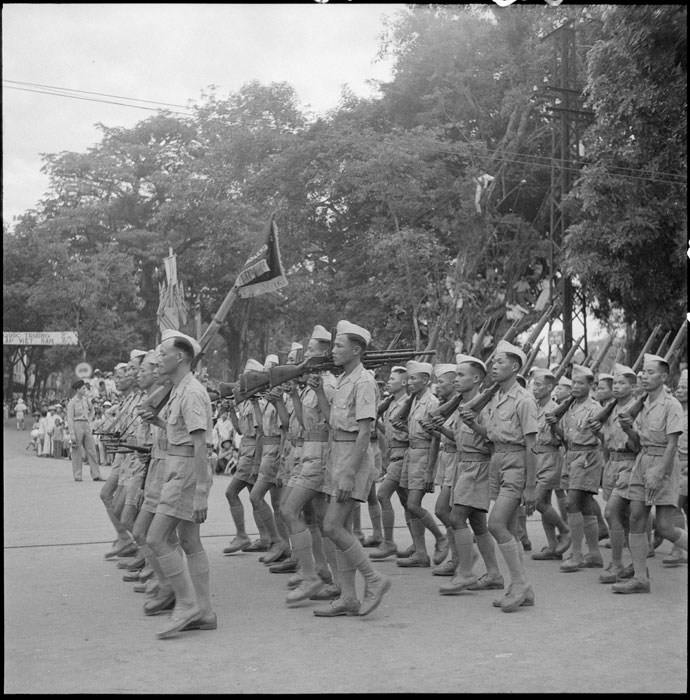
建軍当初の兵士ら（1951年7月14日）
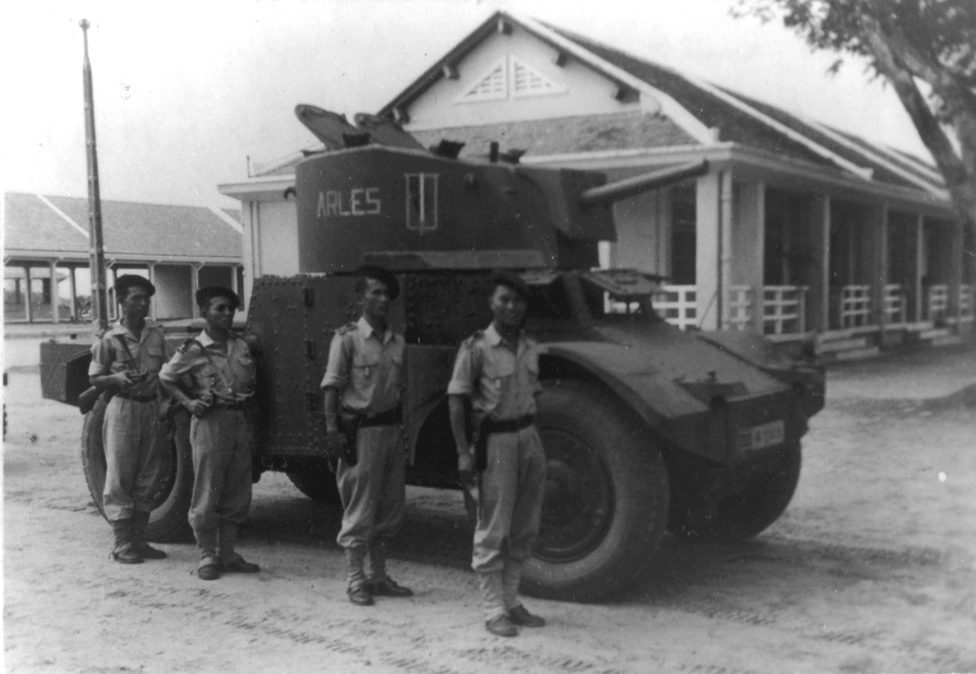
ベトナム国軍の兵士とフランス製のパナール 178装甲車。(1952年)

ベトナム共和国軍の軍服

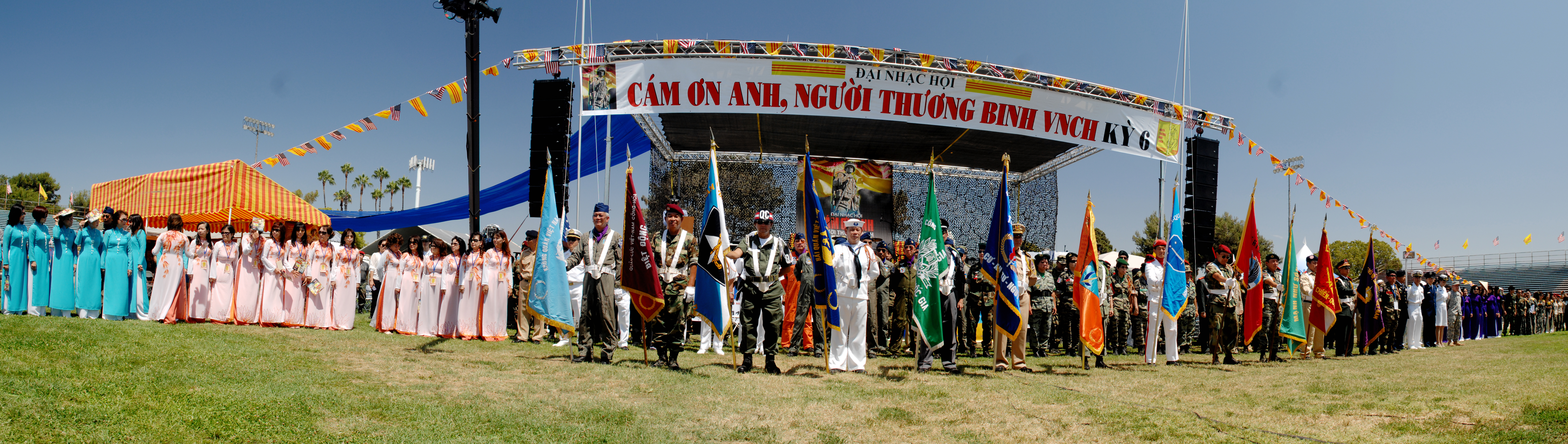
再現された当時の各種軍服を着用する亡命元共和国陸海空軍将兵ら。部隊旗を掲揚する左より空軍パイロット、陸軍レンジャー、憲兵、水兵、警察官、トゥドゥック歩兵学校生徒、第18師団兵士、幼年学校生徒、空挺部隊員、海兵隊員、陸軍兵士、ダラット国家士官学校生徒（2012年8月12日）

各国からの軍事援助や戦争の混乱もあってベトナム共和国軍の軍服は非常にバリエーションが多く、多種多様な軍装が使用されていた。
勤務服はフランス色を残した4種類のものが着用されていた。ブレザー、アイクジャケット（短ジャケット）、チノシャツ、半そでチノシャツである。アイクジャケットとチノシャツは60年代後半には廃れた。
戦闘服は当初フランス軍のTTA47が使用されていたが、1960年代には国産化が進み、以降敗戦まで2ポケット型のアーミーグリーンの軍服が一般的となる。迷彩服も存在したが高級将官や空挺部隊、海兵隊などの特殊部隊を除いて一般兵士が使用される事はなかった。陸軍・空軍では主にダックハンター迷彩、海兵隊や民間不正規戦グループではゴールドタイガー迷彩が使用されたが、詳しいバリエーションを見ていくとそのパターンは10数種類に渡る。
将校用の階級章は襟上部に、下士官兵は左上腕部で師団章の下に配する。連隊徽章は左ポケット、大隊徽章は右ポケットに配する。レンジャー章やパラシュート章は右ポケット上部に配する。
将官の階級章は星、佐官・尉官はプラムの花を象っている。

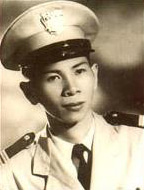
1967年までの帽章

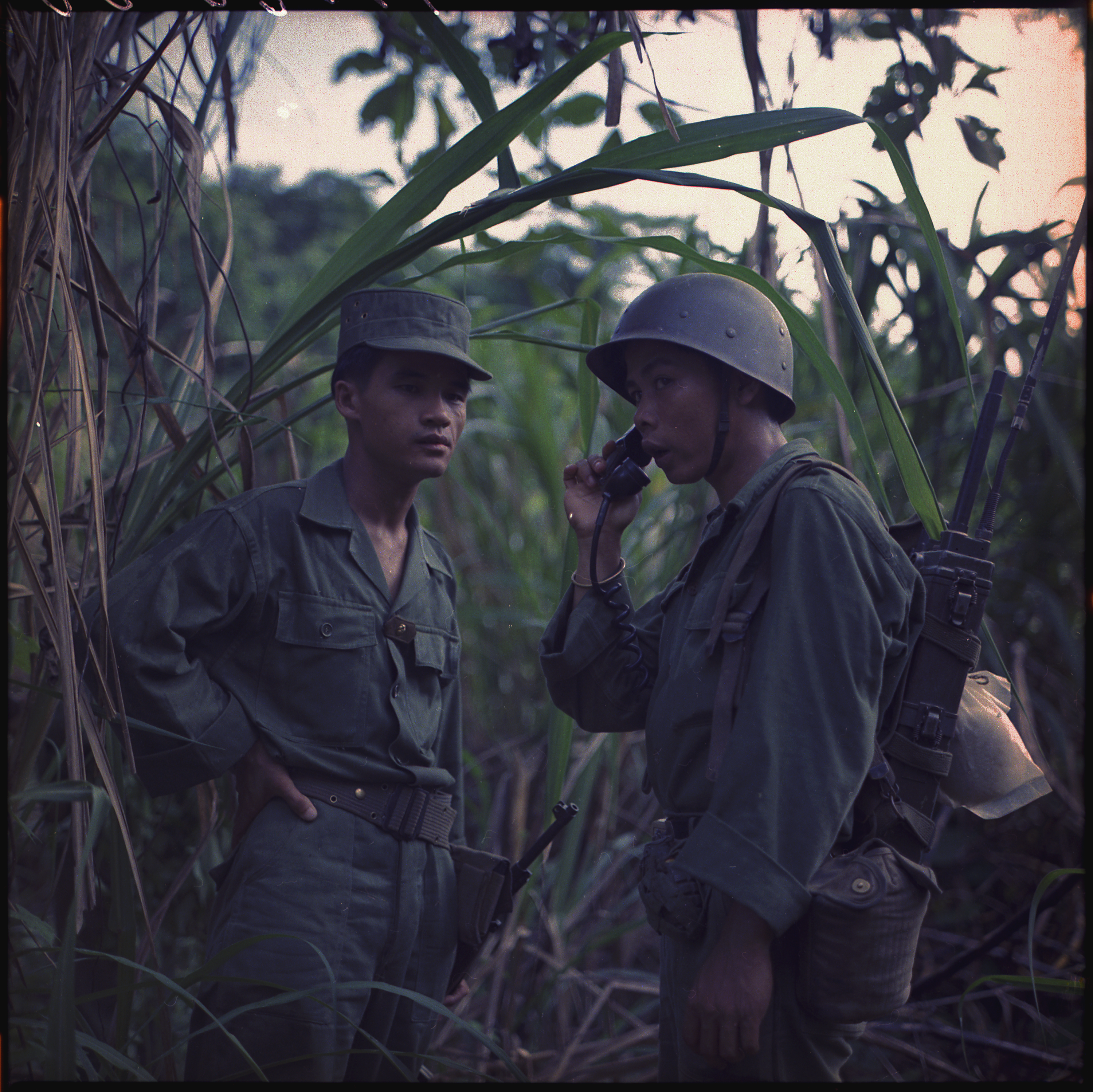
通信兵（1962年5月）
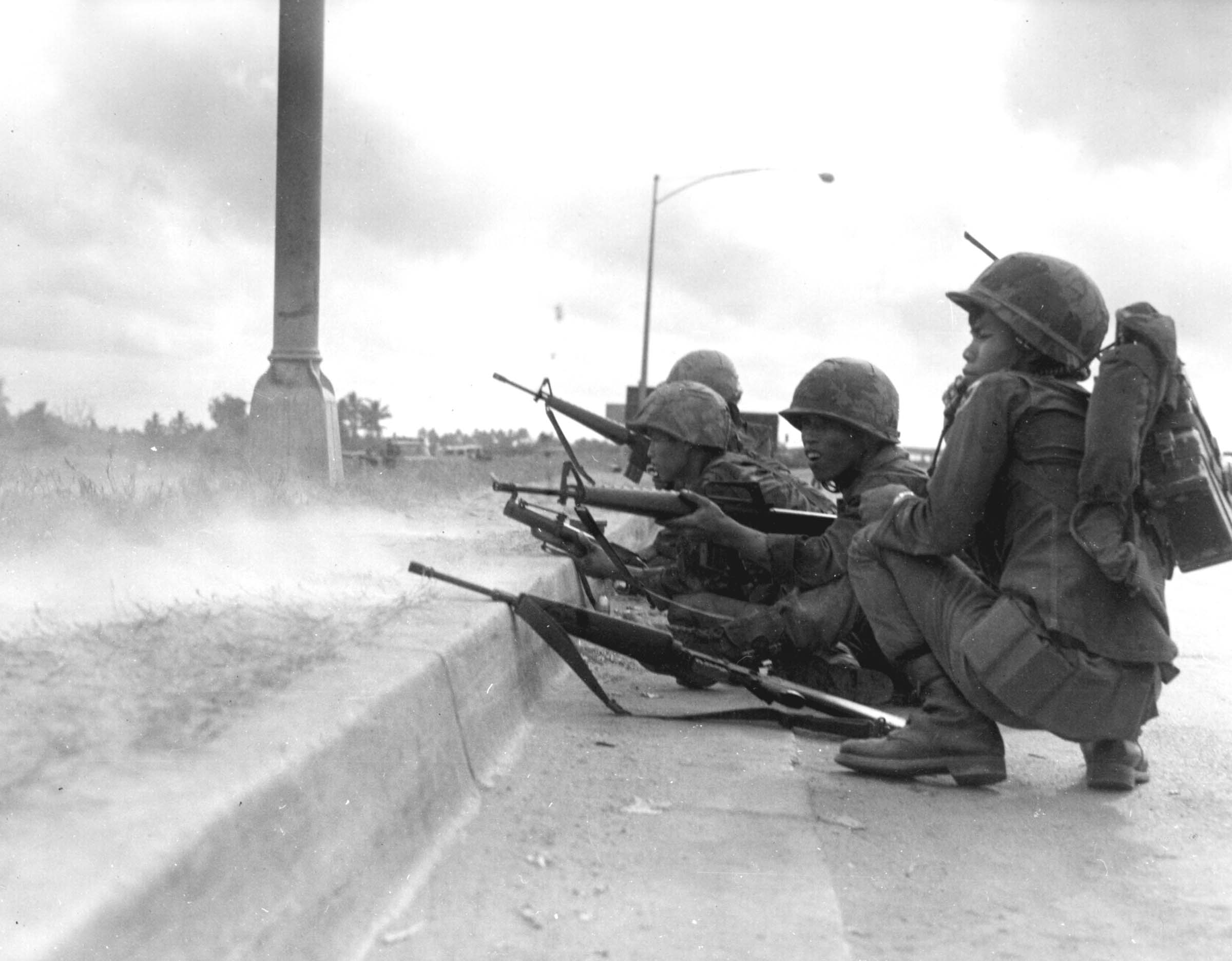
テト攻勢における陸軍レンジャー部隊の将兵。(1968年)
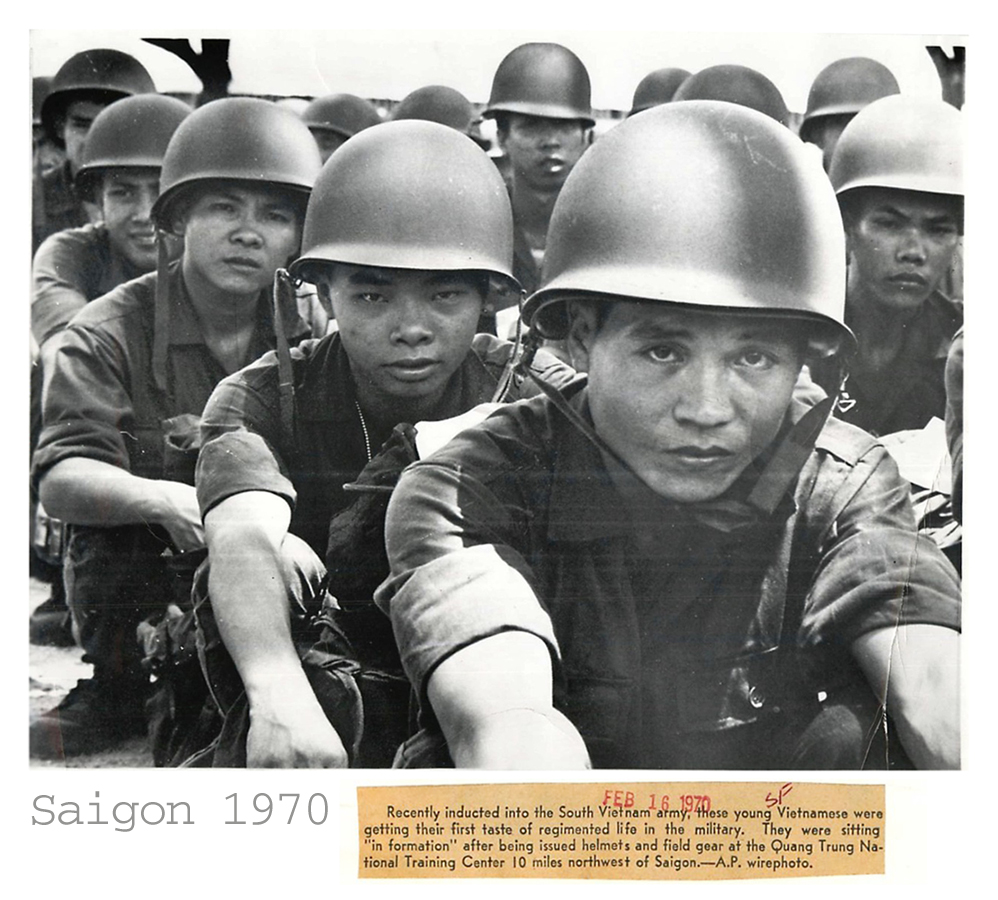
戦闘服姿の兵士たち（1970年）
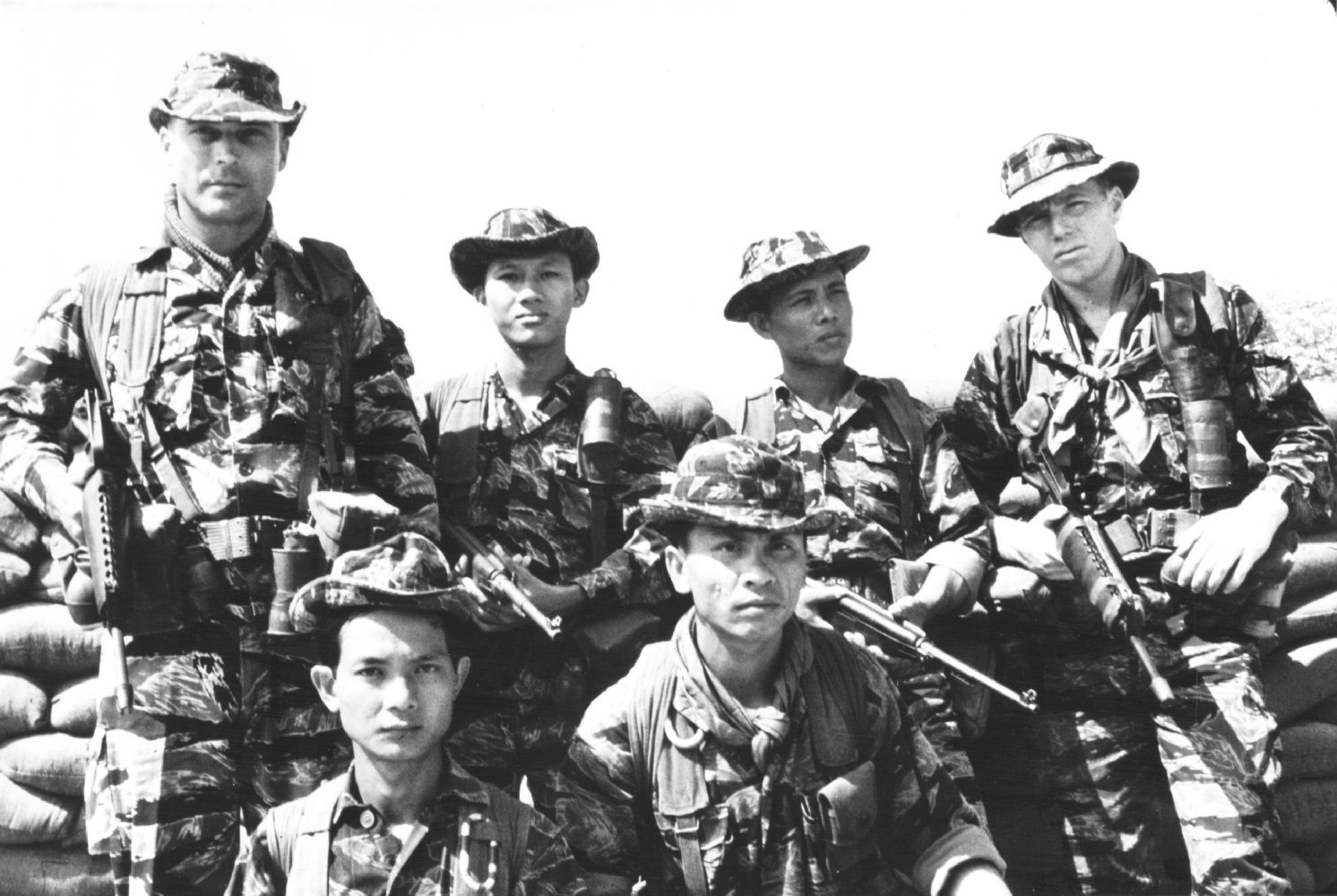
陸軍特殊部隊の隊員。後列両端は米軍人。(1968年)
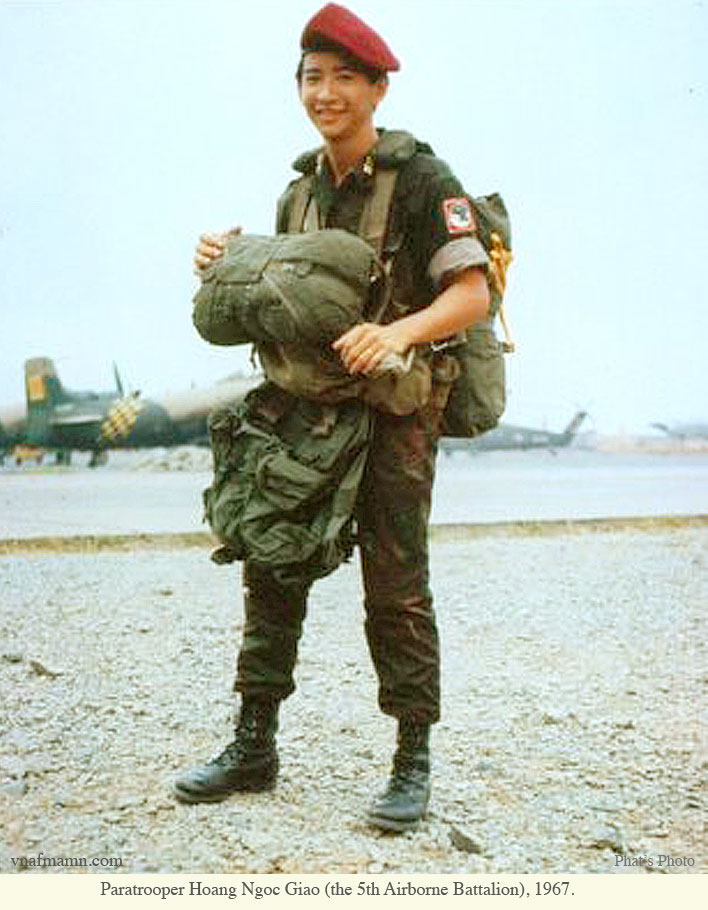
第5空挺大隊隊員。（ホアン・ゴク・ヤオ、1967年） ベレー帽は、徽章を右寄りにするフランス式の被り方をしている。
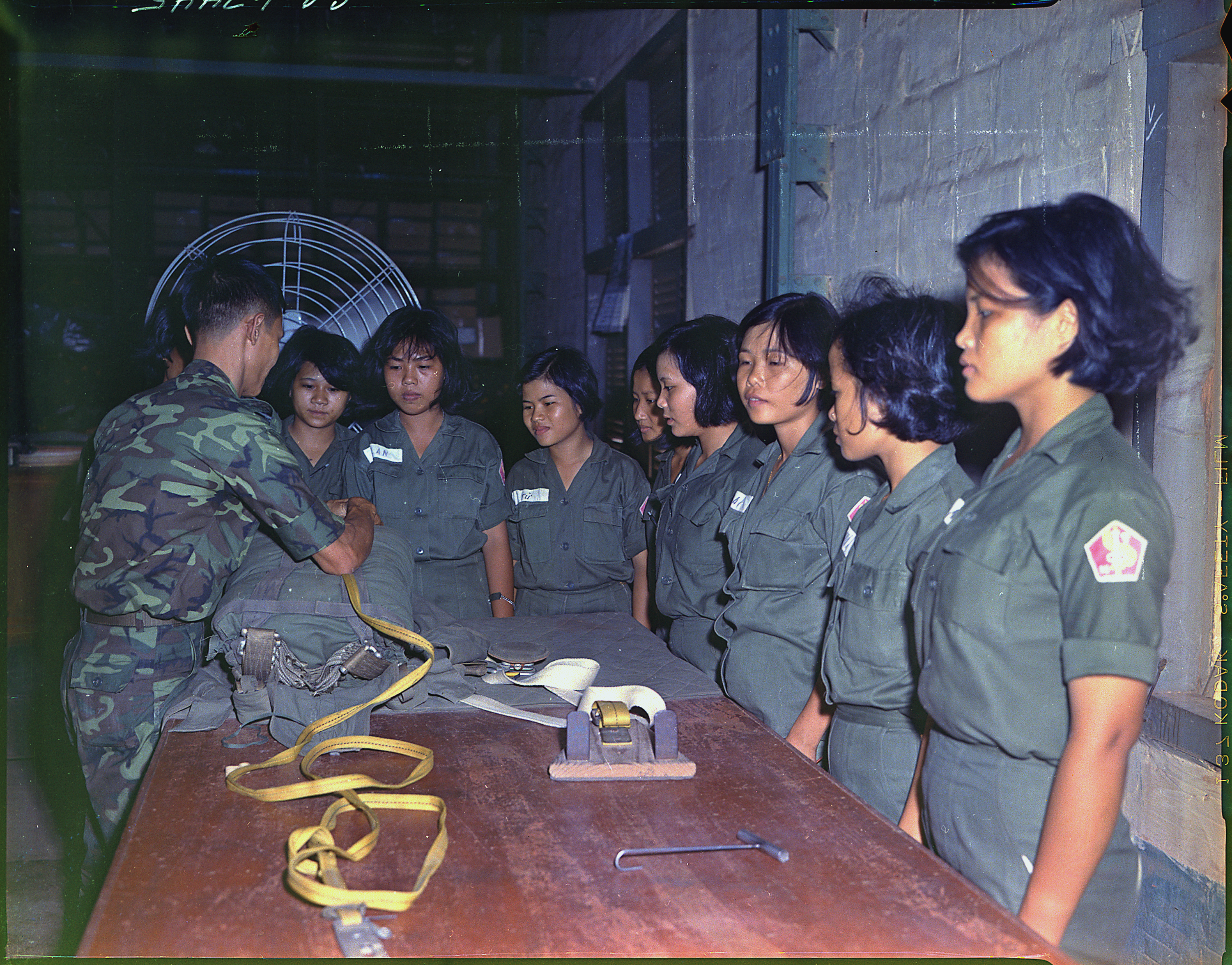
女性部隊
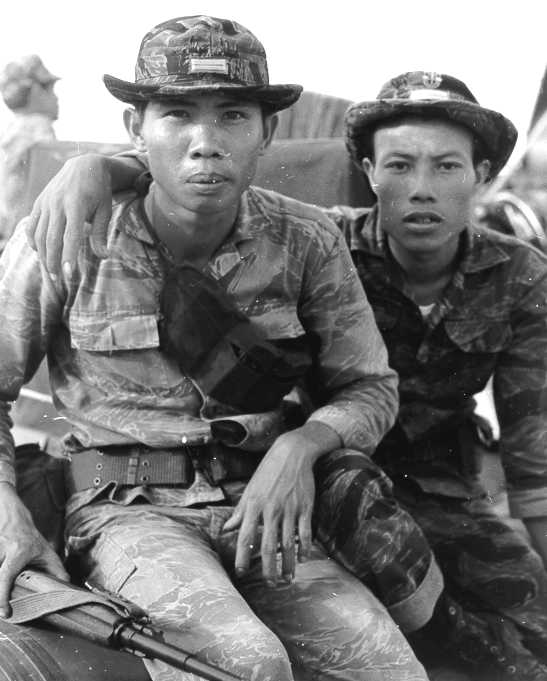
民間不正規戦グループの兵士。ゴールドタイガー迷彩を着用している。(1965年9月27日)
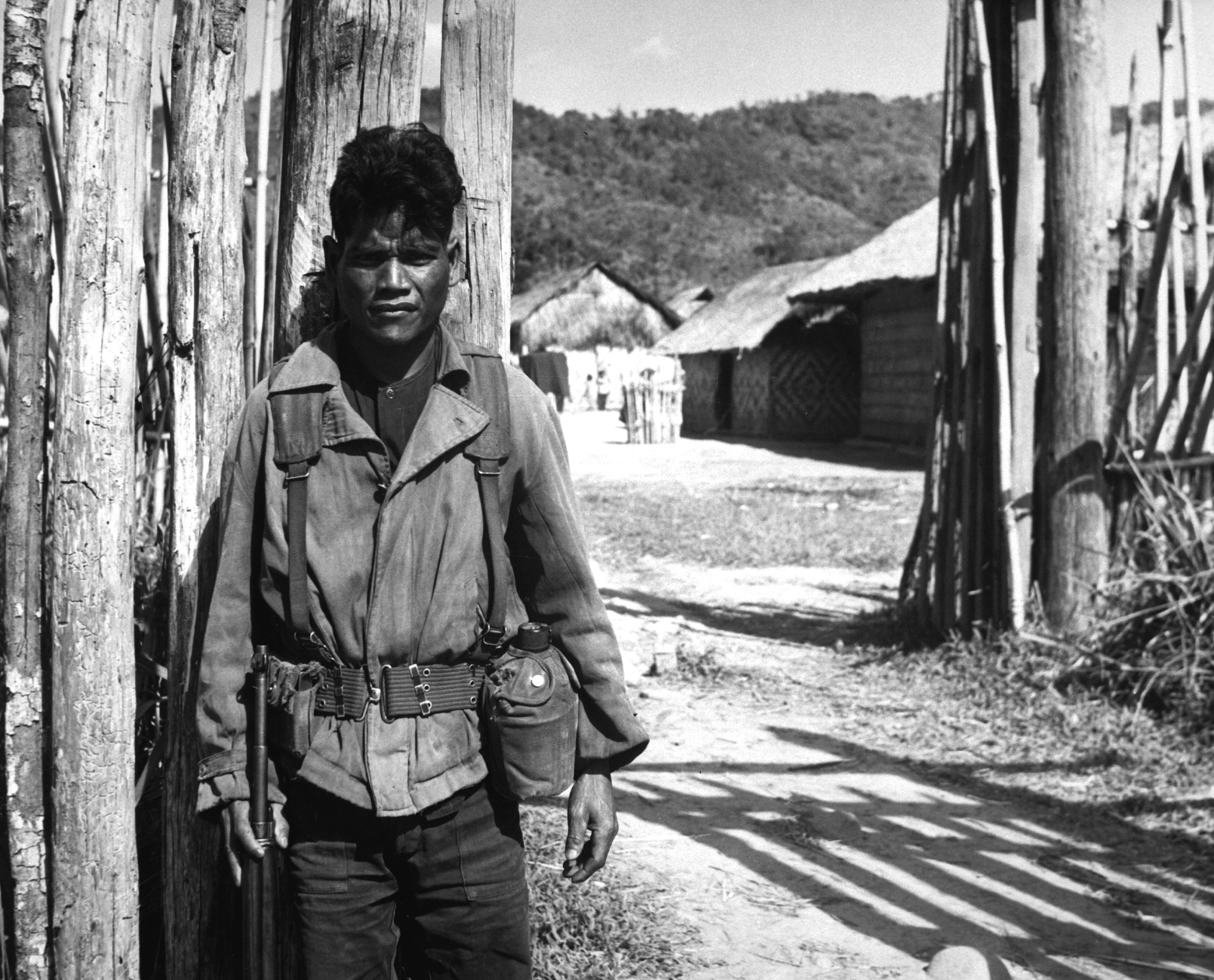
少年兵。1966年
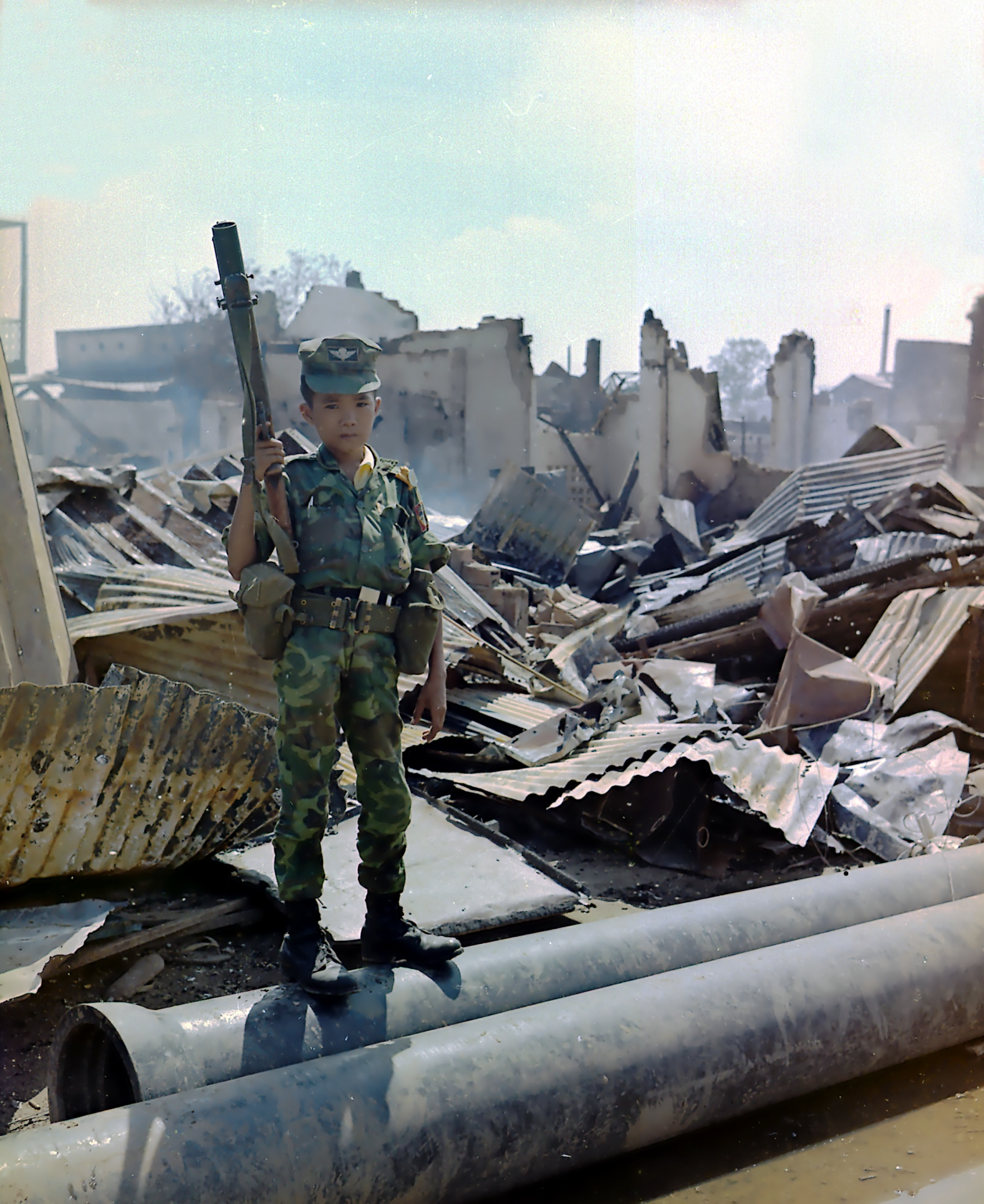
M79擲弾銃を持つ12歳の少年兵。タンソンニャット国際空港にて。(1968年5月7日)
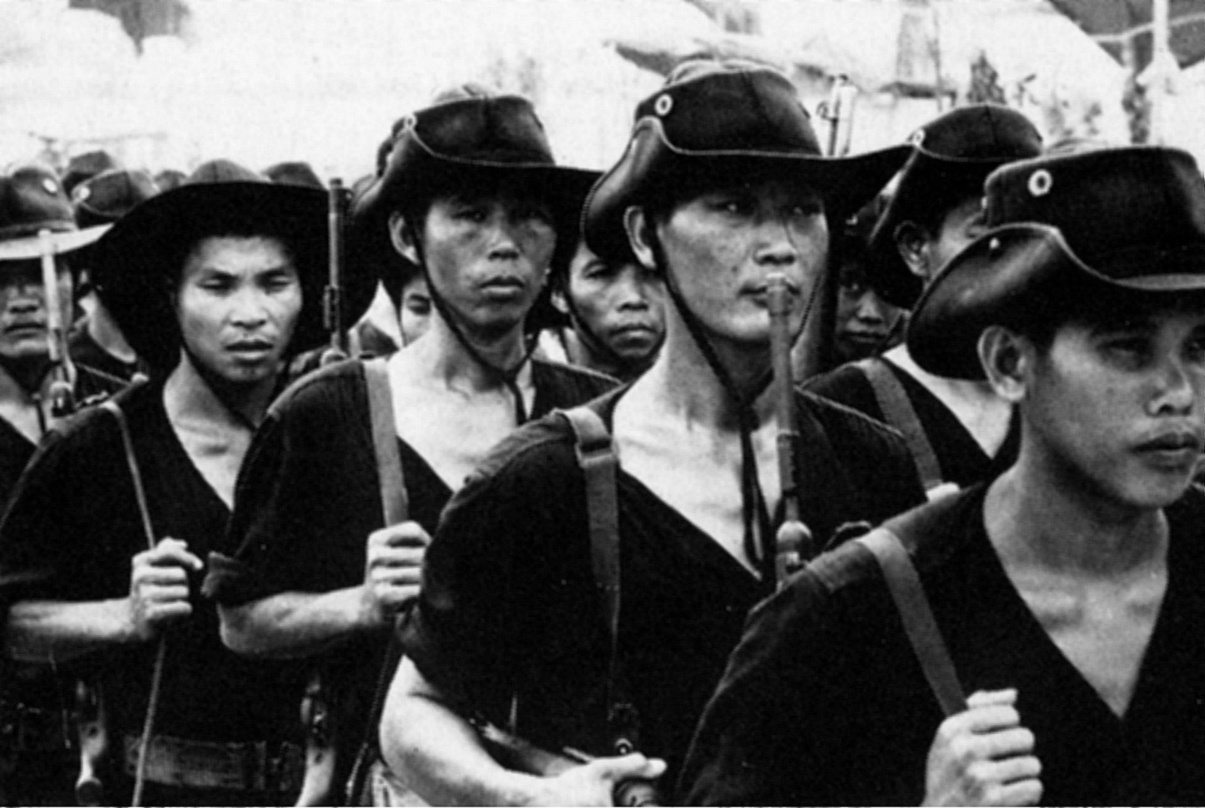
訓練中の民兵。(1970年ごろ)

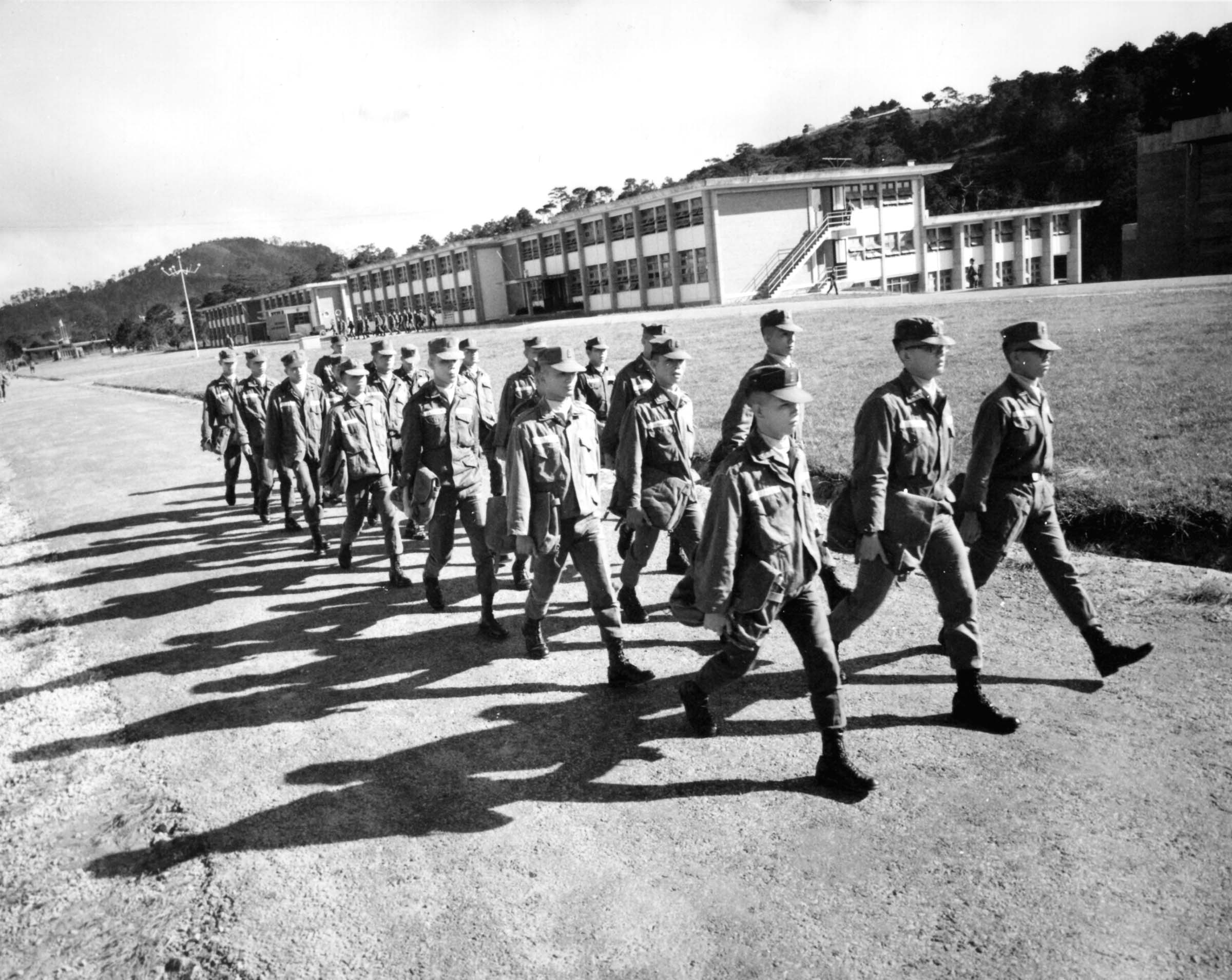
ダラット士官学校生徒。
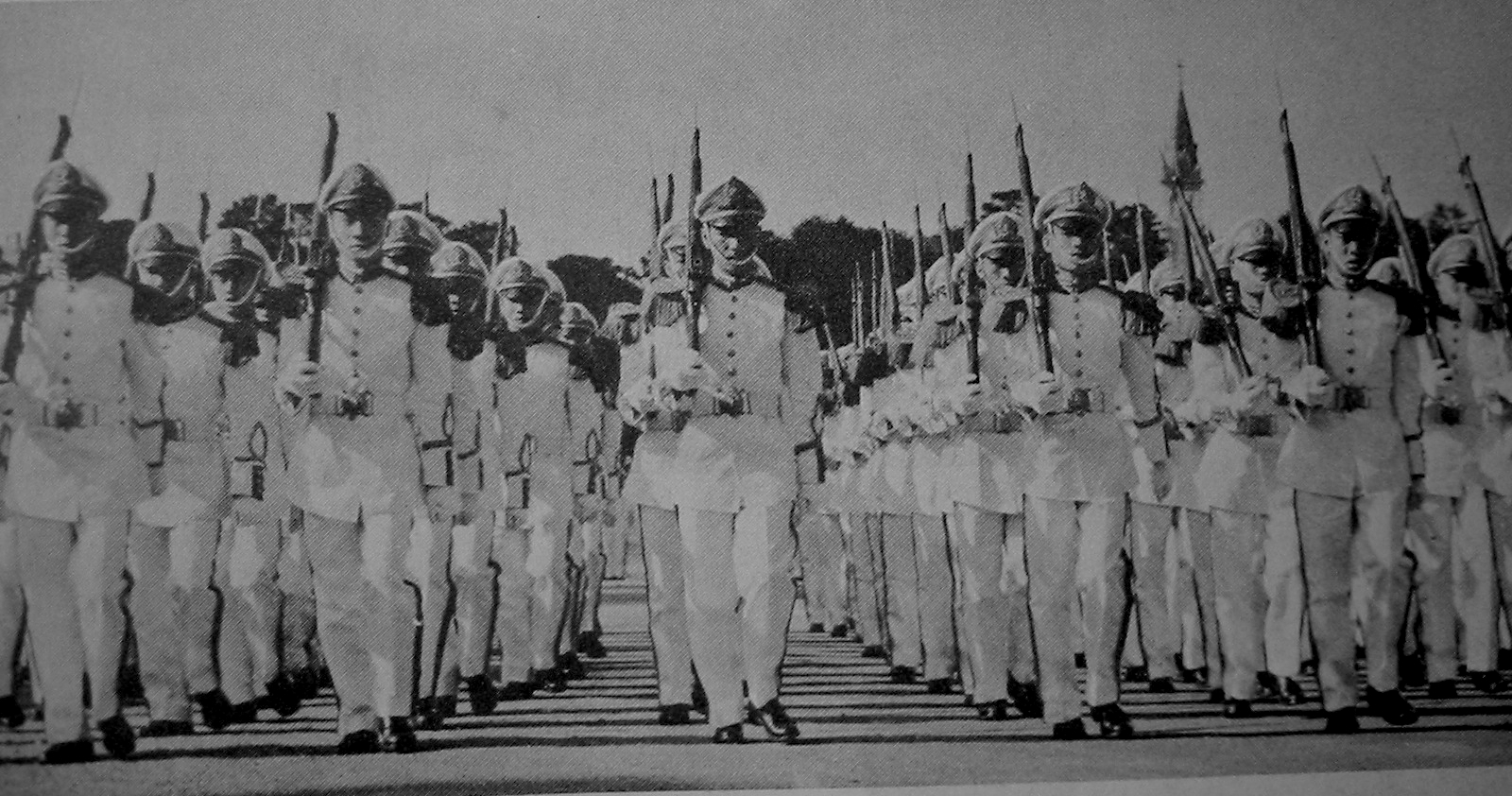
礼装のダラット士官学校生徒（1961年）

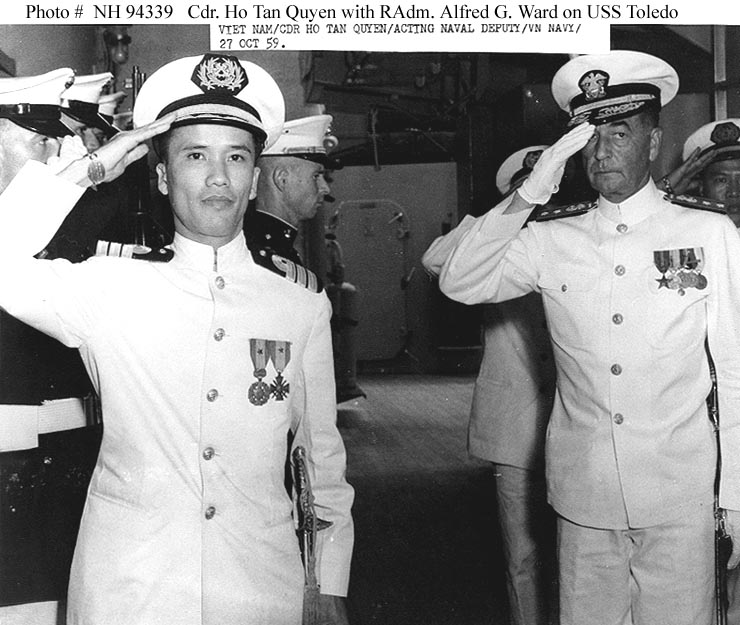
独立記念日の式典にてアメリカ軍艦を訪問したホー・タン・クエン提督(左)。(1959年10月27日)
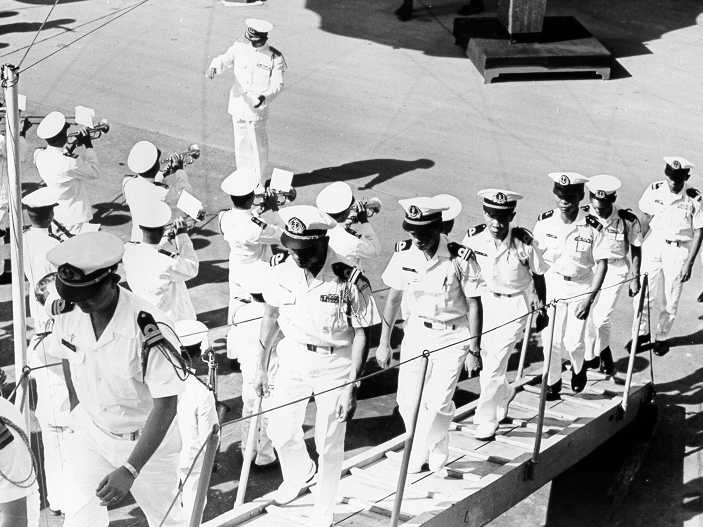
艦船に乗り込む海軍士官。(1971年1月1日)
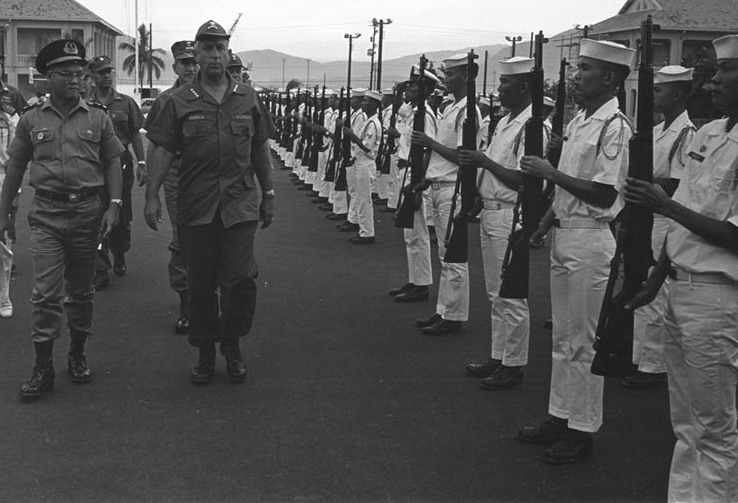
水兵と海軍准将（左端、トラン・バン・チョン）。（1969年9月）
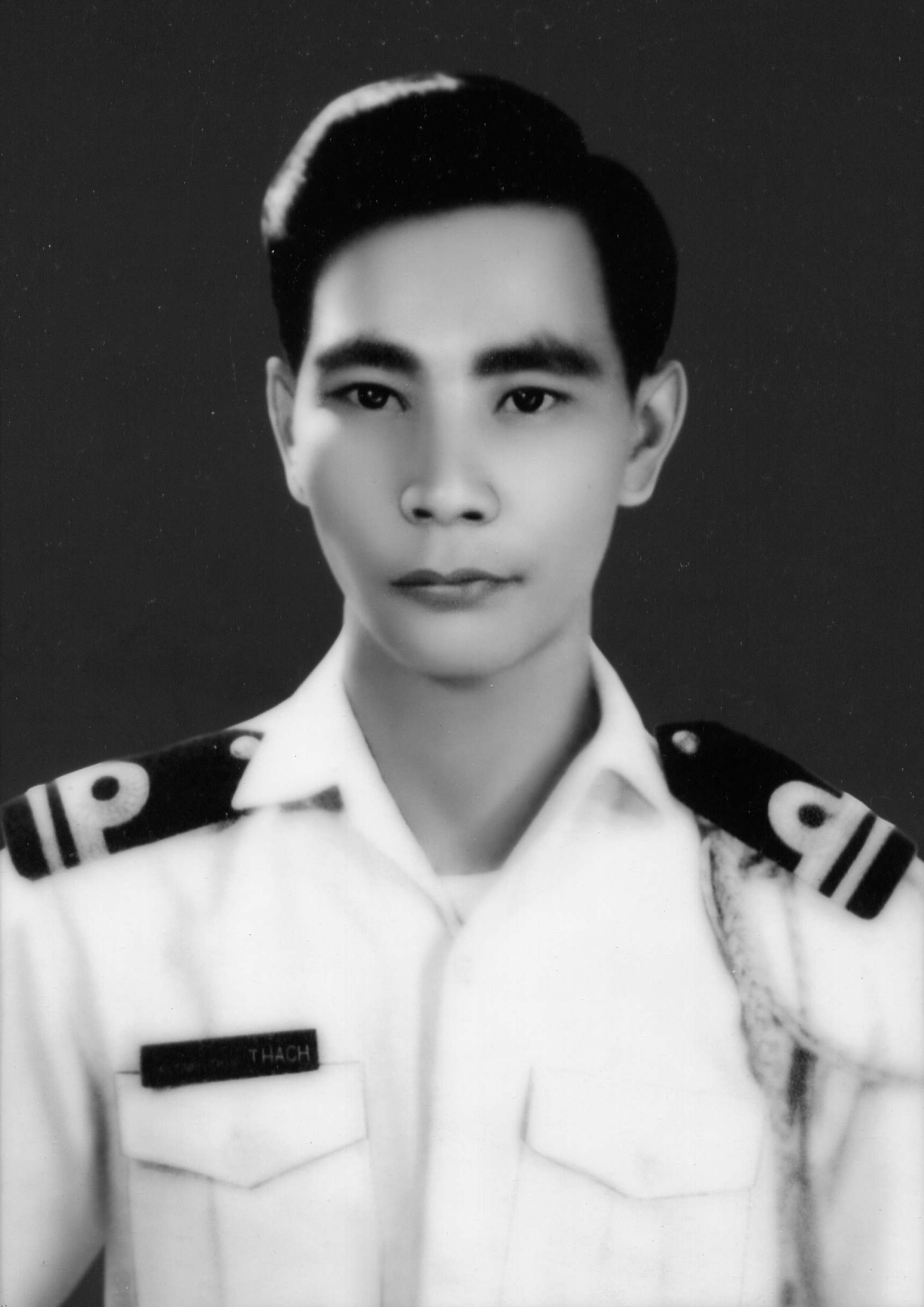
海軍大尉
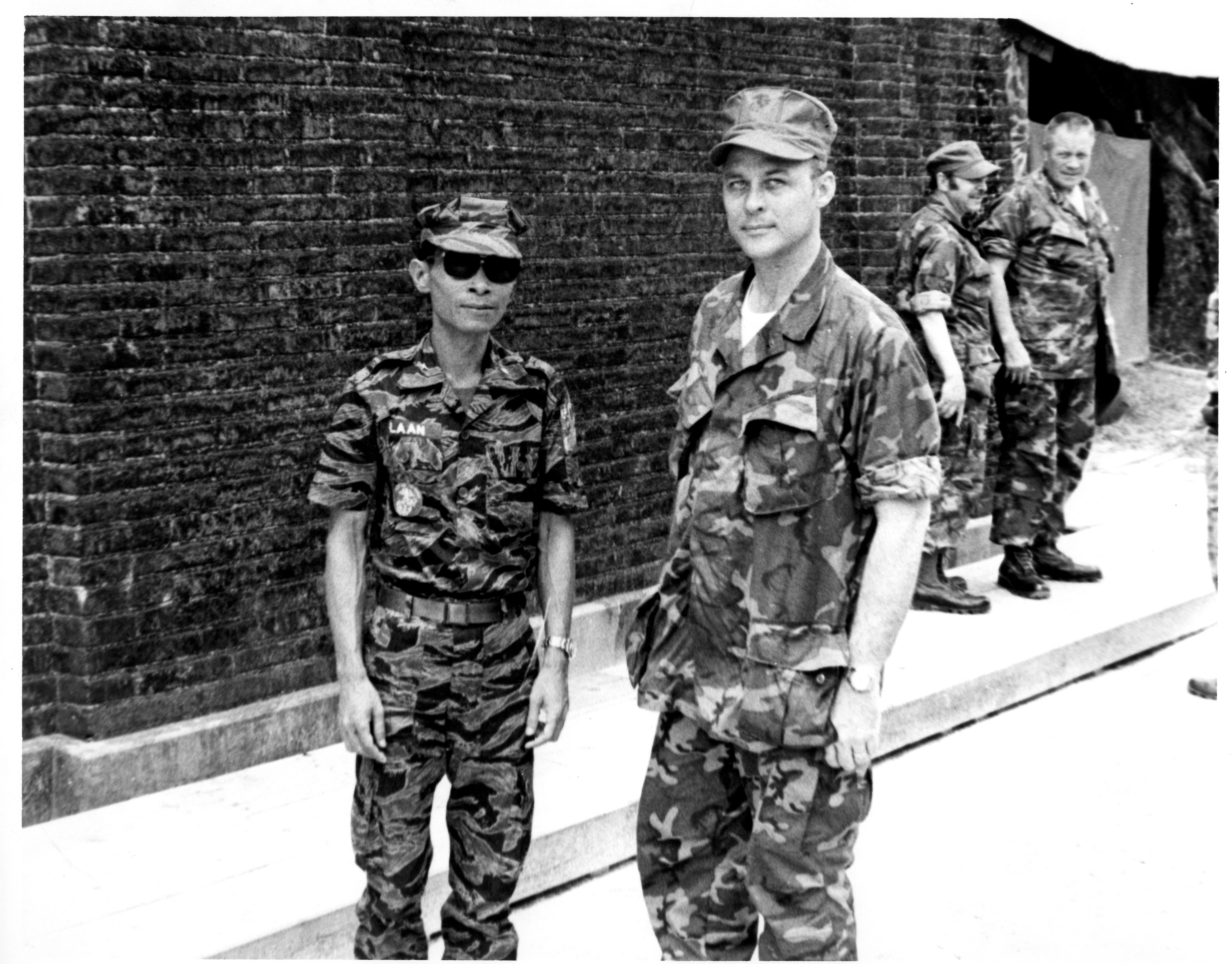
ゴールドタイガー迷彩を着用する海兵隊准将（撮影年不明）
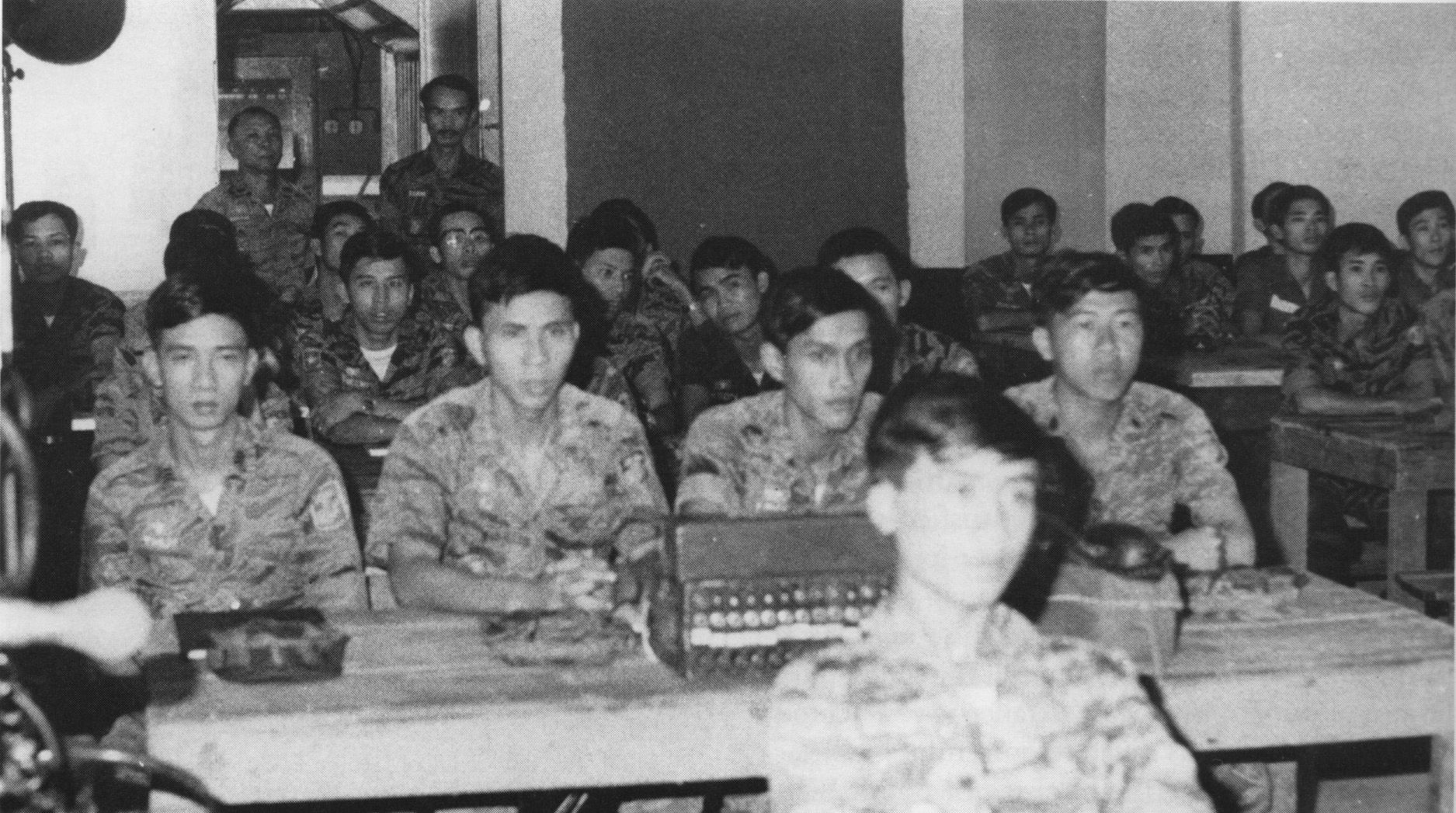
第468海兵旅団の隊員ら（1974年～75年ごろ）

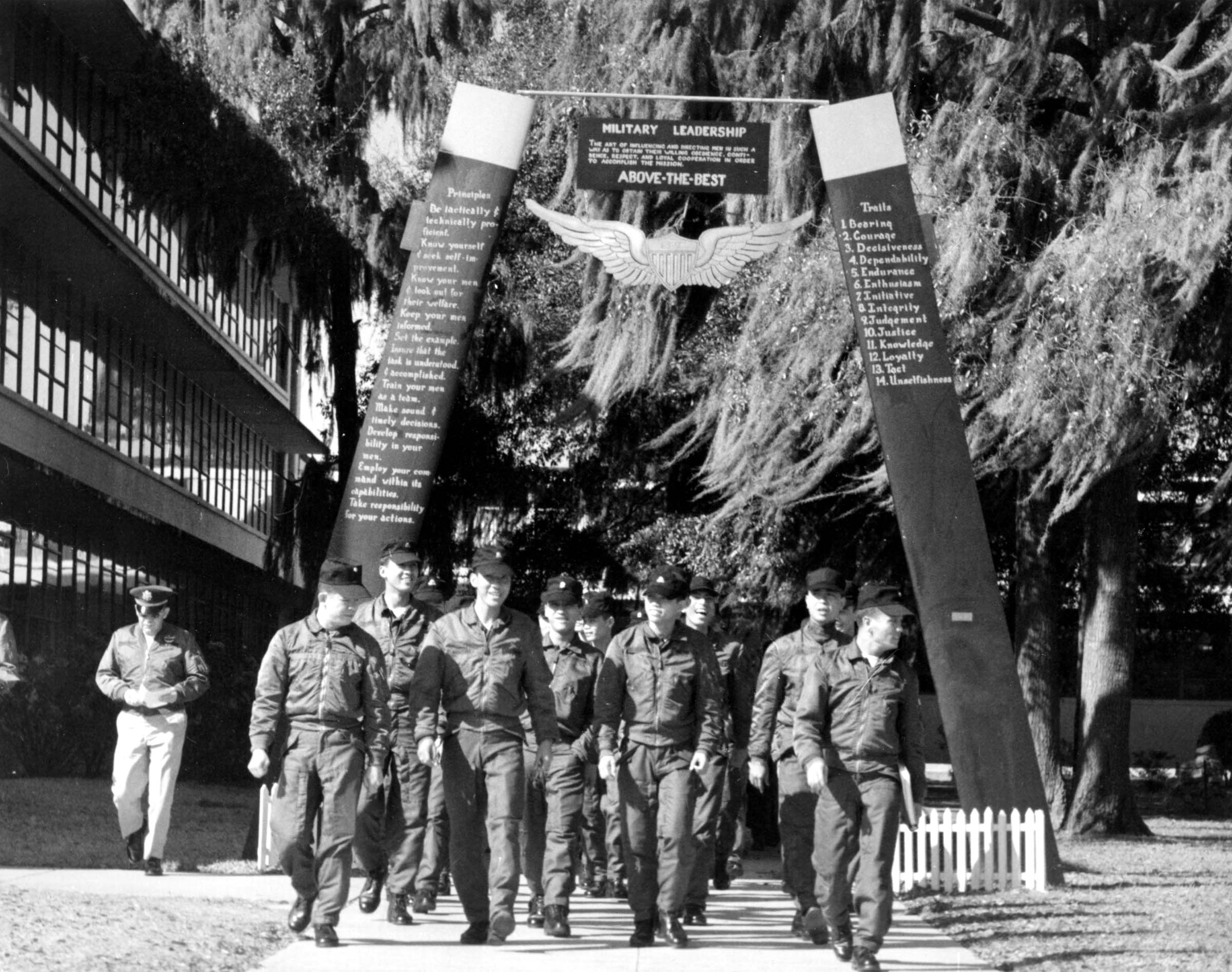
空軍士官学校生
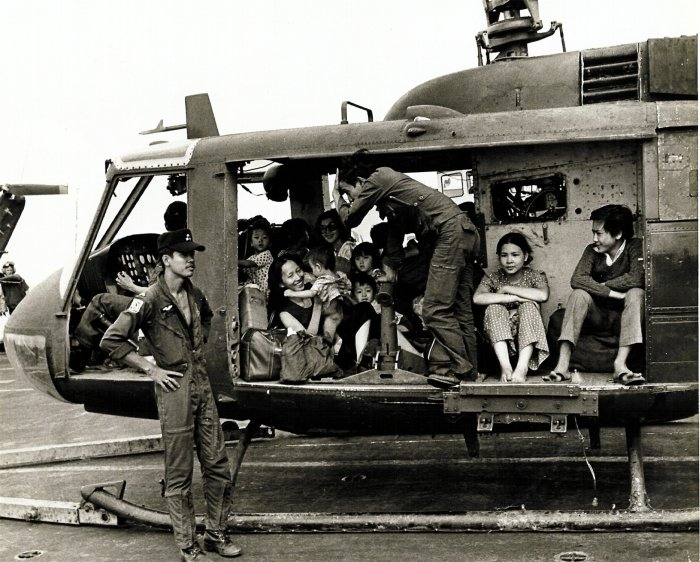
避難民を輸送するUH-1ヘリコプターとパイロット。(1975年4月29日)